# Abadia del Mont Saint-Michel
L'abadia del Mont-Sant-Michel està situada a la localitat francesa de Mont-Saint-Michel, en el departament de Manche a la regió de Normandia.
L'abadia està classificada com a monument històric francès, segons la llista de 1862.
El lloc figura des de 1979 a la Llista del Patrimoni Mundial de la UNESCO al bé titulat «Mont Saint-Michel i la seva badia». Està gestionat pel Centre de Monuments Nacionals.
Amb més de 1.355 milions de visitants l'any 2010, l'abadia és un dels principals llocs culturals visitats a França.

## Toponímia
Les referències antigues senyalen: «in monte qui dicitur Tumba», cap al 850. «Monte Sancti Michaelis» 966, NLM AG.
La paraula "tumba", tomba, estranya en toponímia, cal interpretar-la en el sentit de "monticle", "elevació". El nom de l'illa veïna Tombelaine no procedeix pas del déu gal Belenos, sinó d'una primitiva *tumb-ell-ana derivada de l'anterior, amb doble sufix, formació homònima de Tombelaine, un llogaret de Calvados o Tomblaine, una ciutat de Meurthe i Mosel·la.

## Heràldica

Escut de l'abadia

Les armes de l'abadia Mont-Saint-Michel estan emmarcades de la següent manera:
«De sable amb 10 petxines d'argent, 4, 3, 2 i 1; al cap, les de França.»
El nombre de petxines varia segons els temps. A l'escut d'armes original probablement es va invertir en color (camp de plata i petxines de sable) a causa de les closques naturals del lloc, molt fosques. 
Que al cap hagi les armes de França, atribuït arreu a les "bones ciutats", va ser concedit per Lluís XI, "molt devot a Sant Miquel" després de la seva peregrinació a l'abadia en 1462.
Aquest escut s'atribueix sovint al municipi de Mont-Saint-Michel.

## Història primerenca del Mont

### El Mont-Tombe en l'antiguitat
La muntanya és, des de l'antigor, un lloc on els homes estimaven escoltar o projectar les històries que els donaven origen i els tranquil·litzaven. Per tant, la suposició que en l'antiguitat era un lloc de cultes druïdics dels abrincats que habitaven la regió al voltant del Mont i Avranchin, es basa únicament en induccions. D'acord amb el canonge de la catedral de Dol i historiador Gilles Deric (1726-1800), la roca era un temple pagà dedicat al déu gal del sol sota el nom de Mons vel Tumba Beleni: «Muntanya o cau de Belenos», hipòtesis ara abandonada, ja que no s'ha descobert cap nivell d'ocupació antiga i "Tumba Beneni" és, sens dubte, una cacografia per Tumbellana, Tombelaine.
El «Mont-Tombe» (Mons Tomba), nom original del Mont Saint-Michel, potser prové del fet que va sorgir de les sorres "en la forma d'una tomba". És més probable que l'arrel de la paraula "tomba" sigui en realitat indoeuropea ("tum", "monticle") i vingui d'un nom anterior a la llatinització de la regió. El terme es refereix a la realitat geogràfica del lloc per designar un "monticle", una "elevació".

### El Mont Saint-Michel-en-risc-de-la-mar al començament de l'era cristiana
La història en part llegendària i miraculosa de la fundació cristiana de l'abadia prové d'un text llatí, la «Revelatio ecclesiae sancti Michaelis in monte Tumba» escrit per un canonge del Mont Saint-Michel o de la catedral de Avranches al segle ix. Aquest text de circumstància cal posar-lo en el context de la lluita de poder entre la Bretanya i el comtat de Normandia amb el regne franc i les reformes canòniques realitzades pels emperadors carolingis. A més, els cronistes dels segles IX al XII van redactar, per a la glòria de Déu, sobre el príncep i la comunitat en què vivien, a fi de constituir les "llegendes", però cal considerar tota la informació com a invencions sense fonaments i falses faules, d'aquí la necessitat d'una lectura crítica d'aquests textos.
Amb l'adveniment del cristianisme a la regió, al voltant del segle iv, el Mont Tombe passà a formar part de la diòcesi d'Avranches, car els límits es corresponien amb l'antic territori dels abrincats. Al mitjans del segle vi el cristianisme ja estava realment implantat a la badia. En aquell moment, el Mont Tombe ofereia refugi als ermitans solitaris (probablement monjos celtes insulars, com en altres parts de França) subministrats pel rector d'Astériac, que vetllaven pel lloc i portaven una vida contemplativa entorn dels oratoris. Els ermitans sant Par i sant Escubilió van dedicar-ne'n un al primer màrtir cristià sant Esteve, van aixecar la meitat de la roca, i un segon en honor del primer màrtir d'Autun, sant Simforià, elevat al peu de la roca.

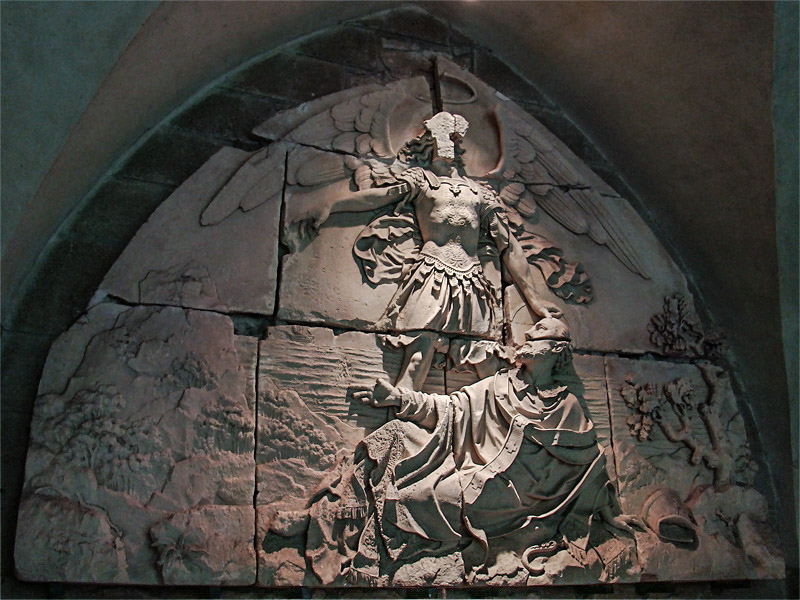
El somni de sant Aubert.

A partir del segle iv, el culte a sant Miquel estava molt estès a Orient. El sant va aparèixer a Occident a la fi del segle V amb l'aparició d'un primer santuari al Monte Sant'Angelo a les muntanyes de Gargano, a Itàlia, el 492. El 813, Carlemany va estendre a tots els seus estats la festa de Sant Miquel. Des de llavors, se li dedicaren moltes capelles i edificis (torres, fonaments). En general es construïen en llocs remots i alts, per recordar que Sant Miquel és el "cap" dels Àngels. És en aquest context que, com afirma la Revelatio, la construcció pel bisbe sant Aubert d'Avranches, d'un oratori dedicat a l'arcàngel Sant Miquel el 708. Segons la llegenda, Aubert hauria rebut, durant el son, tres vegades l'ordre de Sant Miquel per erigir-li una capella al Mont-Tombe. El santuari havia de ser, d'acord amb els requisits de l'arcàngel, una rèplica del santuari de Sant Miquel al Mont-Gargan a Itàlia (segle iv). Aubert va arrencar una pedra del culte pagà del mont Tombe i, en canvi, va construir un santuari circular format per peces de roca grollerament apilades. Al voltant de 708, Aubert va enviar dos monjos a buscar al santuari italià del Mont Gargan relíquies del lloc: una pedra on va deixar l'empremta del seu peu i un tros del seu vel (o segons una altra tradició) a l'altar que ell havia consagrat. Va ser durant aquesta missió que l'ona de marees de març de 709 va envoltar el bosc de Scissy i va envoltar la muntanya, convertint-la en una illa. Així, d'acord amb la tradició de Mons que es remunta al segle xi, el bisbe va fer la dedicació de l'església el 16 d'octubre del 709 i va establir un capítol de dotze canonges. El Mont-Saint-Michel havia nascut.
Les restes de l'oratori han estat retrobades a la capella de Notre-Dame-Sous-Terre. Aquest santuari és una capella reliquiari que hauria albergat la tomba del fundador, Aubert i les relíquies insígnies portades des del Mont Gargan o inventades (la pedra amb el peu d'impremta, la corona, l'escut, l'espasa... van desaparèixer durant la Revolució).
Les primeres construccions resultaren insuficients i, durant el període carolingi, es plantejaren edificis importants, al voltant dels quals es distribuirien les cel·les individuals dels monjos. Per primera vegada l'any 710, l'illa Mons perd el seu nom de "Mont-Tombe " per adquirir el de "Mont-Sant-Michel au perill de la Mer", nom en referència al pas dels pelegrins que creuava la badia causant enfonsaments o ofegaments. Al llarg de l'edat mitjana, els monestir era conegut pel nom de Mons Sancti Michaeli in periculo maris, abans del de "Mont Saint Michel", que es fixat gradualment.

## Història de l'abadia

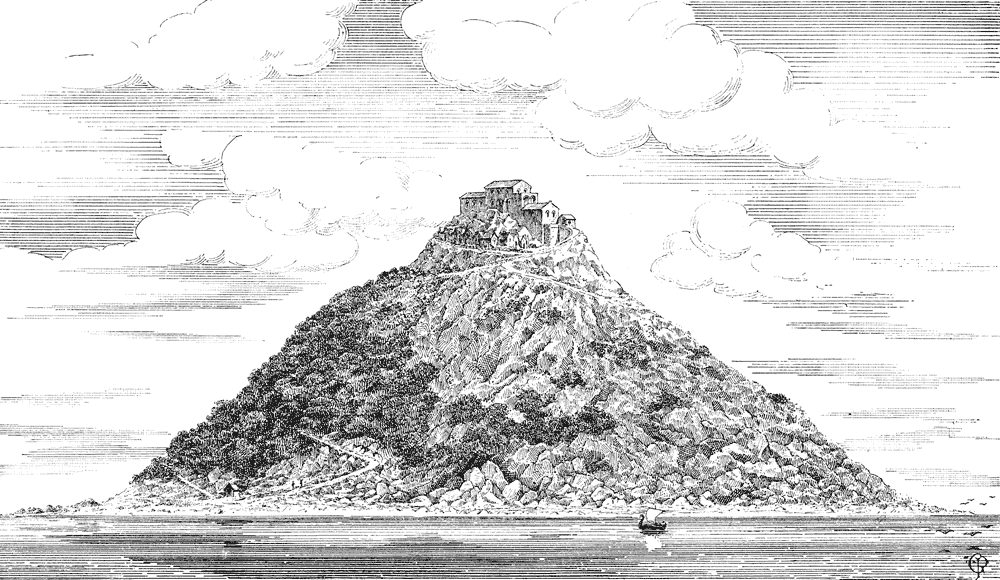
Vista del nord-oest, a finals del segle x.
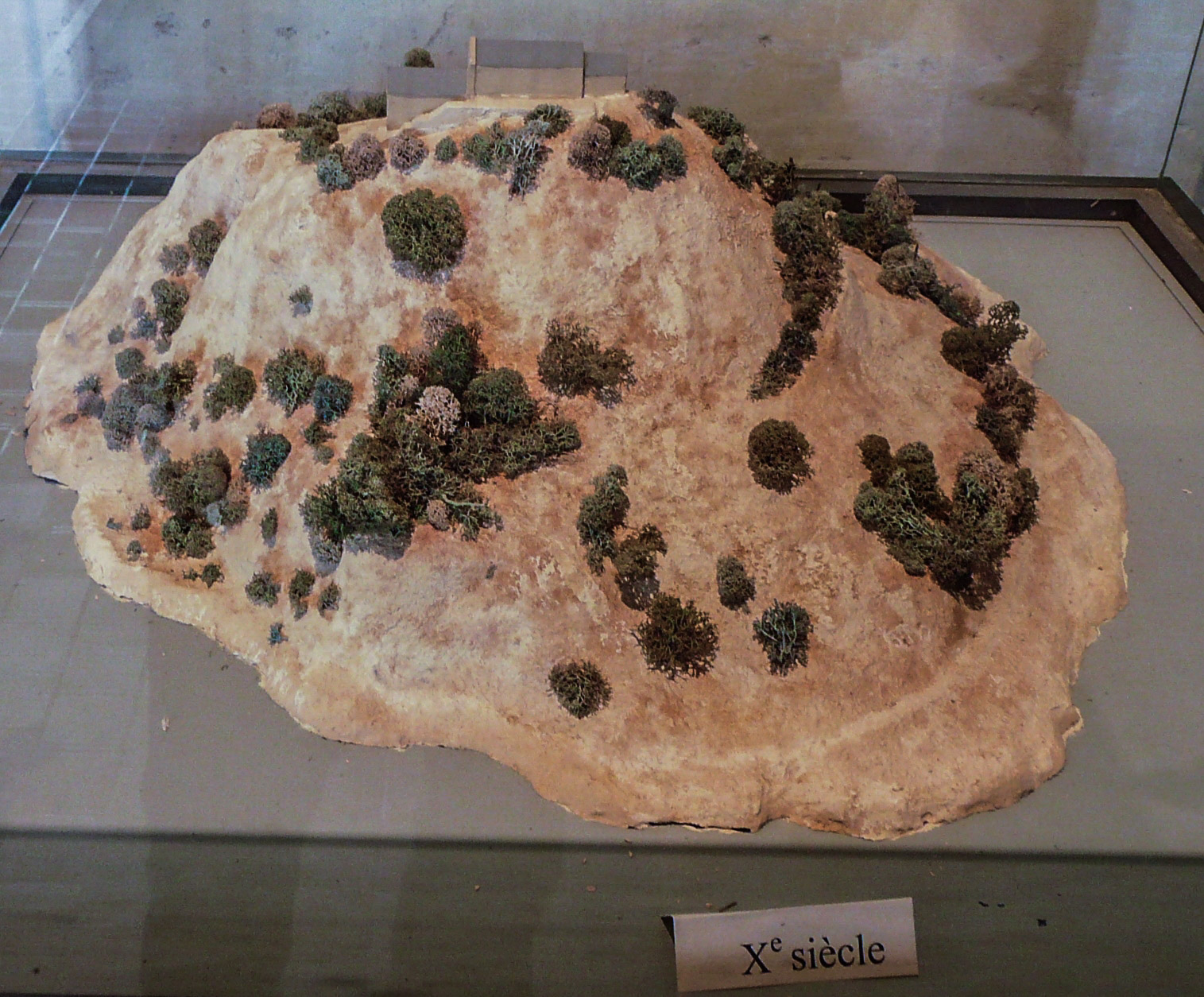
Al segle x.
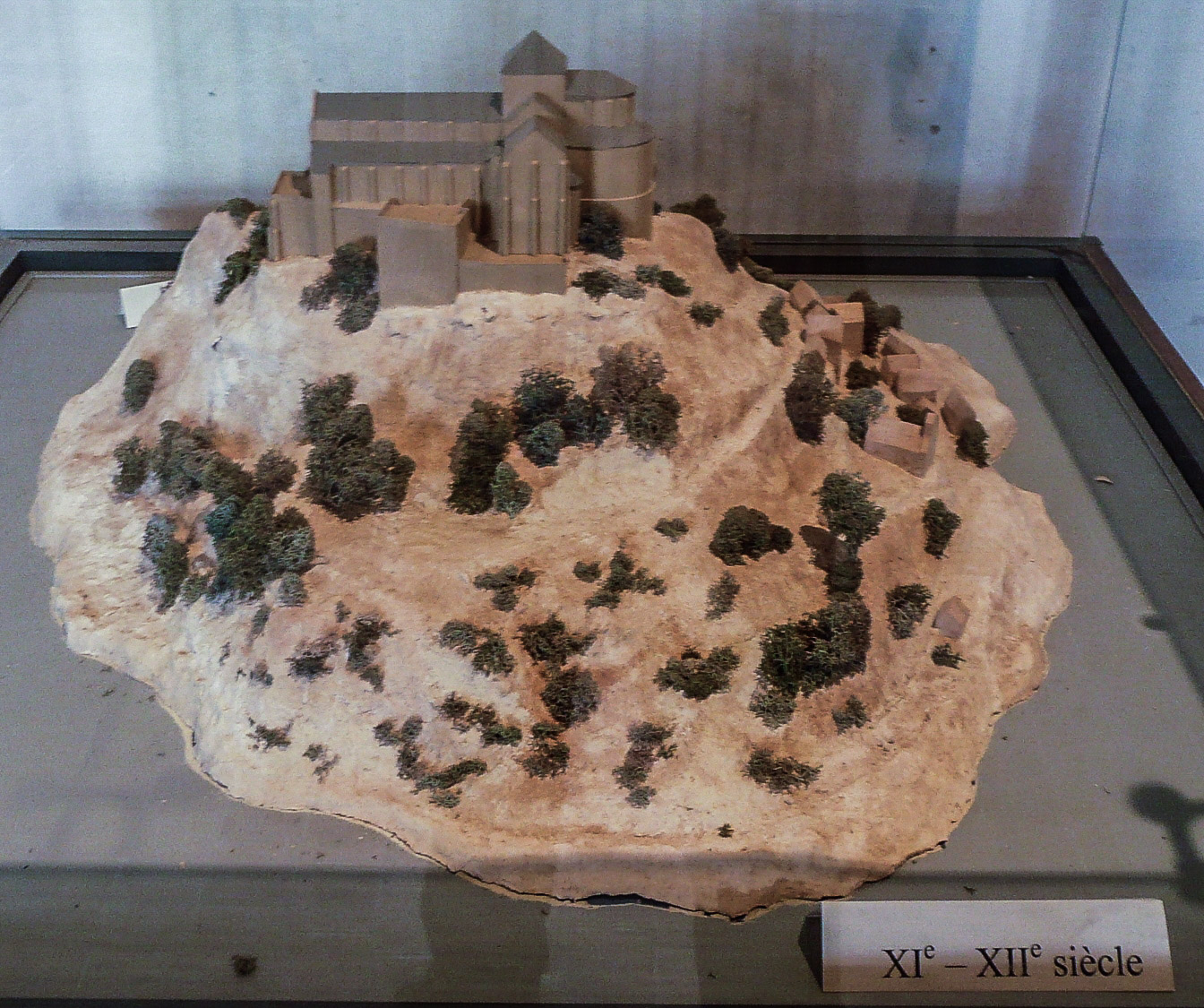
Als segles xi i xii.
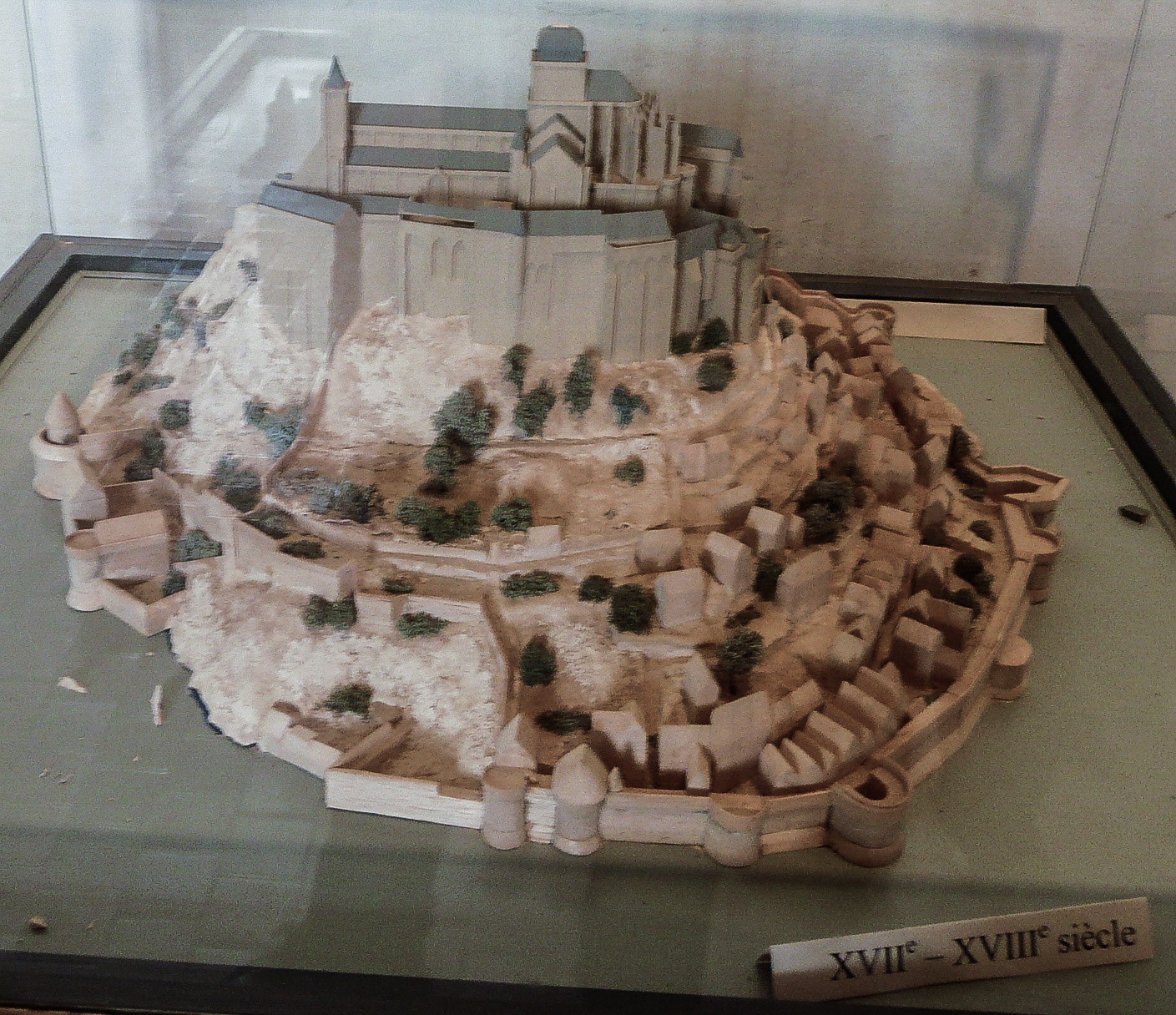
Als segles xvii i xviii.
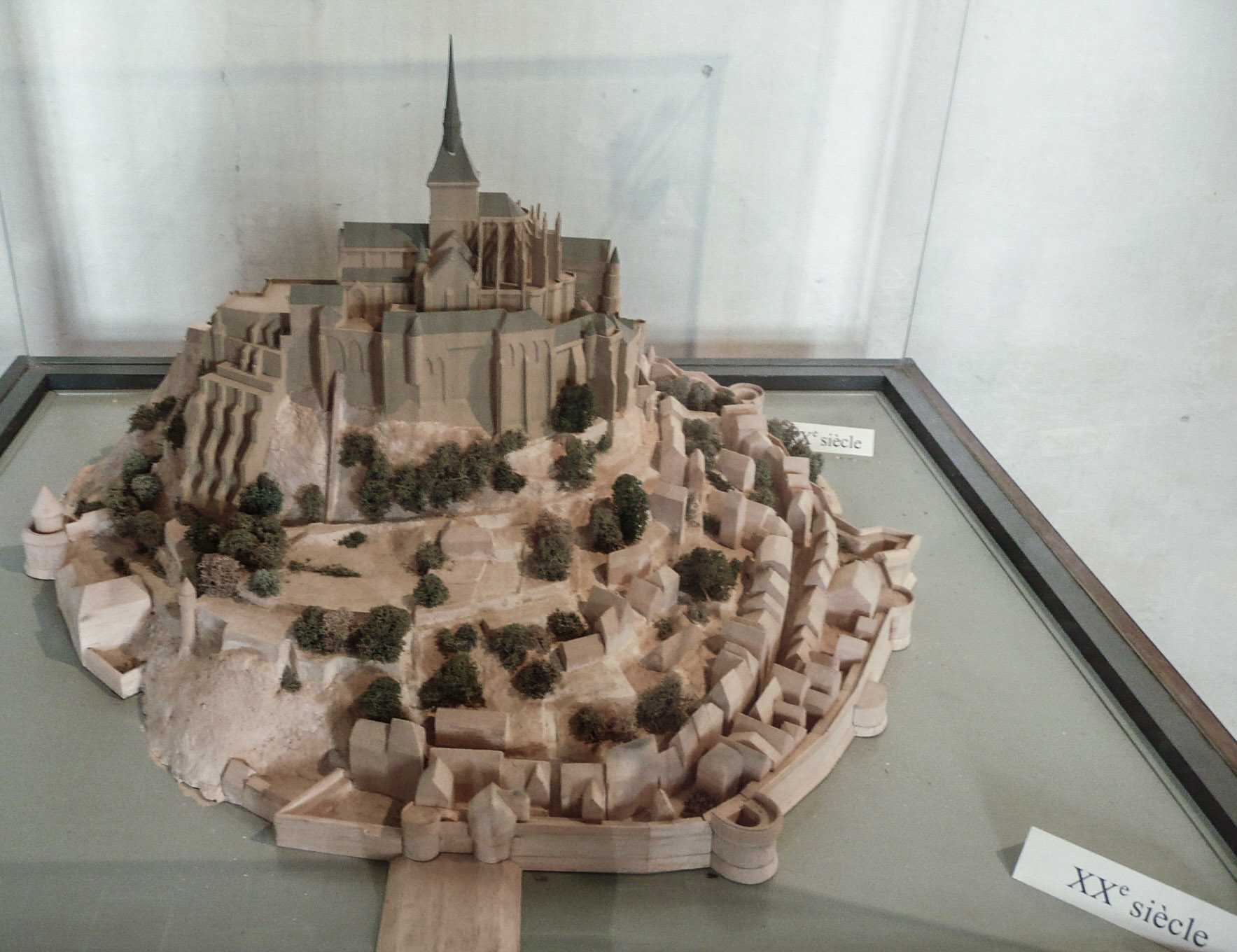
Al segle xx.

### La col·legiata de Sant Miquel els seglesixix
Els canonges del Mont-Saint-Michel, durant el primer segle de la seva institució, van ser fidels a la missió que els havia adscrit el culte a l'Arcàngel Sant Miquel: la seva muntanya esdevé un lloc de pregària, d'estudi i de pelegrinatge, però l'era de l'estabilitat coneguda com a Nèustria durant el regnat de Carlemany es produí, a la mort de l'emperador, en un període de grans desordres. Mentre la resta de la Gàl·lia patia les invasions bàrbares, la religió i la ciència troben refugi i asil a la diòcesi d'Avranches, i especialment al Mont-Saint-Michel. Aprofitant la desunió dels nets de Carlemany, les incursions i els incursions dels vikings, abans continguts, reprengueren un nou vigor.
Els esdeveniments d'aquest període no suspengueren, en primer lloc, les peregrinacions de les quals aquesta roca esdevingué el centre. Els vikings arribaren al Mont-Saint-Michel-au-péril-de-la-Mer el 847 i van saquejar l'església abacial. Durant les altres incursions vikingues, sembla que els monjos del Mont no van abandonar el seu monestir. Potser ja era un lloc fortificat o estava protegit a causa de l'àrea d'influència del comte de Rennes, qui negocià una aliança amb els vikings. El 867, el rei de França, Carles el Simple, incapaç de defensar les seves marques occidentals, va signar amb el rei Salomó de Bretanya el Tractat de Compiegne, pel qual va cedir el Cotentin i l'Avranchin. La muntanya pertanyia principalment als bretons, però des del punt de vista religiós, pertanyia a la diòcesi d'Avranches, que formava part de la província eclesiàstica de l'arxidiòcesi de Rouen. El tractat de Saint-Clair-sur-Epte, conclòs l'any 911 entre Carles el Simple i un cap d'origen noruec nomenat Rol·ló, donà a llum la "Marca de Normandia".

Rol·ló va ser batejat i lliurà als monjos de la muntanya la seva terra d'Ardevon, assegurant-los la seva constant protecció. El 933, Guillem Espasa Llarga, fill i successor de Rollon, va reconèixer l'autoritat del rei de França Raül, que li va concedir la "terra dels bretons situada al costat del mar", aquesta expressió que probablement designava el Cotentin i probablement també Avranchin fins a Sélune, frontera entre Rennes i Avranchin. El Mont-Saint-Michel-au-péril-de-la-Mer estava llavors, en principi, sota el control dels normands però la costa de la badia del Mont era un focus constant de disputes entre bretons i normands. Guillem Espasa Llarga continuà la política de restauració de monestirs inaugurada pel seu pare.

### Fundació de l'abadia benedictina (965 o 966)

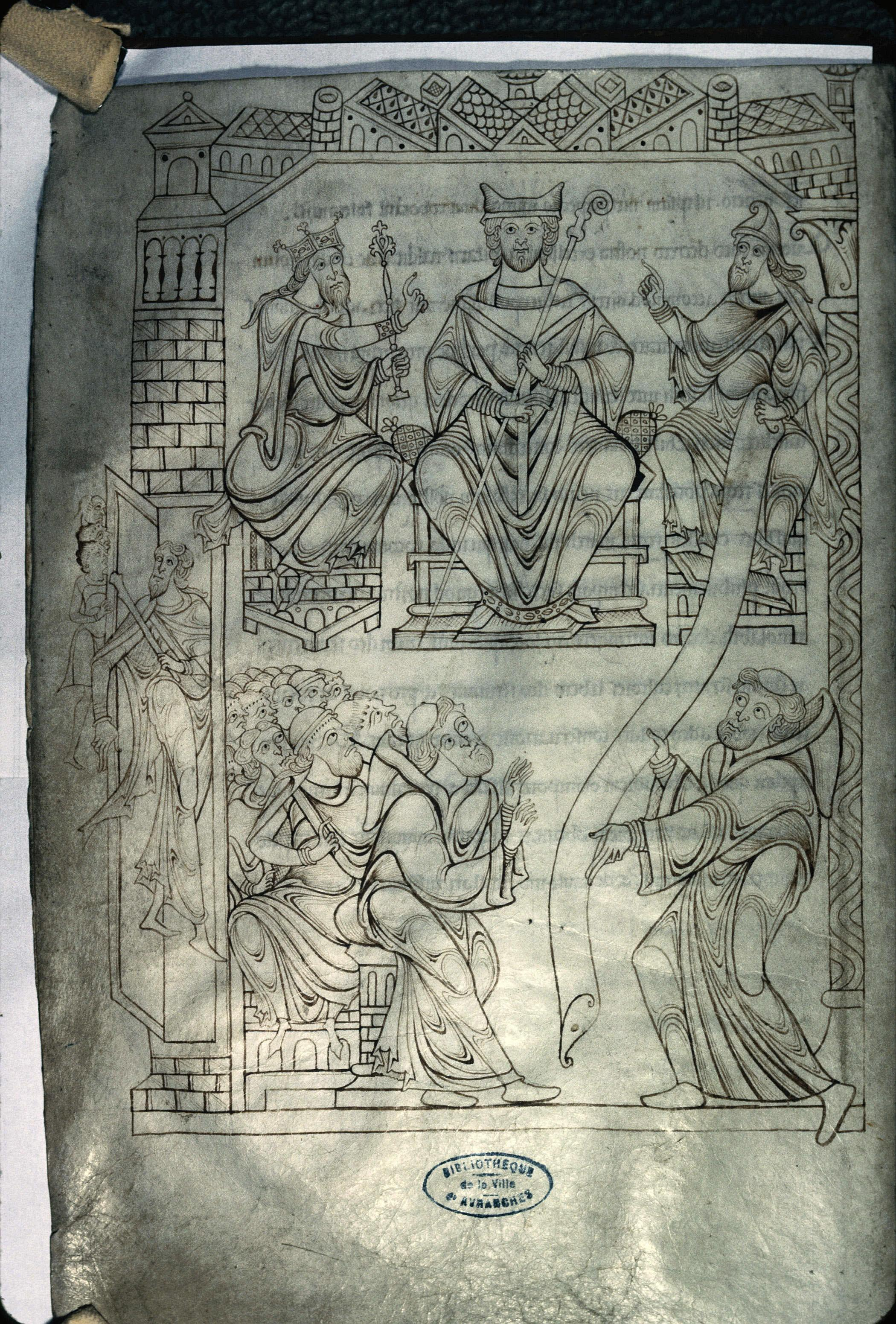
Miniatura representant el privilegi concedit pel Papa Joan XIII, Cartulari del Mont-Saint-Michel, al voltant de 1150, f.19v.

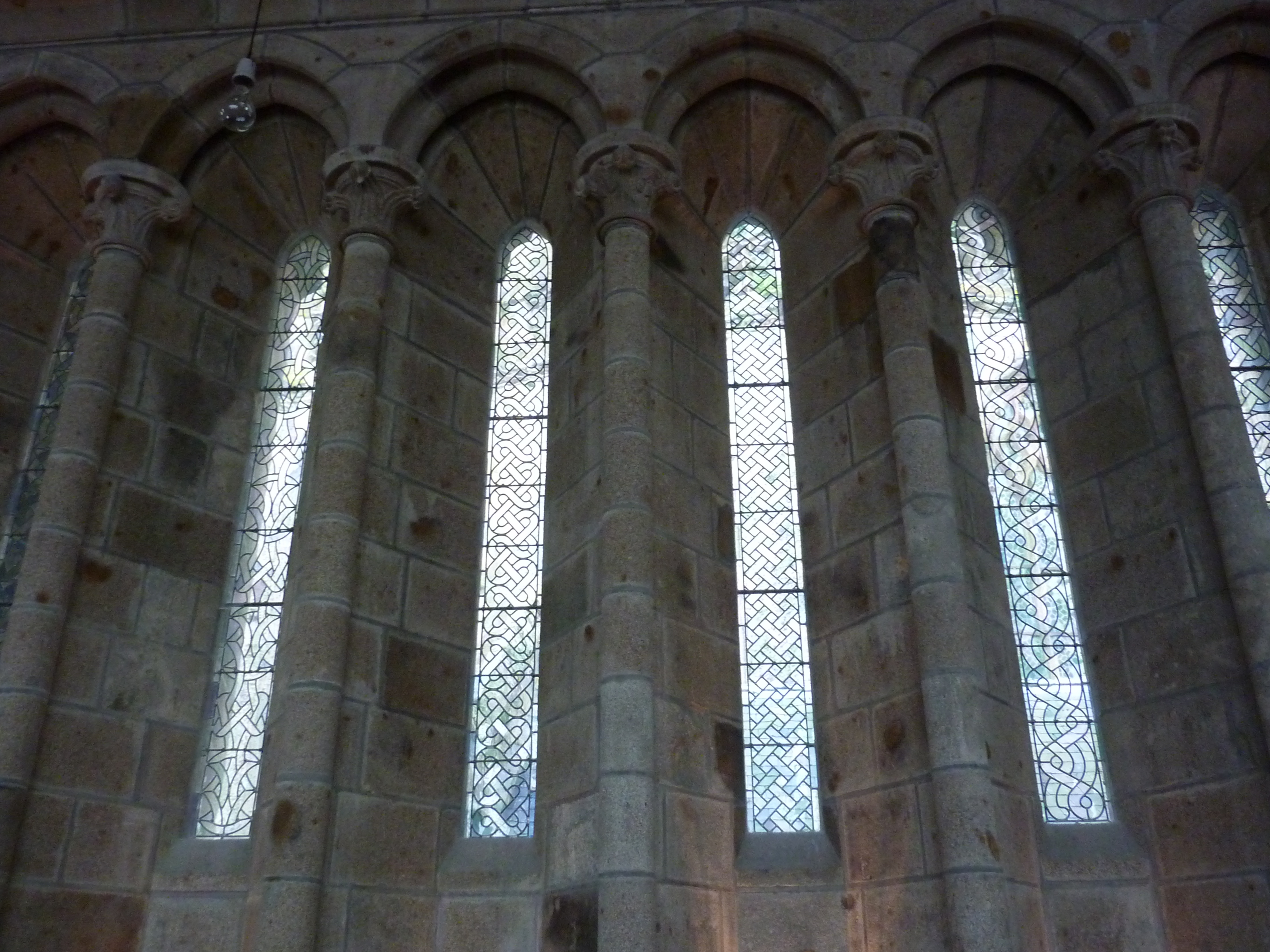
Granodiorite de Chausey..

El ràpid desenvolupament de la riquesa de l'església abacial de Saint-Michel acabà sent un greu obstacle per al seu bon funcionament i fins i tot per la seva vocació religiosa. En disposar dels mitjans per satisfer les seves passions, els canonges invertiren en plaers les riqueses de la pietat dels prínceps, mentre que l'església va quedar deserta o era freqüentada únicament per clergues lleugerament pagats. Els nobles del país van tractar d'obtenir els beneficis de la rica abadia per a un millor despesa en els plaers de la taula, i el món de la caça.
Quan Ricard I "Sense Por", el fill de Guillem Espasa Llarga, el va succeir com duc de Normandia, tractà resoldre el problema fent comparèixer els canonges davant seu per culpar-los pels seus excessos i recordar-los la naturalesa santa de abadia. Després d'haver intentat en va que seguissin la regularitat de la vida religiosa, després de les protestes, les oracions i les amenaces, Ricard prengué la resolució, després de l'aprovació del papa Joan XIII i del rei Lotari, de substituir la col·legiata per un monestir, establint-hi monjos benedictins en substitució dels canonges de sant Aubert, com es va esmentar en l'Introductio monachorum ("La instal·lació dels monjos"), tractat compost a la dècada del 1080 a 1095 per un monjo del Mont Sant-Michel que buscava defensar la tesi de la independència del monestir pel que feia al poder temporal.
Estant a Avranches, seguit d'una nombrós grup de prelats i senyors i de trenta religiosos de les abadies normandes circumdants (Sant Wandrille, Saint-Taurin-d'Évreux i Jumièges), Ricard envià un oficial de la seva cort amb diversos soldats al Mont-Saint-Michel, per notificar les seves ordres als canonges: havien de sotmetre's a les austeritats de la vida monàstica, prenent l'hàbit de Sant Benet o deixar la muntanya. Només un se sotmeté, mentre que els altres abandonaren el lloc, deixant l'abat Maynard I, que venia de l'abadia de Saint-Wandrille, per establir la regla benedictina. La substitució dels canonges per monjos benedictins es va produir el 965 o el 966, any considerat com el de la fundació de l'abadia de Mont-Saint-Michel. A partir d'aquest moment, els ducs de Normandia van voler fer del Mont un dels grans centres de peregrinació de la cristiandat i iniciaren grans projectes de construcció. Aquest és el començament dels dies de glòria de l'abadia, que seria dirigida per 41 abats benedictins entre el 966 i el 1622 (data en la qual l'abadia s'uní a la congregació de Sant Maur, els religiosos de la qual portaren una renovació de vida monàstica i evitaren la ruïna del lloc), regnant a la muntanya sobre ànimes i cossos.
Aquests foren els primers monjos benedictins, que dotaren a l'abadia de l'església preromànica de doble nau de "La nostra-Senyora-sous-Terre", i a partir de 1060 construirien la nau de l'església abacial, car el creuer del transsepte s'establí a la part superior de la roca. L'illa de Muntanya era massa petita per albergar una pedrera, i les pedres havien de venir de fora: la tendresa de la pedra de Caen facilitava l'execució d'escultures molt detallades (els frisos de les arcades i dels carcanyols del claustre) i, especialment, granit que provenia de les pedreres de les illes Chausey, en què es deu a la roca pels picapedres, transportat per mar (blocs sirgats per sota de petits pots o barcasses, per mitjà d'amarres i cabestrants operats amb la marea alta) i muntats en blocs segellats pels picapedrers. Concretament, es tracta d'una granodiorita blanc-mica de color gris blau, granulós, de gra fi i dominant. Aquests enclavaments són rics en mica negre que conté ferro i l'alteració de la qual es tradueix en una oxidació, formant així taques daurades de color marró. La paragènesi principal d'aquesta granodiorita inclou: feldespats (53,5%) 38,5% plagioclasa (oligoclasa-Andesine) de color blanc a gris-blau i el 15% de feldespat potàssic (microclina) blanc o rosa; quars, gris vítreo (31%); biotita i mica d'escates negres (14,5%). Aquest granitoide entre d'altres s'usà per a la construcció de les mansions de Cotentin, de paviments de Londres, i la reconstrucció de Sant-Malo (voreres, molls) el 1949.
Entre els anys 1009 i el 1020, el terreny entre Sélune i Couesnon va ser conquerit als bretons, fent del Mont Saint-Michel una illa normanda. Aquests conflictes no impediren que els ducs de Bretanya Conan el Tort, que va morir en 992, i Geoffroi I, que va morir el 1008, es fessin enterrar, com a benefactors, al Mont Saint-Michel.

### Un centre de traducció al

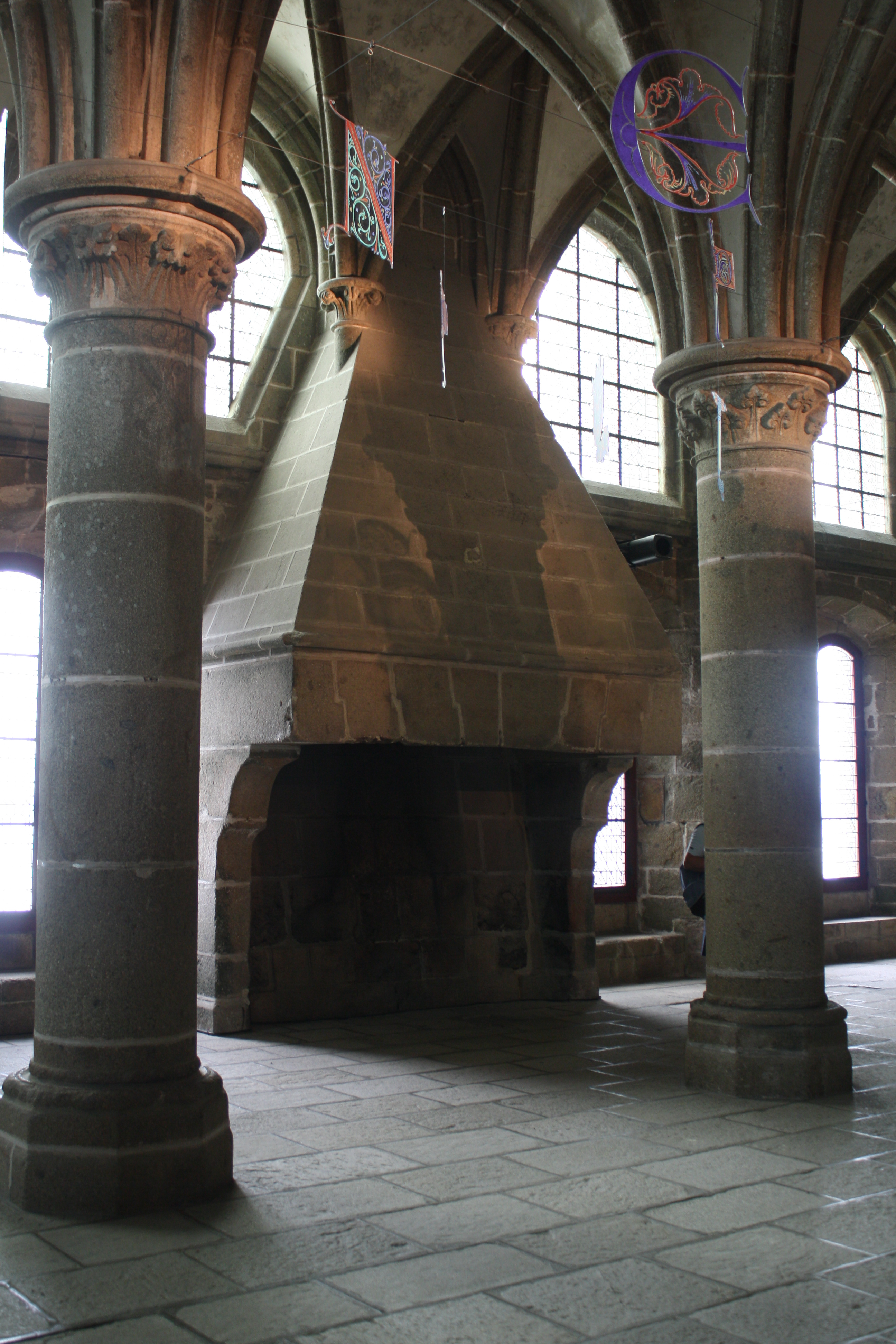
Una de les llars de foc del Scriptorium, 1225.

### Un centre de traducció alseglexii
Vegeu també: Traduccions llatines del segle XII i Aristòtil al Mont Saint-Michel
A la primera meitat del segle xii, els benedictins de Mont-Saint-Michel tindrien, segons molts historiadors, una gran influència en el desenvolupament intel·lectual d'Europa mitjançant la traducció d'Aristòtil directament del grec al llatí; els manuscrits més antics de les obres d'Aristòtil, en particular les Categories, daten dels segles X i segles xi, abans que es fessin altres traduccions a Toledo de l'àrab, o a Itàlia.
| «                                                                                               | (…) La biblioteca del Mont-Saint-Michel al segle xii contenia textos de Cató el Vell, el Timeu de Plató (en traducció llatina), diverses obres d'Aristòtil i de Ciceró, extractes de Virgili i d'Horaci… | » |
| — Régine Pernoud, Pour en finir avec le Moyen Âge, ed. Seuil, coll. Points Histoire, 1979, p.18 | |   |

El Mont-Saint-Michel conegué el seu apogeu amb l'abat Robert de Torigni, conseller privat del duc de Normandia, Enric II d'Anglaterra.

### Elseglexiii
En 1204, després del compromès a la confiscació de Joan sense Terra, el rei de França Felip August va reconèixer, en un segon moment, Artur de Bretanya com el successor del rei Ricard d'Anglaterra, va començar a apoderar-se de les fortaleses continentals del duc de Normandia. Mentrestant, Joan sense Terra assassinà el seu nebot Artur i després destrossà Bretanya.
El rei, després d'haver creuat amb un exèrcit la frontera de Normandia per executar aquesta detenció, el seu aliat, Guiu de Thouars, nou duc de Bretanya, es llançà sobre l'Avranchin al capdavant d'un exèrcit bretó. El Mont-Saint-Michel va ser el primer punt cap al qual els esforços de Guiu de Thouars van passar abans de prendre l'Avranchin i Cotentin. Impotents per protegir la ciutat, les palissades van ser expulsades, la ciutat va ser saquejada i la població massacrada, independentment de l'edat o el sexe. L'assalt bretó va ser aturat a les fortificacions del monestir: després d'esforços llargs i infructuosos, Guiu de Thouars, desesperat per dominar un recinte defensat amb desesperació, es va retirar abandonant la ciutat al foc. El desastre es va desenvolupar amb tanta violència que les flames, saltant cap al cim de la muntanya, van desbordar l'abadia, de la qual van reduir gairebé tots els edificis a cendres. Només les muralles i les voltes es van resistir i van escapar d'aquesta conflagració.
Felip August va sentir el dolor més intens davant aquest desastre i, desitjant eliminar els rastres d'aquesta desgràcia, va enviar a l'abat Jordà una gran quantitat de diners destinats a reparar aquests estralls. Reconstruïda al estil arquitectònic normand, amb àbacs de capitells circulars, carcanyols en pedra de Caen, motius vegetals, etc., el claustre de la Meravella es va completar en 1228.

### La Guerra dels Cent Anys
Guillem del Merle, capità general dels ports de Normandia, va establir una guarnició reial en 1324. El prior del Mont Nicolas le Vitrier operà amb els seus monjos en 1348 un acord que dividia els ingressos en dues parts, una per al monestir, l'altra se la reservava per a si mateix, constituint la mense abacial.
En començar el conflicte, l'abadia perdé tots els ingressos dels seus priorats anglesos.
El 1356, els anglesos conqueriren Tombelaine, instal·laren una bastilla i començaren el setge de l'abadia, cap de pont francès a la Normandia anglesa. Poc després, Bertrand du Guesclin va ser nomenat capità de la guarnició del Mont i va assolir diverses victòries que van ajudar a evitar l'amenaça anglesa durant diversos anys.

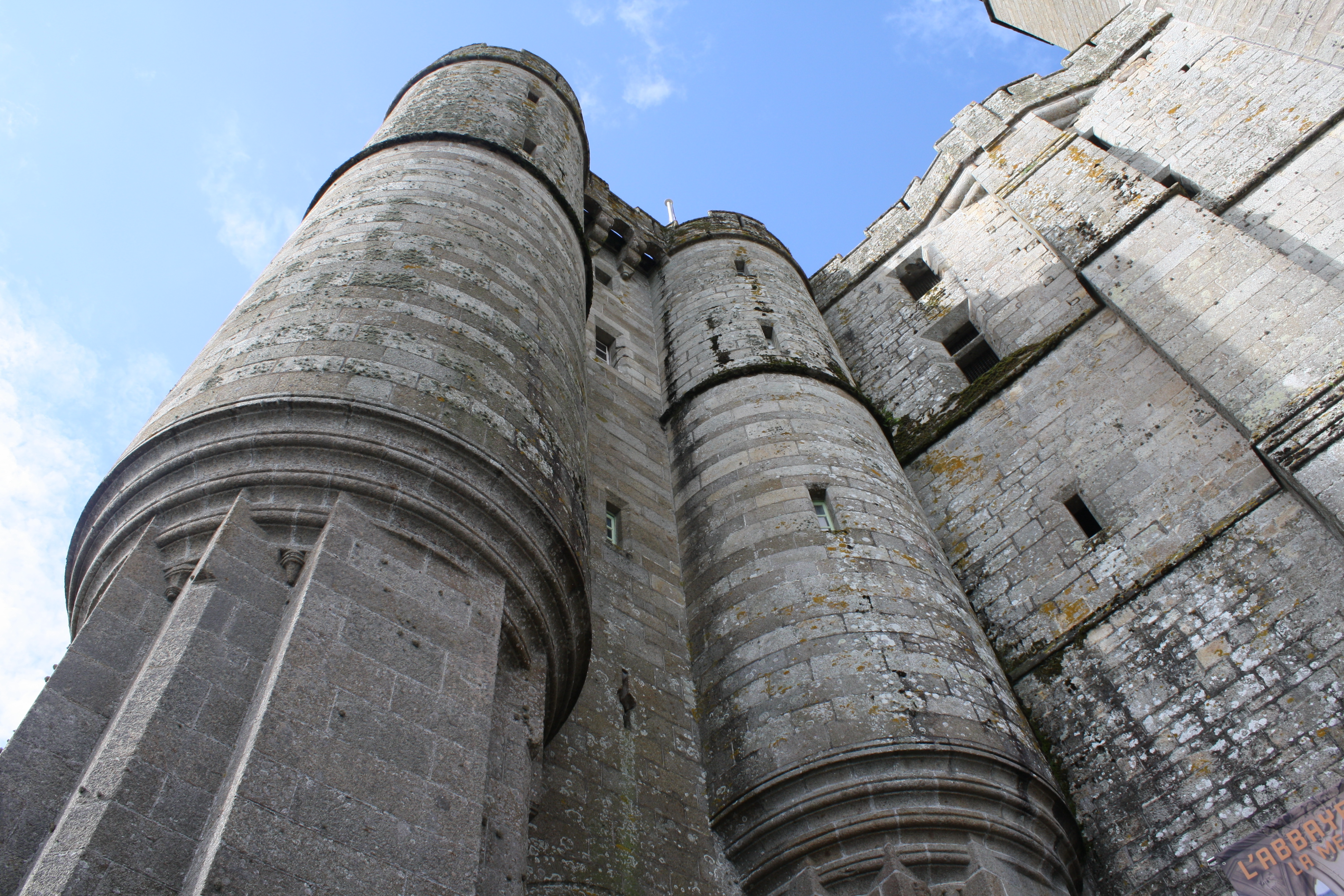
La porta d'entrada, amb les seves torrasses en voladís sobre l'esperó, construïda per l'abad Pierre Le Roy al final del.

En 1386, Pierre Le Roy va ser triat abat i va ordenar la construcció de la torre Perrine, la torre de Corbins i del Châtelet per defensar l'entrada a l'abadia. Després de la batalla d'Agincourt, el nou abat, Robert Jollivet, va construir a partir de 1417 una muralla per protegir la ciutat, així com una gran cisterna excavada a la roca darrere de l'absis de l'abadia el 1418 per a alimentar la muntanya d'aigua dolça. El 1419, Rouen caigué en mans dels anglesos. El Mont llavors quedà com l'única vil·la de Normandia que resistia l'ocupant. Temorós del poder anglès, Robert Jollivet va oferir els seus serveis al rei d'Anglaterra el 1420, però un any més tard, Carles VII va nomenar Joan VIII de Harcourt capità del Mont per enfrontar-se al risc d'invasió anglesa. El Mont era l'únic lloc de Normandia que seguia resistint als anglesos, que va assetjarlo entre 1423 i 1440, establiment d'un bloqueig per terra i mar i edificant 2 bastions a Tombelaine i Ardevon.
El duc de Bretanya, malgrat la seva aliança amb els anglesos, no es fiava d'ells i dels perills que la possessió d'aquesta roca per aquest país representaria per a les seves províncies. Sota les seves ordres, Sir Briand III de Chateaubriant-Beaufort, el seu almirall, Guillaume de Montfort cardenal i bisbe de Sant-Malo, equiparen en secret en aquest port diversos vaixells que arribessin fins als senyors de Combourg, Montauban, Chateaubriand etc. amb una gran quantitat de cavallers i escuders bretons, decidint tots ells atacar els vaixells anglesos. Aquesta expedició va derrotar la flota anglesa (batalla del 16 de juny de 1425).
Quan l'esquadra victoriosa va anar a abordar el Mont-Sant-Michel, les tropes que l'assetjaven, per temor a un atac combinat de Montois i dels cavallers bretons, abandonaren a correcuita els seus bastions, deixant tota llibertat per reabastir a la plaça assetjada. Els anglesos amb prou feines havien vist que l'esquadró auxiliar partia i es va precipitar a aixecar les seves fortificacions.
El Mont-Saint-Michel es va estrènyer encara més i amb més rigor; totes les seves comunicacions amb la platja van ser interceptades i, a cada marea, la guarnició de Montois no podia intentar reavituallar-se sense que la platja es convertís en l'escenari de batusses sagnants.
Jean organitzà un atac sorpresa muntada amb el seu aliat, Jean de La Haye, i va atacar les patrulles angleses ("més de 200 cossos van romandre al seu lloc") després del qual cosa els anglesos caigueren en els seus forts.
Jean d'Arcourt va ser mort a la batalla de Verneuil a l'agost de 1424 i va ser reemplaçat per Jean de Dunois, aviat contestat. Els monjos del Mont reforçaren les seves defenses amb els seus propis fons, mentre que els anglesos reforçaren Tombelaine. Louis d'Estouteville va substituir Jean el 2 de setembre de 1424, i aquest últim va retirar de la ciutat, el 17 de novembre de 1424, dones, nens i presoners. Tombelaine es veié reforçada encara més. A cada baixamar, els anglesos baixaven fins a les muralles del Mont. La comunicació només és possible a costa de batusses i lluites.
Al juny o juliol de 1425 els anglesos reclutar combatents, incloent Robert Jolivet o Damour La Bouffy (qui rebé 122 lliures per a 30 dies), i va llançar un terrible atac, que fracassà contra els miquelistes i els cavallers bretons.
El novembre de 1425, d'Estouteville va organitzar una "lliçó sagnant de prudència": una sortida sorpresa que caigué sobre els anglesos, «la massacre era horrible». Els monjos recolliren els seus ornaments preciosos i enfortiren les seves fortificacions, construïren la porta, la grada i el pont llevadís. Carles VII els va animar a defensar-se i, en estar aïllats, els va permetre encunyar moneda en 1426. Els anglesos van calmar-se fins a 1433.

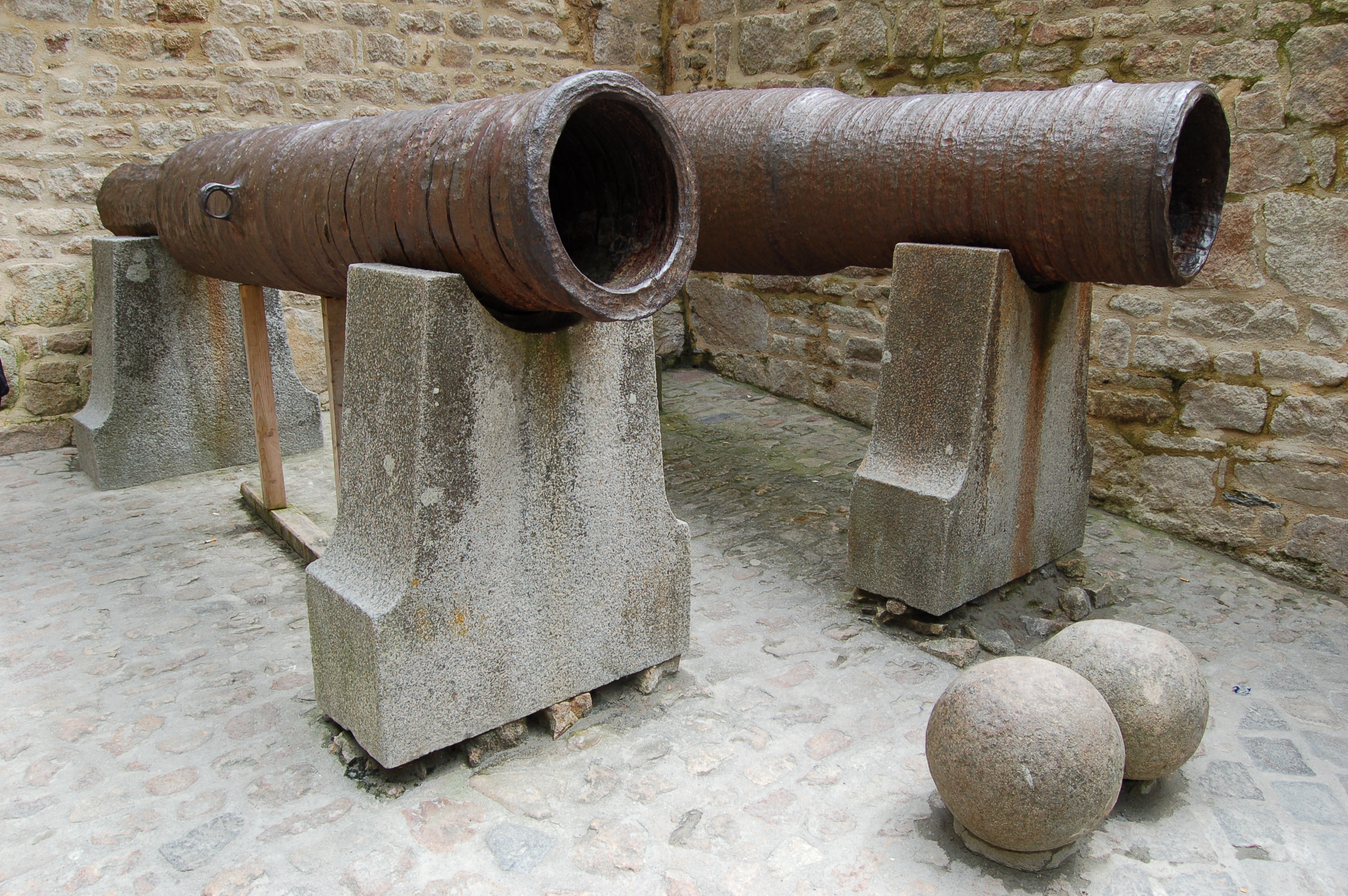
Les bombardes posades sobre un mirador abandonat per l'exèrcit de Thomas de Scales, el 17 de juny de 1434.

El 1433, un incendi va destruir part de la ciutat, i els anglesos van aprofitar l'oportunitat per atacar l'abadia. Thomas de Scales va llançar una gran ofensiva el 17 de juny de 1434, durant la marea alta, amb màquines de guerra i artilleria. La historiografia romàntica dels 119 cavallers normands defensors del Mont Saint-Michel que havien resistit durant trenta anys i que van fer una matança durant l'atac en que 20.000 anglesos van ser rebutjats i van ser perseguits per la platja, és una imatge idealitzada inventada a la dècada de 1880. Durant aquest setge de 30 anys, l'abadia fortalesa va ser defensada permanentment per només unes vint persones mentre que els 119 cavallers podien tenir membres de la seva família a l'exèrcit anglès, l'assalt de 1434 no van incloure més de 2.000 anglesos. El darrer atac anglès, durant el qual l'exèrcit de Thomas Scalles abandonà a la platja les bombardes (dues d'aquestes peces d'artilleria, els famosos «miquelets» són visibles a l'entrada del Mont-Sant-Michel) després de la qual cosa simplement els mirava des de Tombelaine i els seus batallons. A partir d'aquest moment, el Mont no patí més setge fins a l'alliberament de Normandia el 1450.

### Les presons de l'Abadia
Símbol nacional de resistència contra els anglesos, el prestigi de l'abadia declinà d'ençà el segle xii, perdent el seu interès militar i religiós (el règim de la comenda, establert el 1523 pel rei de França, finalment, arruïnà l'abadia) fins i tot si els reis seguien arribant en pelegrinatge al Mont i segueix sent un problema a les guerres religioses (els hugonots de Gabriel II de Montgomery i el seu germà Jacques tractaren d'apoderar-se d'aquest bastió de la Lliga Catòlica en 1577, 1589, 1591): es convertí, sota l'Antic règim, un lloc de detenció de diverses persones detingudes en virtut de diverses jurisdiccions: les llegendes afirmen que els abats s'havien construït els calabossos d'ençà el segle xi. Una presó de l'estat està testimoniada sota Lluís XI que s'havia instal·lat a la casa abacial fillette, una gàbia, de fusta i ferro suspesa sota un arc. La relaxació dels costums (alguns monjos vivien amb les dones i nens) tot i la reforma en 1622 pels mauristes i la falta de manteniment incitaren els reis de França a utilitzar-la llavors essencialment com una presó (al final del segle xviii, és la llar de només una dotzena de religiosos), fent el que adquirís el seu sobrenom de "Bastilla de la mar", on van ser empresonats notables, incloent Victor Dubourg de La Cassagne o Desforges. Paradoxalment, aquest ús com a presó salvà aquest gran testimoni de l'arquitectura religiosa, perquè moltes abadies que es van convertir en bens nacionals en 1789 van ser destruïts, venuts a persones naturals, es van convertir en pedreres o van caure en runes, deguda la manca de manteniment.
Quan els darrers benedictins abandonaren el Mont el 1791 (llavors l'abadia era conegut com el «Mont Michel») sota la Revolució, aquest esdevingué només una presó on serien tancats, a partir de 1793 (quan se l'anomenava «Mont lliure»), més de 300 sacerdots refractaris. Diversos disturbis denuncien els abusos: sota Lluís Felip d'Orleans, els presoners ultra-realistes com els republicans, tot i que no es barregen durant els seus passejos dues vegades al dia a la plataforma fora de l'església, s'uniren contra el director de la presó, Martin des Landes, qui seria reemplaçat. No obstant això, gràcies a la "pistola", els més rics poden pagar els carcers per a excursions a la ciutat baixa, d'altres poden demanar llibres rars copiats pels monjos al scriptorium. L'abadia es transformà el 1810 en un centre penitenciari, atenent els presos sentenciats a condemnes llargues. Fins a 700 reclusos (homes, dones i nens) treballarien a les sales de l'abadia convertides en tallers. Confeccionant barrets de palla a l'església de l'abadia dividits en tres nivells (baix refetor, dormitori al nivell intermedi, àtic), aquest últim patí un incendi en 1834 avivat per la palla. Després de la reclusió dels socialistes al Mont Martin Bernard, Armand Barbès i Auguste Blanqui, diversos intel·lectuals, entre ells Víctor Hugo (qui exclamà "creiem veure un gripau en un reliquiari" en visitant-los), denuncià l'abadia-presó car el seu estat de la decadència feia que les condicions de vida fossin insuportables. Napoleó decidí tancar el 1863 aquesta casa per la força i la correcció, que havia vist passar uns 14.000 reclusos, però el decret imperial d'abolició també va passar per una raó pràctica: una marea forta en 1852, la Sélune va arribar a cavar al voltant a la muntanya un llit que l'aïllava per complet durant la marea baixa, la qual cosa impossibilitava els subministraments. Els 650 presoners dels detinguts estatals i de dret comú van ser transferits al continent.
El 1794, un dispositiu de telègraf òptic, el sistema Chappe, es va instal·lar a la part superior del campanar, convertint Mont-Saint-Michel en un enllaç a la línia telegràfica París-Brest. El 1817, les nombroses modificacions fetes per l'administració de la presó van conduir a l'ensorrament de l'hotel construït per Robert de Torigni.

### El Monument històric

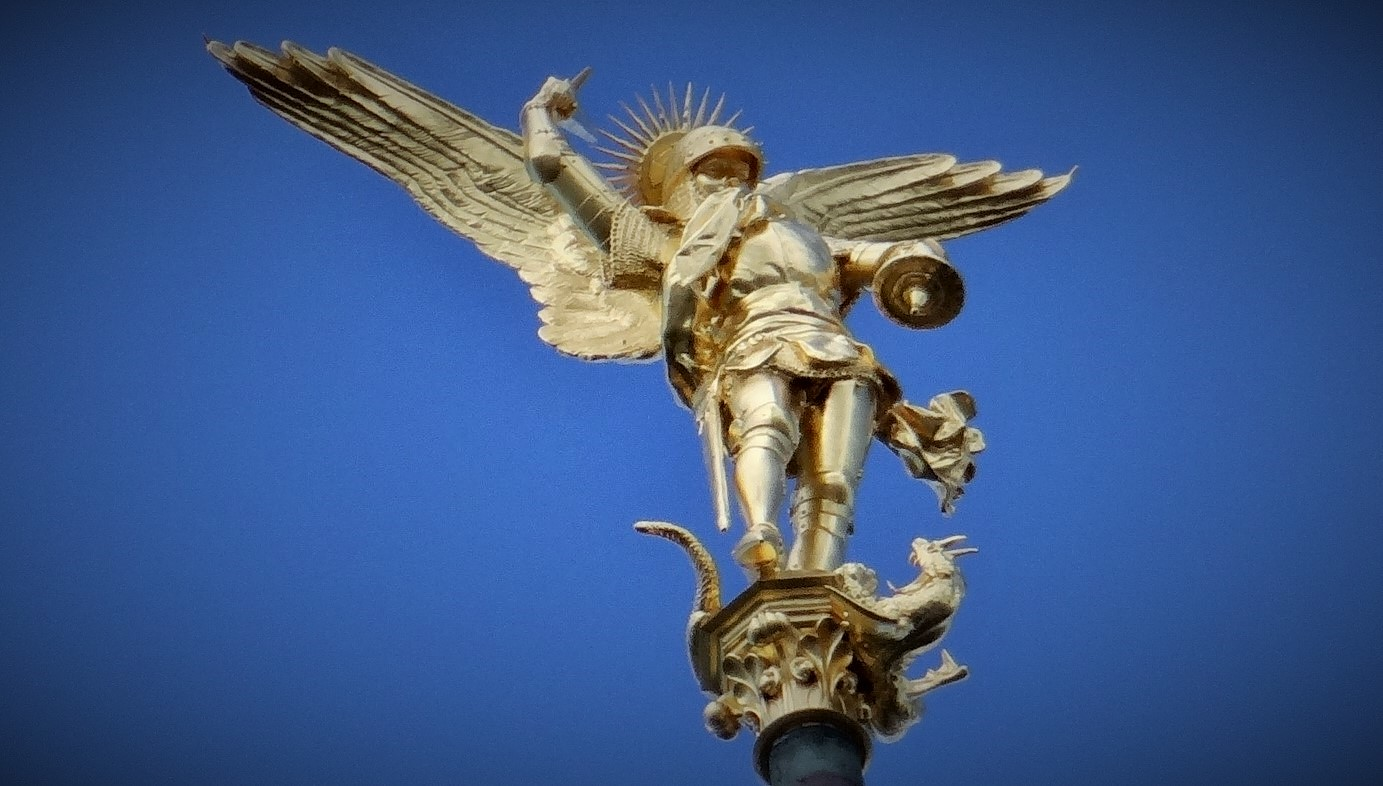
L'arcàngel Sant Miquel a la part alta de l'església abacial: en l'armadura d'un cavaller medieval i un casc coronat amb una aurèola radiant, aixeca amb la seva mà dreta una espasa per atacar al drac (com es d'una serp) que es bolca, que trepitja sota el peu i té una rodella a l'esquerra.

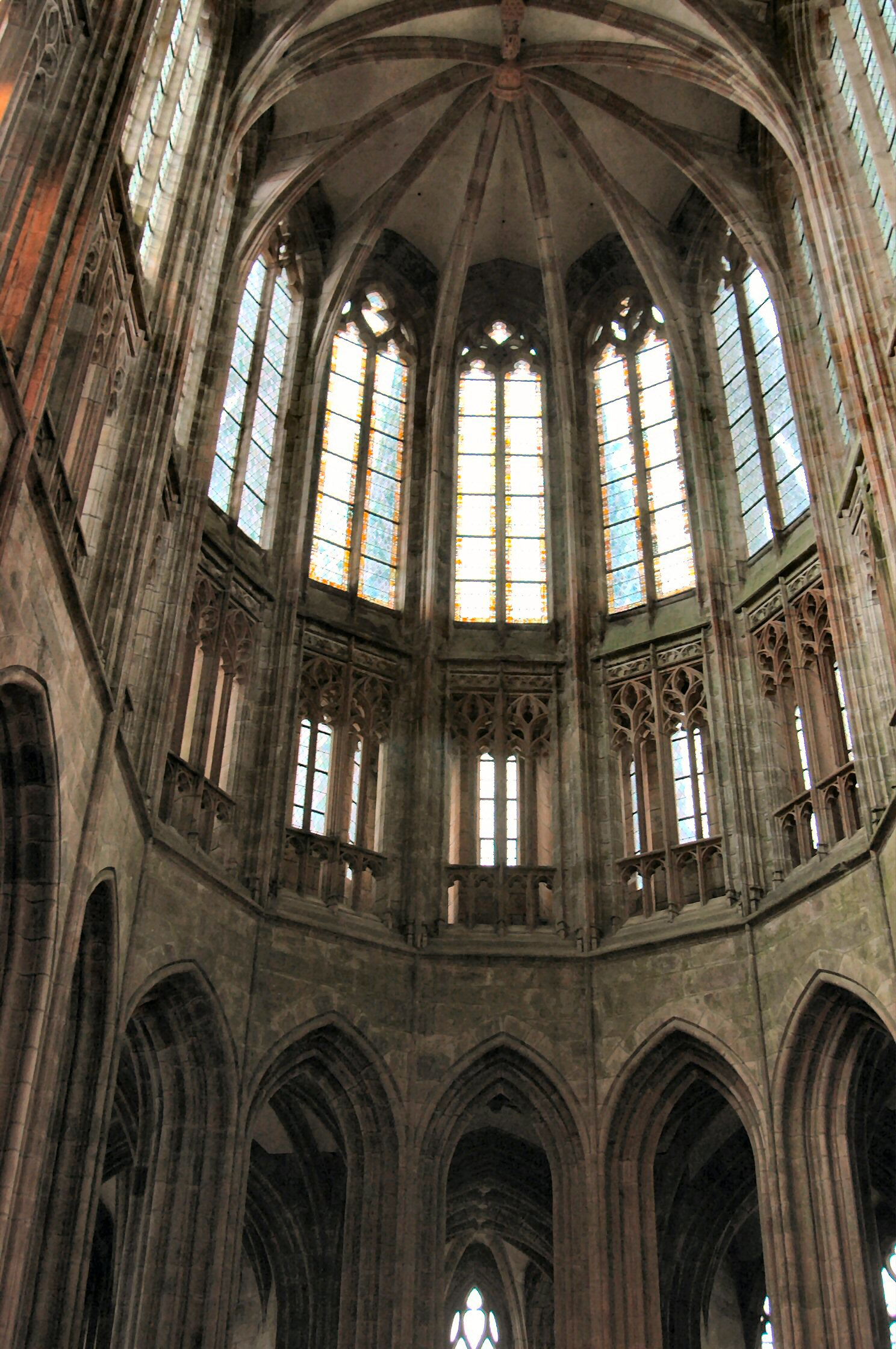
Cor de gòtic flaquejant de l'església abacial..

L'abadia va ser llogada als bisbe de Coutances a partir de 1863. El 3 de juliol de 1877 van tenir lloc les grans celebracions de la coronació de la imatge de Sant Miquel a l'església abacial, enmig de la recharge sacrale. Celebrada pel bisbe de Coutances monsenyor Abel-Anastase Germain en presència d'un cardenal, vuit bisbes i mil sacerdots, aquests festivals van atraure uns 25.000 pelegrins.
Viollet-le-Duc visità el Mont en 1835, però van ser els seus alumnes, Paul Gout i Édouard Corroyer (la famosa Mère Poulard va ser la seva donzella), que estan destinades a restaurar l'obra mestra de l'art gòtic francès. El treball urgent de consolidació i restauració de l'abadia, classificat com a monument històric el 1874, va ser realitzat per Corroyer. El campanar i el capitell, que havien patit les tempestes i els raigs que van cremar l'abadia dotze vegades, són reconstruïts entre 1892 i 1897 en els estils característics del segle xix, neo-romànic a la torre del campanar, neo-gòtic per l'agulla. L'arquitecte Víctor Petitgrand va haver de desmuntar la torre romànica per reforçar-la, ascendint a més de 170 metres sobre el mar. Un signe d'ostentació d'apropiació del lloc, aquesta agulla dona al Mont la forma piramidal actual.
L'arcàngel Miguel (estàtua en plaques de coure laminat, repujat i daurat) que corona l'agulla (finalment completada en 1898) va ser fet en 1895 per l'escultor Emmanuel Frémiet als tallers Monduit que havien treballat per Viollet-le-Duc. Mesura 3,5m, amb un pes de 800 kg i costà uns 6.000 francs (uns 15.000 euros d'avui), va ser erigit 6 d'agost de, 1897, però curiosament patí la mateixa indiferència dels mitjans de comunicació que la construcció de l'agulla. Tres puntes de parallamps unides als extrems de les ales i l'espasa s'utilitzen per eliminar el perill de llamps. Igual que l'agulla de l'abat Guillaume de Lamps construïda en 1509 ja tenia una figura daurada de Sant Miquel (l'agulla s'invertí en 1594 després d'un incendi provocat per un llamp), aquesta estàtua brilla la llum solar i té un efecte sorprenent sobre el visitant i el pelegrí.

### Renaixement religiós i desenvolupament turístic

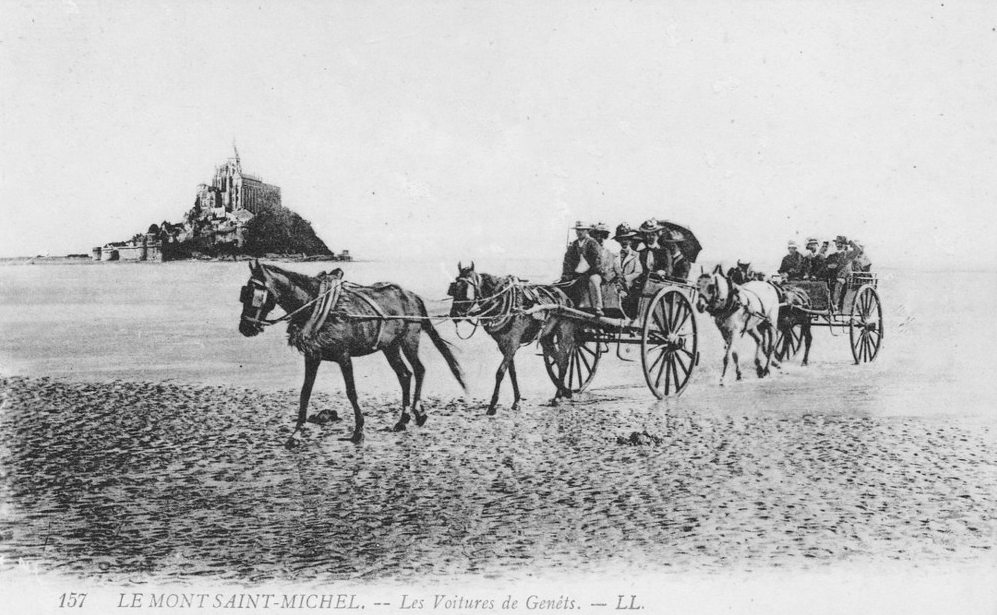
Maringotte, carruatge encastat que connecta des de Genêts.

Entre 1878 i 1880 l'Estat va construir una calçada insubmergible de 1.930  m de longitud entre el mont i el continent (en un lloc anomenat La Caserna) una extensió de l'antiga carretera de Pontorson. Aquesta calçada està ocupada per la línia de Pontorson Mont Saint Michel i el tramvia de vapor en 1899. Aquestes millores van promoure no només el turisme, sinó també la peregrinació al Mont, pelegrins que visiten la muntanya, per als rics, amb el famós "vagons imperials" i els "maringottes" que proporcionen l'enllaç del poble de Genêts, o a peu o en tramvia.
El 1922, el culte es restaura a l'abadia. El 1966, amb motiu de la celebració sota els auspicis d'André Malraux del mil·lenari de l'abadia, diversos monestirs benedictins es hi enviaren uns monjos perquè passessin l'any 1966 al Mont per celebrar a la seva manera el caràcter religiós mil·lenari del lloc, sense el qual la roca probablement s'hagués mantingut gairebé natural. Una vegada l'any passà, amb el seu flux de visitants i conferències, un grup de monjos romangueren, d'acord amb l'Estat, propietari del lloc. El seu primer prior va ser el pare Bruno de Senneville, vingut de l'abadia de Bec-Hellouin.
Aquesta petita comunitat dugué a terme durant gairebé trenta-cinc anys, a través de la seva presència i celebració de culte, una mena de peregrinació permanent sobre el lloc, rebent pelegrins de tots els horitzons. Aquests pioners permetrien la restauració d'una comunitat més gran.
El desenvolupament de l'abadia promogué el desenvolupament del turisme: l'assistència anual de 10.000 visitants el 1860, s'elevà fins a la xifra de 30.000 el 1885, i superà el 1908 els 100.000 visitants a l'entrada de la vila. Després de la Segona Guerra Mundial, el tren es retira a favor de l'automòbil. Es prepararen aparcaments al dic per al Montois i, a banda i banda de la carretera, per als visitants. L'explosió turística es va produir en la dècada de 1960 amb les vacances pagades, la ràpida massificació de l'automòbil i l'auge econòmic.
Des de 2001, germans i germanes de les fraternitats monàstiques de Jerusalem, procedents de l'església de Sant Gervasi de París, asseguren una presència religiosa tot l'any. Reemplacen els monjos benedictins, que van abandonar gradualment la Muntanya després de 1979.
Així que cada dia, la comunitat es reuneix per celebrar els oficis de l'abadia (o a la cripta de la Verge de les Trenta Espelmes a l'hivern), de manera que l'edifici retorna al seu destí original, per pregar i cantar la glòria de Déu. Això atrau visitants i pelegrins que, molts acudeixen a les diferents celebracions.
Amb motiu del tretzè centenari del Mont, la fraternitat ha invertit molt i ara està encara més oberta al món.

### El títol del Pare Abat del Mont
Des del començament del segle xx, l'abat de l'abadia de Sant-Michel de Farnborough té dret al títol de "abat de l'abadia del Mont Saint-Michel." De fet, en aquest moment, el bisbe de Coutances i Avranches li va concedir a l'abat de Farnborough per recompensar el servei prestat per alguns dels seus monjos (els benedictins francesos de l'abadia de Sant Pere de Solesmes a l'exili) que es han vingut a assegurar una presència espiritual a la muntanya entre els pelegrins, cada vegada més per tornar allà, res que es resolgui per acomodar-los. La carta de concessió estableix que l'abat porta aquest títol fins que una nova comunitat benedictina es traslladi de nou al mont i reelegeixi un nou abat.

## Arquitectura
Construït a partir del segle x, l'abadia benedictina abunda en meravelles arquitectòniques construïdes en els estils carolingi, romànic i gòtic. El nivell del primer pas de l'entrada a l'abadia és de 50,30m sobre el nivell mitjà del mar. El pis de l'església, el claustre i el refectori es troba a una altitud de 78,60m mentre que l'agulla neogòtica que serveix de pedestal a l'estàtua de Sant Miquel té 40 metres d'alçada. L'alçada de la pavimentació de l'església a la punta de l'espasa de Sant Miquel, arriba a 78,50 metres, la qual cosa fa el mont arribi als 157.10m d'alçada.

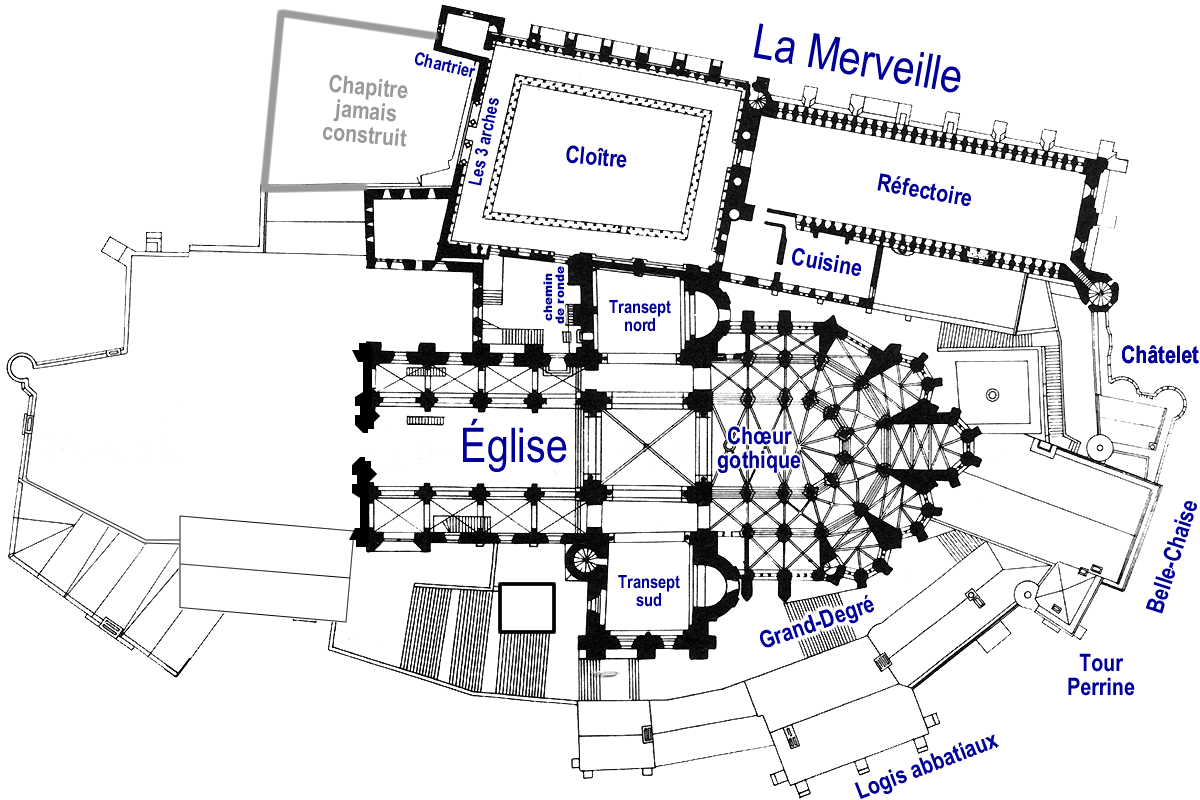
Plànol del nivell 3 (església abacial)
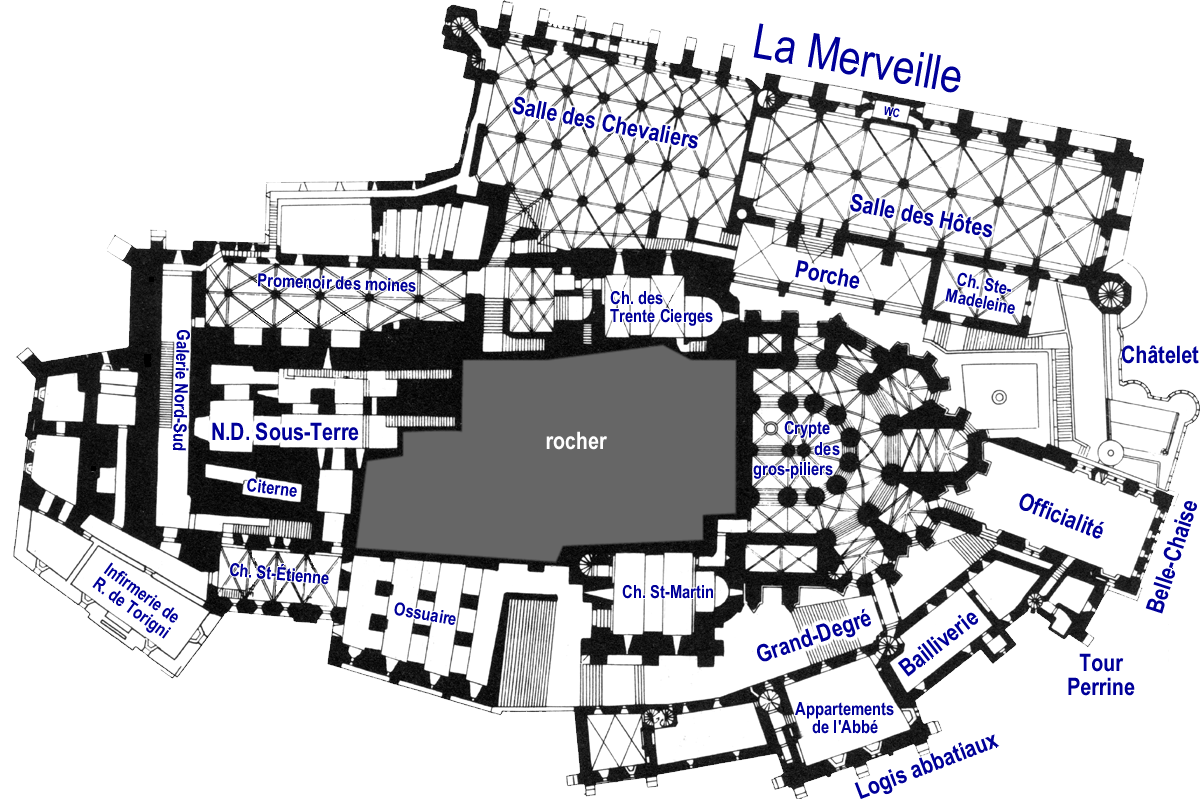
Plànol del nivell 2 (sala dels cavallers)
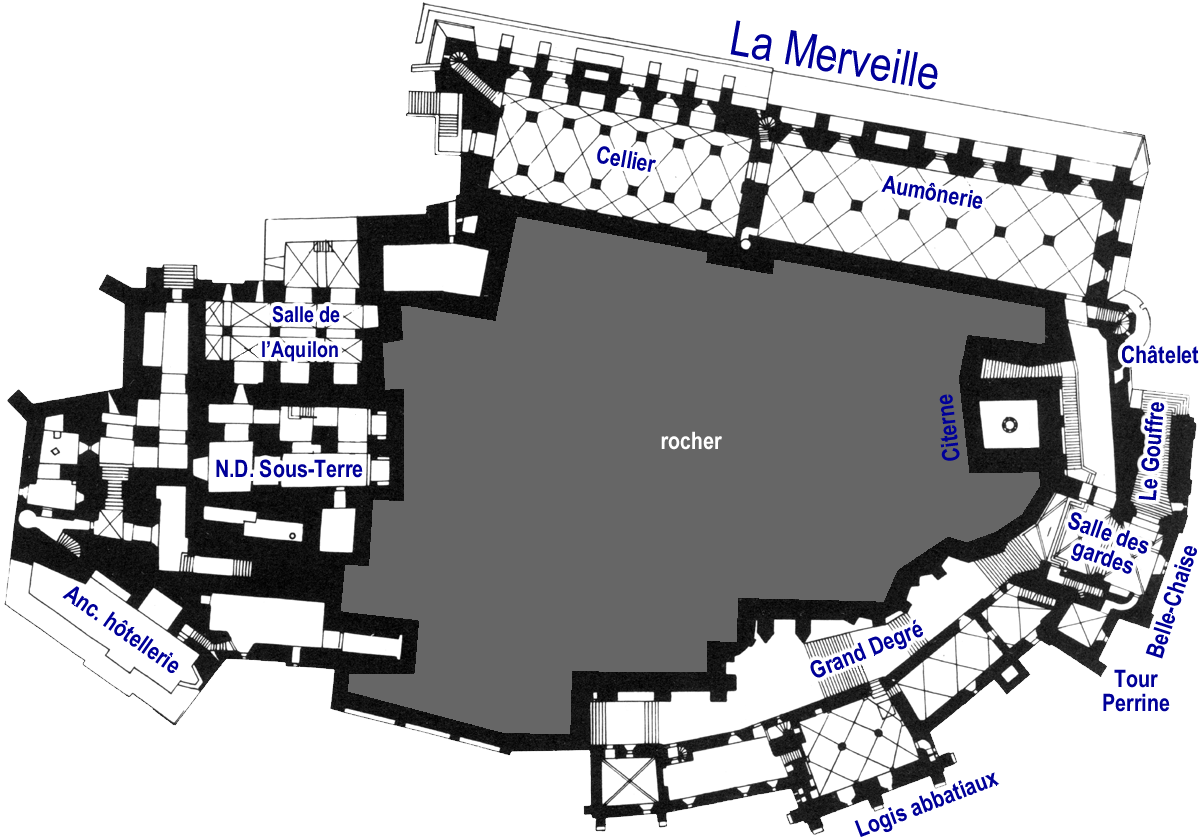
Plànol del nivell 1 (sala de l'aquiló)

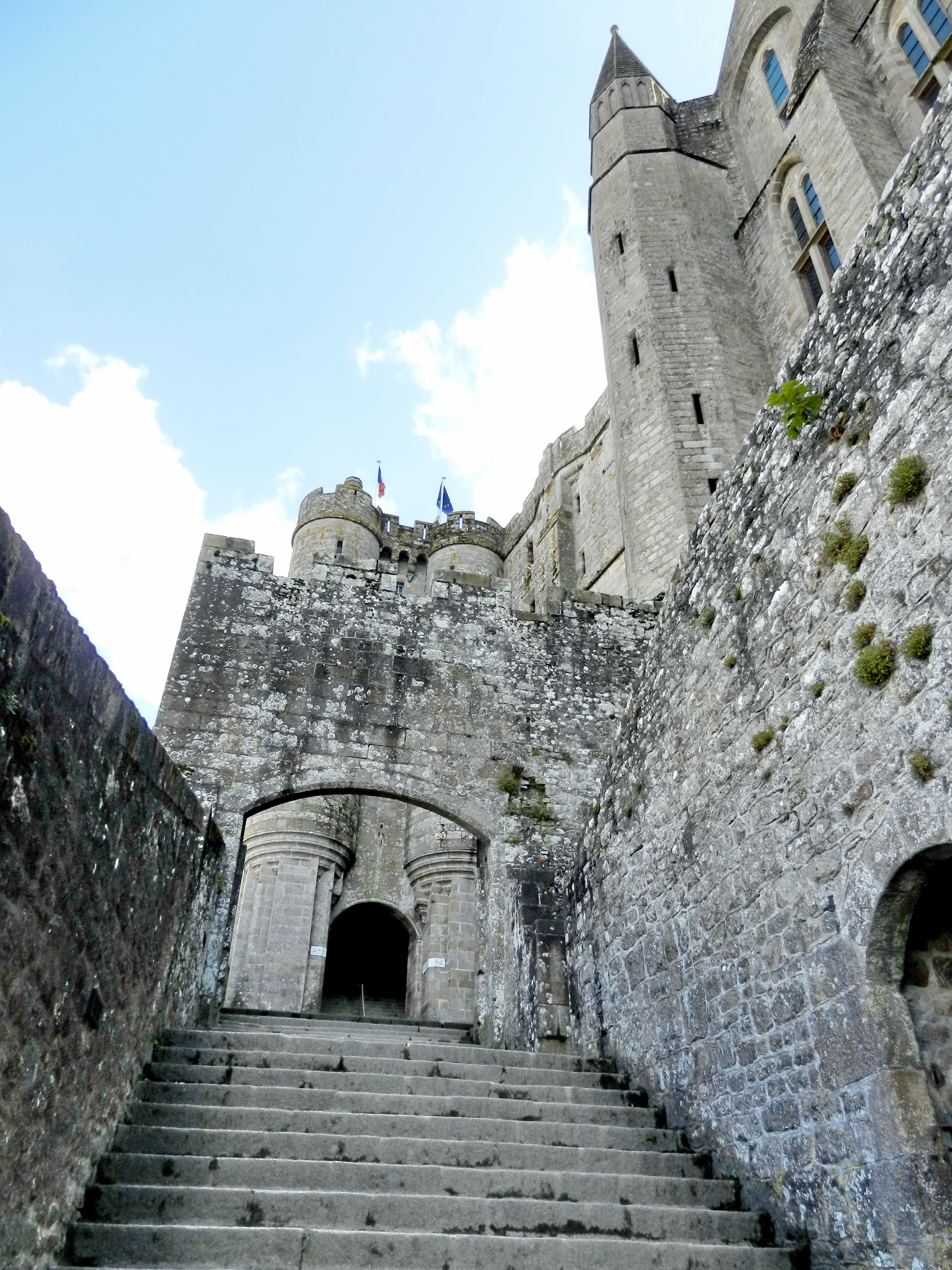
El Gran nivell condueix a un passatge sota un arc que dona accés al pati del châtelet.

El circuit normal de recorreguts inclou:
- Nivell 1: La capellania (venda d'entrades); Gran nivell exterior (escala de 200 passos que dona accés al pati del châtelet). Sota l'arc baix de la seva entrada, l'escala de Gouffre condueix a la sala Porteria o Guàrdia. Finalment, els 90 graons del Gran nivell interior porten fins al capdavant de l'església al nivell 3);
- Nivell 3: pati interior (terrassa panoràmica);[Note 6] església abacial; claustre; refectori;
- Nivell 2: Sala dels hostes; cripta dels grans pilars; Capella de Sant Martí; ossari amb roda de belvereta i esquirol; galeria sud-nord; passeig dels monjos; Sala dels cavallers;
- Nivell 1: magatzem (botiga).

### Les primeres construccions

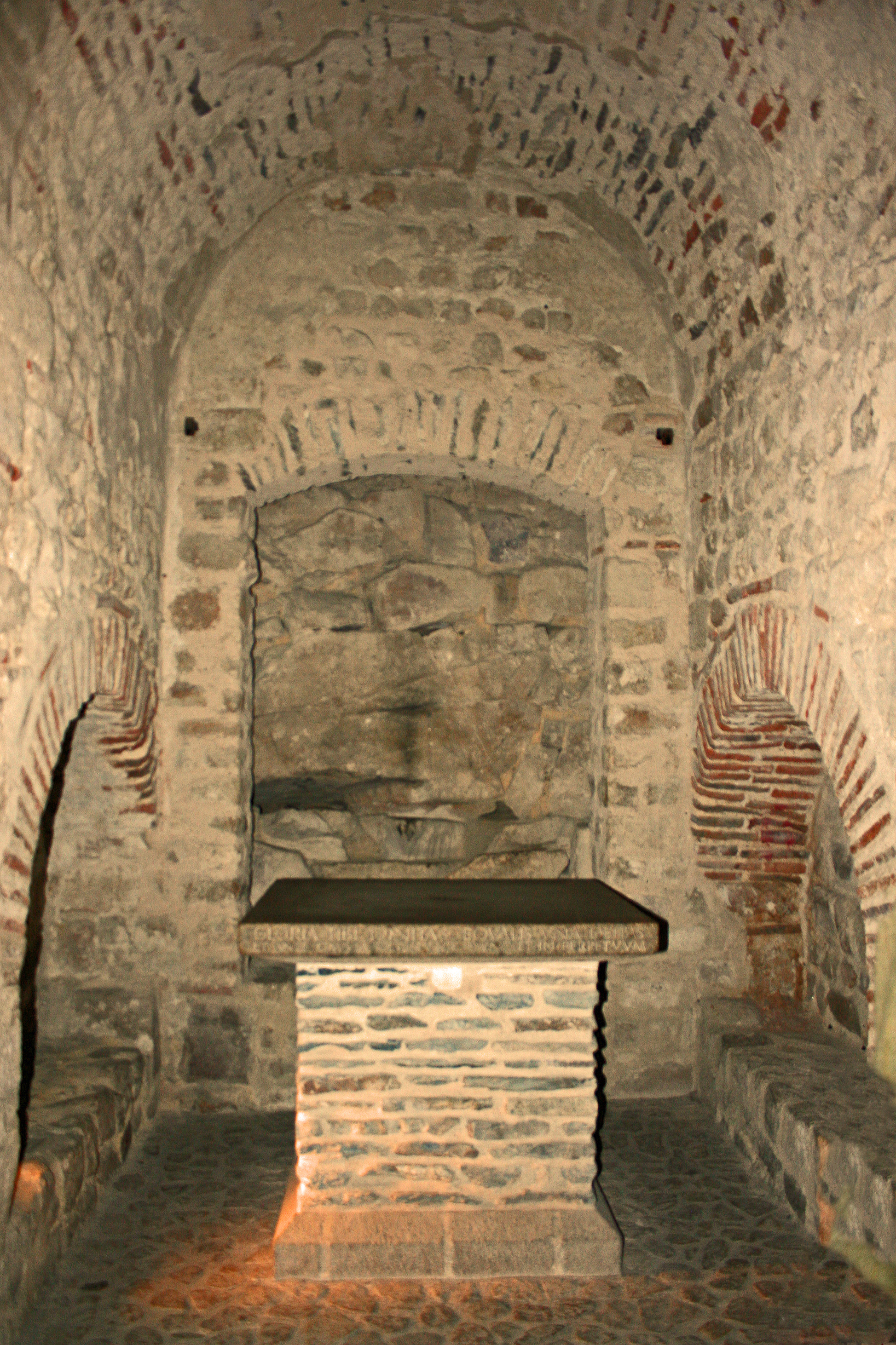
Cor sud de Notre-Dame Sous-Terre (900). A la part inferior, les restes de la maçoneria de l'oratori d'Aubert (708).

#### Nostra Senyora Sota-Terra
Les successives ampliacions de l'abadia finalment absorbiren la totalitat de l'església abacial original, construïda sobre el 900:26, i que havia quedat oblidada, abans de ser redescoberta durant les excavacions al final del segle xix i el començament del xx. Restaurada en els anys 60, aquesta capella ofereix un exemple notable de l'arquitectura preromànica carolingia. És una sala voltada de 14 x 12  m, dividida des del seu origen en dos passadissos per una paret mitjana amb dos grans arcs que van donar suport abans del seu ensorrament, els tres pilars de l'església nau romànica actual. Els cors de Notre Dame Sous-Terre estan coronats per una plataforma que probablement va ser la presentació de les relíquies als fidels reunits als passadissos, evitant el seu vol. Els arcs estan construïts amb maons plans confeccionats amb morter, segons la tècnica carolíngia:26-27 · . Els edificis romànics de l'abadia es van erigir a l'oest i per sobre de l'església carolíngia:34.
La seva funció de suport ha desaparegut, però els arquitectes van conservar aquesta sala pel seu paper simbòlic: segons la llegenda, era el mateix lloc de la capella que va construir sant Aubert el 709. D'acord amb la història de la invenció de les relíquies, «De translatione et miraculis beati Autberti», l'esquelet del bisbe va ser col·locat en un altar dedicat a la Santa Trinitat, a la nau occidental de Notre-Dame-sous-Terre. Altres relíquies de prestigi van ser exposats, com les de l'arcàngel Miquel, però, era immaterial (un tros de marbre sobre el qual Miquel hauria posat el peu, una tros de la seva capa vermella, de l'espasa i l'escut, les seves dues armes segons la llegenda, li hauria servit per derrotar la serp del rei anglès Elga). Aquestes relíquies es van dispersar el desembre de 1791 pels revolucionaris per recuperar l'or i la plata dels relicaris.

### L'abadia romànica

#### L'església abacial
Vista aèria de l'església. El 1963, durant la renovació de la terrassa panoràmica, Yves-Marie Froidevaux materialitzà la base de terra de la paret nord de la nau romànica, els seus tres badies occidentals, dues torres quadrades dissenyades contra el primer capdavant del segle xii, i entre aquestes dues torres, tres passos que indiquen l'entrada inicial.
S'accedeix per escales anomenades "Grand Degré", a la terrassa pavimentada occidental (anomenat terrassa oest) que consisteix en el parvis de l'església primitiva i els tres primers trams de la nau destruïda.
En intensificar-se les peregrinacions, es va decidir ampliar l'abadia mitjançant la construcció d'una nova església abacial en lloc dels edificis de l'abadia que es traslladaren al nord de Notre-Dame-Sous-Terre. L'església té una longitud de 70m, una alçada de 17m a les parets de la nau, a 25m sota la volta del cor.
La nova església abacial té tres criptes per a les fundacions: la capella de les Trenta Espelmes (sota el braç del transsepte nord), la cripta de Grans Pilars, que dona suport al cor, a l'est; i la capella de Sant Martí, en els braços del transsepte sud (1031-1047). La nau, al costat oest, descansa sobre Notre-Dame-sous-Terre. L'abat Ranulphe va començar la construcció de la nau l'any 1060. El 1080, els edificis conventuals de tres pisos d'estil romànic es van construir al nord de Notre-Dame-Sous-Terre, inclosa la sala de l'Aquiló, que servia d'hostatgeria pels pelegrins, el passeig dels monjos i el dormitori. També es començà el celler i la capellania de la futura Merveille. Decorada amb un dispositiu fals sobre fons blanc, la nau es va il·luminar amb corones de llums i formava un univers ric en colors que contrastava amb el despullament.
Mal consolidats, els laterals del nord de la nau s'ensorraren sobre els edificis del convent l'any 1103. L'abat Roger II les va fer reconstruir (1115-1125). El 1421, va ser el cor romànic el que va caure. Seria reconstruït en estil gòtic extravagant entre 1446 a 1450, i posteriorment, de 1499 a 1523. Després d'un incendi en 1776, els tres trams occidentals de la nau van ser demolides i una nova façana va ser construïda en 1780: construït en l'esperit de l'època, és a dir, l'arquitectura neo-clàssica consta d'un primer nivell amb una porta central envoltada per dues portes laterals, i columnes adossades adornades amb capitells de reutilització. L'incendi en els tallers presoners instal·lats a la nau de l'església en 1834 devorà per complet l'estructura de l'àtic i les parets de les parets, escultures i malmeté els capitells, els actuals daten del segle xix. Una corretja serveix de suport per a les finestres muntades sobre un arc de mig punt. El sòl també està puntuat per columnes dedicades a capitells d'ordre dòric. Un frontó triangular coronava l'entaulament d'aquesta etapa, acabant la part central i l'altre dels quals s'estén per contraforts les parets laterals s'amorteixen que condueixen a les columnes que acaben en piramidións inspirats en l'estil «retorn a Egipte».
L' elevació de la nau, en tres nivells, és possible gràcies al sostre en panells lleugers. Aquesta elevació és pur estil normand i generalitzat en carreu al segle xiii, presagiant les catedrals gòtiques: el primer nivell es compon de grans arcs sostinguts per pilars quadrats (1,42m de costat) i confinats per quatre columnes compromeses en un terç del seu diàmetre i perfil ja no prismàtic sinó tòric, separant els dos passadissos amb crestes abovedades prou estretes; a dalt, un pis de tribunes que presenten dos arcs per extensió, cadascun dividit en dues badies geminades; el tercer nivell està format per finestres altes.
El cor gòtic s'inspira en el de l'Abadia Saint-Ouen de Rouen. Els pilars amb nervis estrets admeten la planta mitja amb un trifori amb una claraboia, muntat sobre una balaustrada perforada. En el nivell superior, cadascuna de les finestres altes, flanquejat per dos caps, persegueix el pla del cos de llums, que està vinculat pel mainell que condueix al suport del segon nivell. Les peces clau del cor són els escuts dels abats. Al voltant de l'ambulatori hi ha set capelles radiants. Dos d'ells contenen relleus en pedra de Caen que daten del segle xvi (tetramorf simbolitzant els quatre evangelistes enfront de l'antic altar « art déco » de l'abadia, a la primera capella al nord; Adam i Eva expulsats del Jardí de l'Edèn i Crist descendint als llimbs que els concedeixi el perdó en la primera capella al sud), relleus corresponents a alguns fragments multicolors que decoraven l'antiga tanca de l'espai reservat per als monjos. El petit bot suspès a la dreta de la capella al centre de l'església és un ex-vot realitzat per un pres al Mont al segle xix com a conseqüència d'un vot o una memòria obtinguda a través. El paviment de terracota del cor es va fer el 1965 per reemplaçar les velles rajoles de ciment.

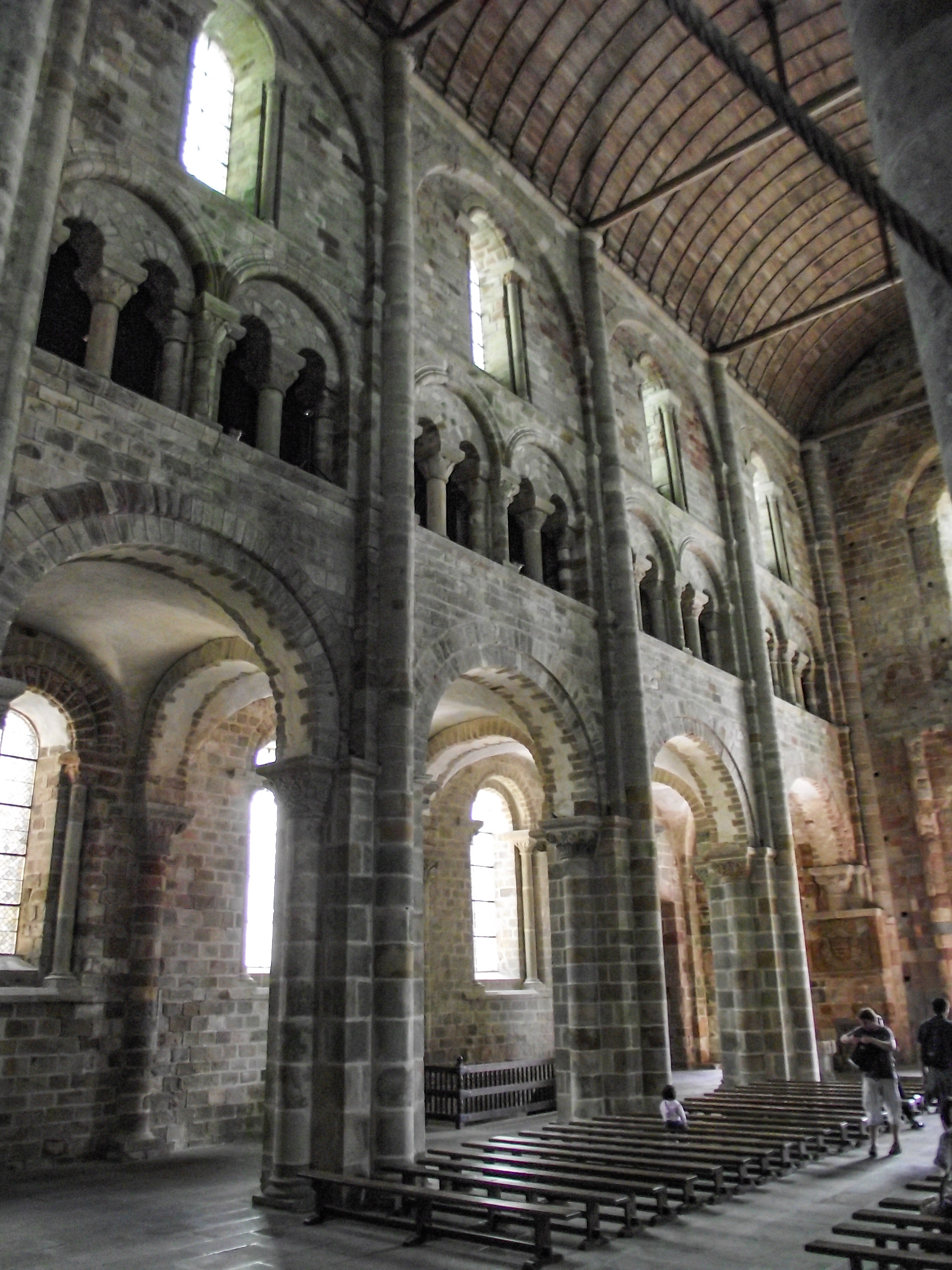
Elevació de la nau
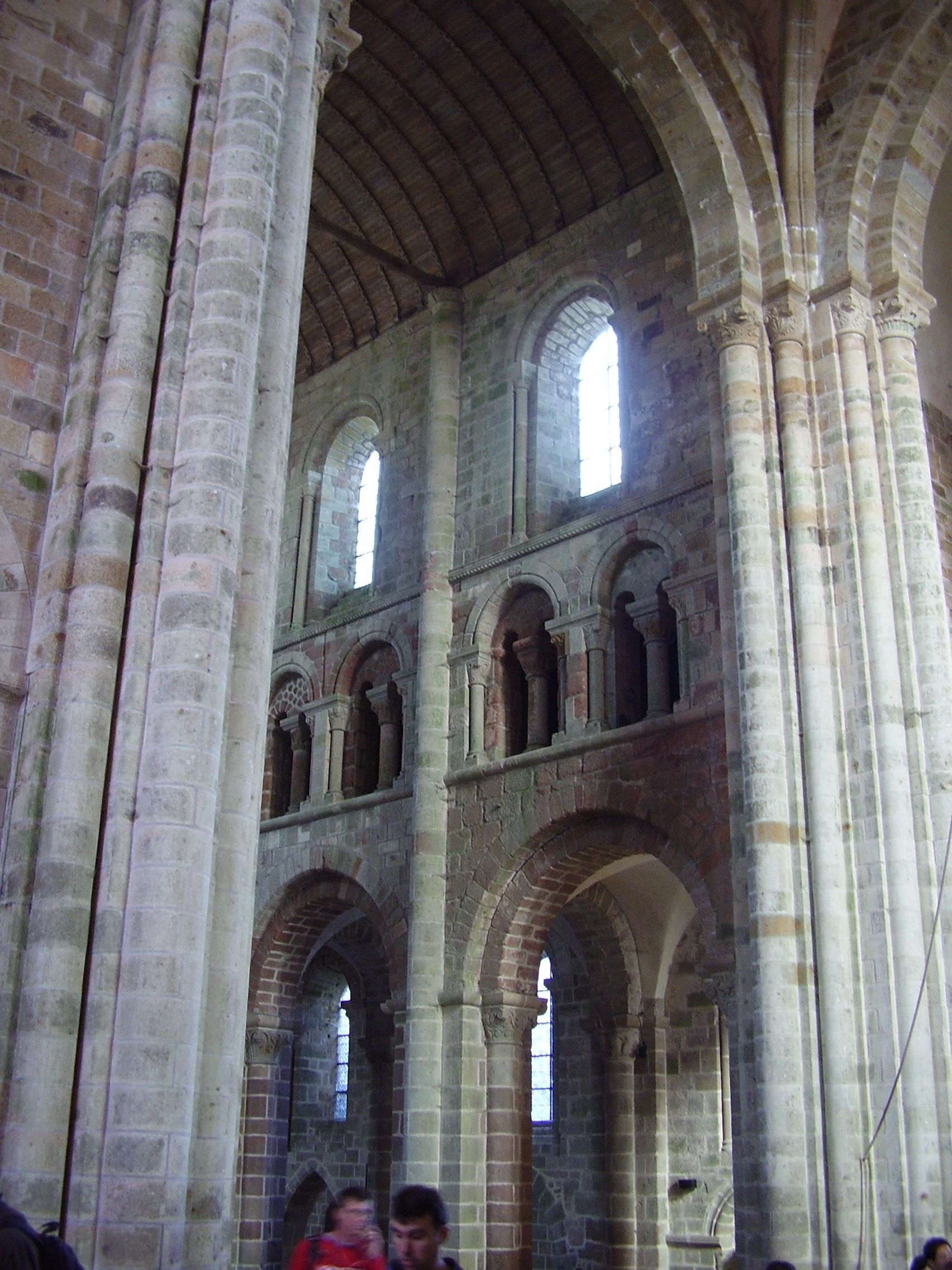
Els passadissos del nord amb els arcs doblats prou integrats i lleugerament trencats
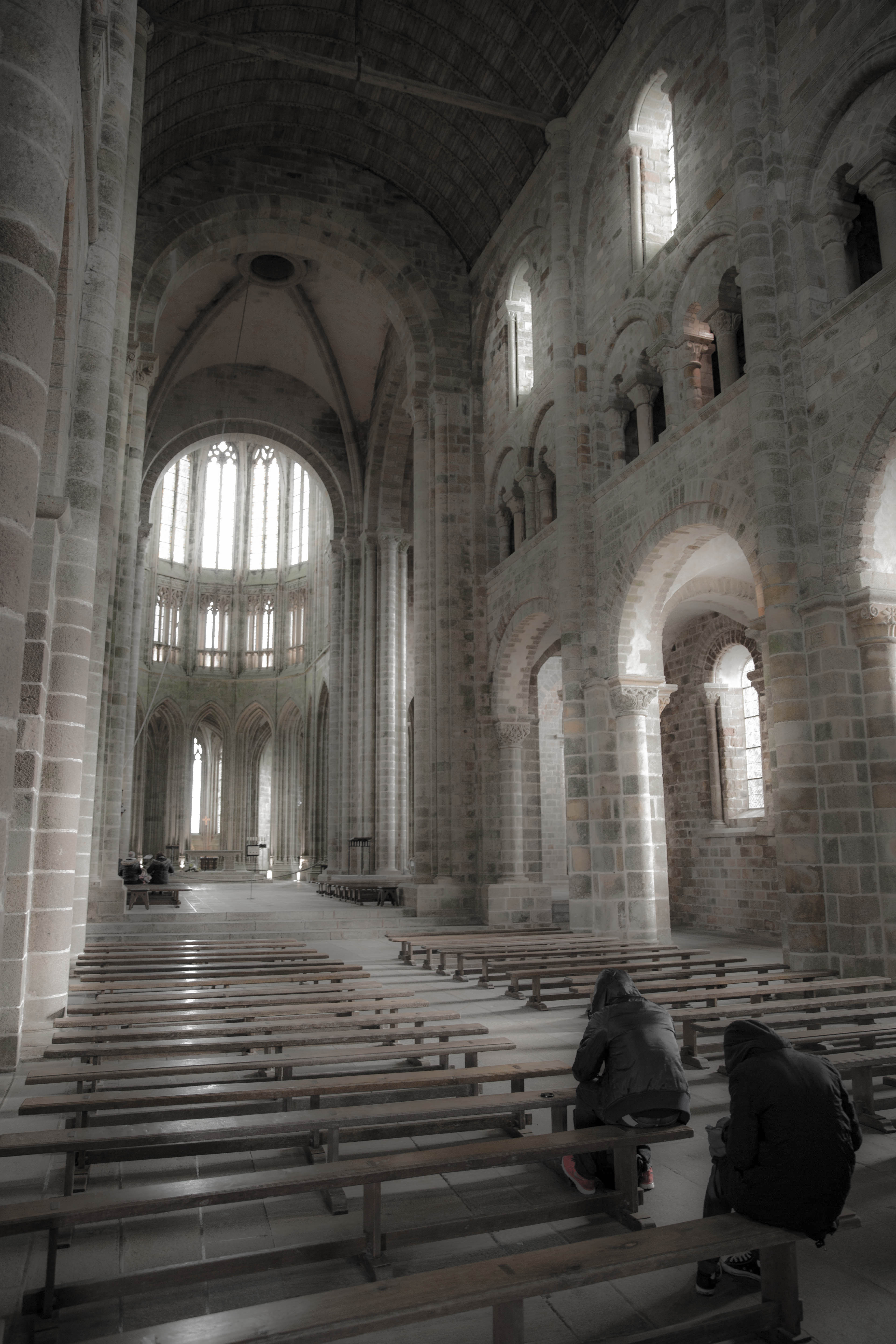
Nau romànica de l'església abacial
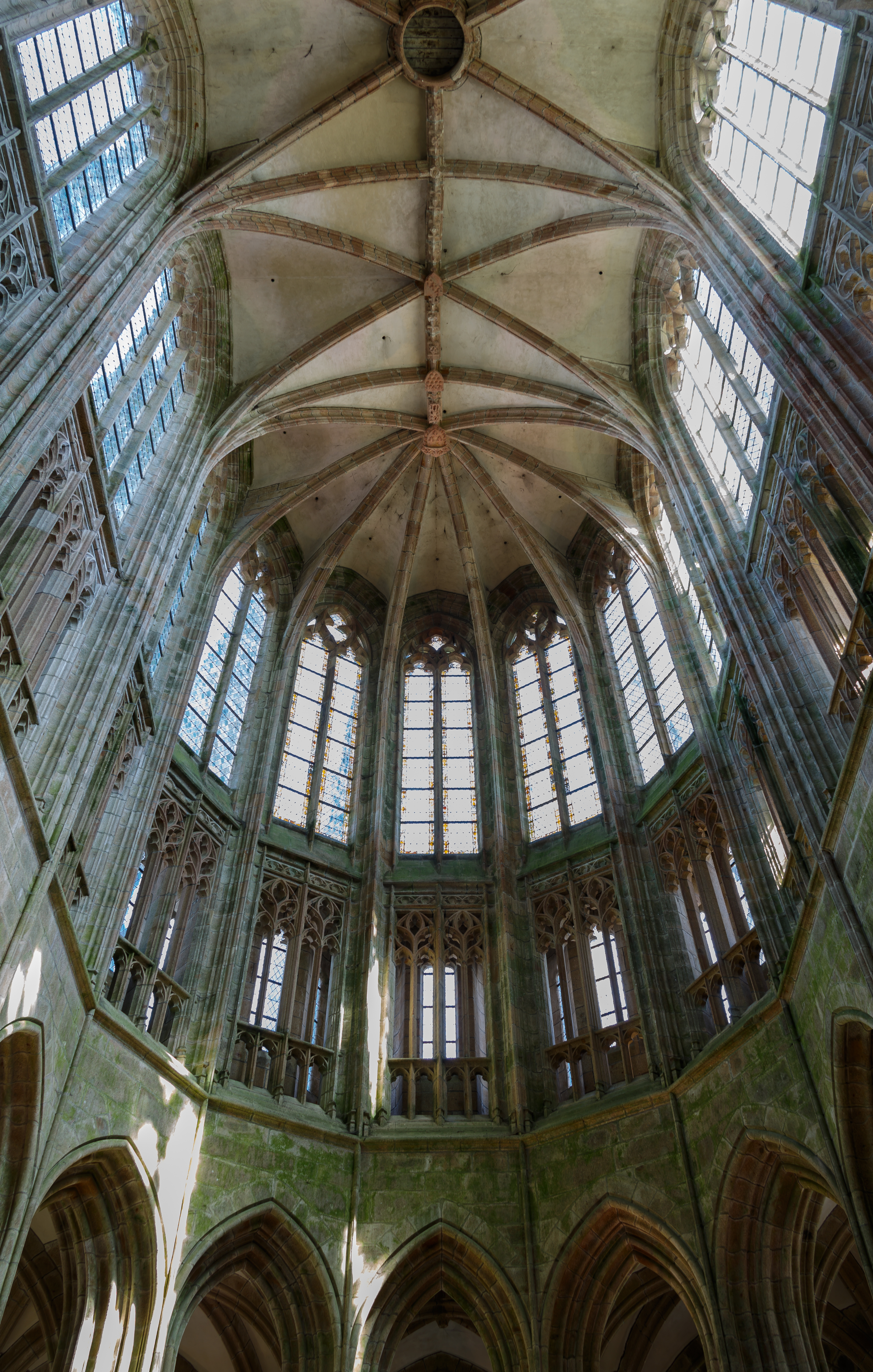
Cor gòtic de l'abadia
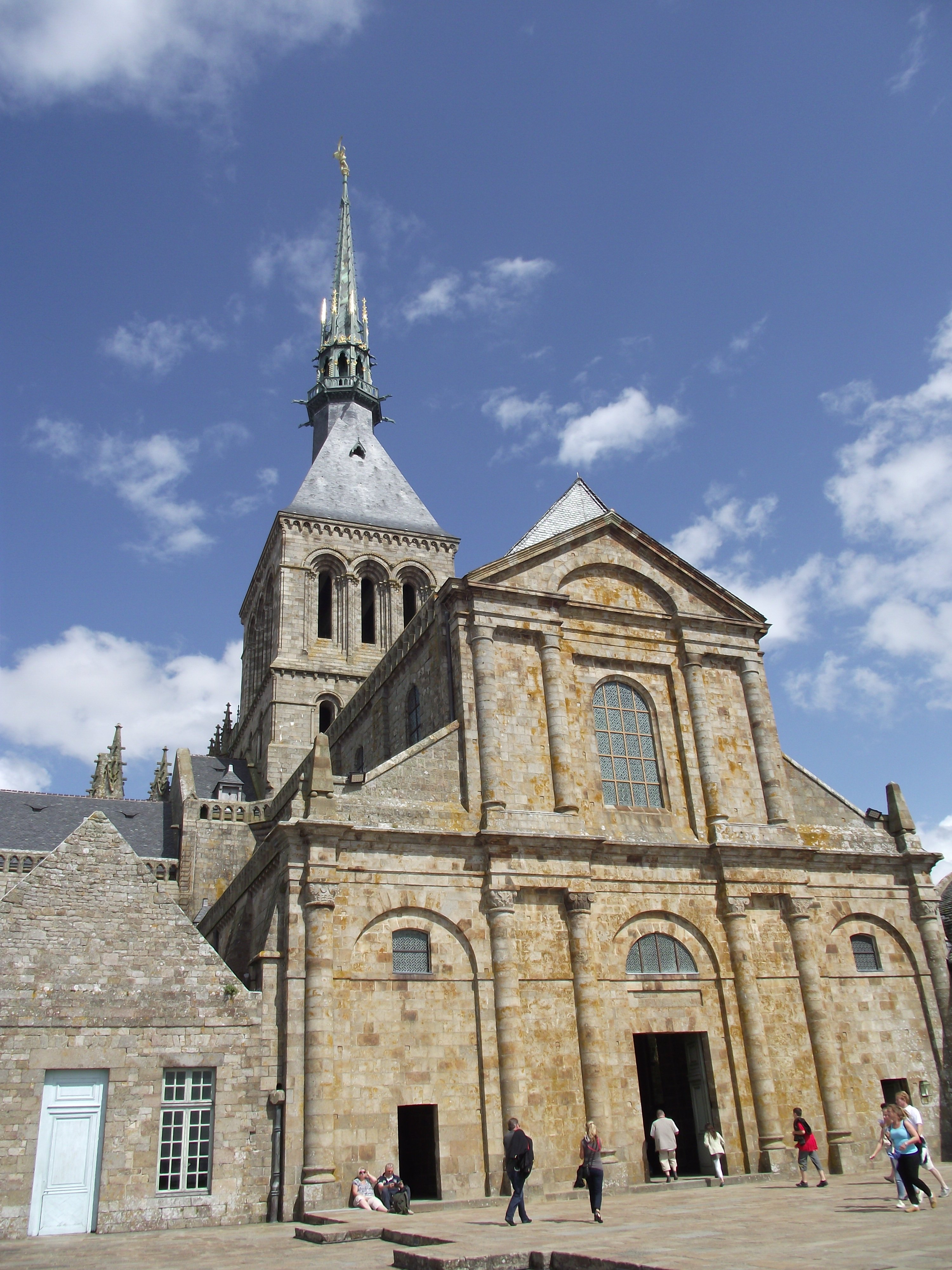
Façana clàssica de l'abadia[Note 9]

##### Les campanes
| Nom                    | Massa               | Diàmetre a la base | Nota | Padrins i mestresses | dedicació | gira   | any              | fundador | il·lustració |
| ---------------------- | ------------------- | ------------------ | ---- | -------------------- | --------- | ------ | ---------------- | -------- | ------------ |
| Rollon                 | kg                  |                    |      |                      |           |        | vers 1047 - 1300 |          |              |
| ... (campana de boira) | kg                  |                    |      |                      |           | fletxa | 1703 -           |          |              |
| Benoiste               | kg                  |                    |      |                      |           |        | vers 1635 -      |          |              |
| Catherine              | kg                  |                    |      |                      |           |        | vers 1635 -      |          |              |
| Total                  | Masse : kilogrammes |                    |      |                      |           |        |                  |          |              |

#### Capelles del soterrani
El cor de l'església es basa en una església inferior, anomenada Cripta dels Grans-Pilars, que resulta necessària per la diferència de nivell entre l'església superior i el sòl fora. Al principi va ser la cripta absis a la qual substitueix una cripta en l'estil gòtic construït 1446-1450. Aquesta nova cripta, que mai es va dedicar al culte, està construïda per recolzar-hi el nou cor ensorrat el 1421 i es va reconstruir al mateix temps. El seu pla de deambulatori -sis capelles alternen amb columnes adossades és, doncs, la mateixa que la del cor, però el primer tram es recolza directament sobre la roca, els dos primers trams del sud està ocupat per una cisterna i els dos primers del nord una cisterna més petita i una sortida a la Merveille. Aquesta cambra té deu pilars, vuit grans, cilíndrics, amb una circumferència de 5 metres (motiu pel nom de la cripta) sense capitells, però amb bases octagonals o dodecàgonals disposades en un semicercle, i dues columnes centrals més primes que reben el nom evocador de palmeres, ja que es ramifiquen com les fulles d'aquestes plantes.
Els pilars de la cripta romànica que estan recobertes amb noves capes de granit de les illes Chausey, aquests pilars gòtics que suporten les seccions de columnes romanes de l'església superior, perquè no pot imaginar raonablement un apuntalament, que hauria estat molt costós. Aquesta cripta va ser una cruïlla per al tràfic entre diferents habitacions de la part oriental del monestir: «una porta connecta la cripta a la Capella Saint-Martin. Tres més, practicades a les dues capelles del Sud, connecta amb l'Oficialitat, el segon dels edificis porten al pont fortificat llançat a través del Grand Degré, el tercer una escala que condueix a l'església d'alta, d'allà, a les terrasses del trifori i finalment a les escales de Dentelle».

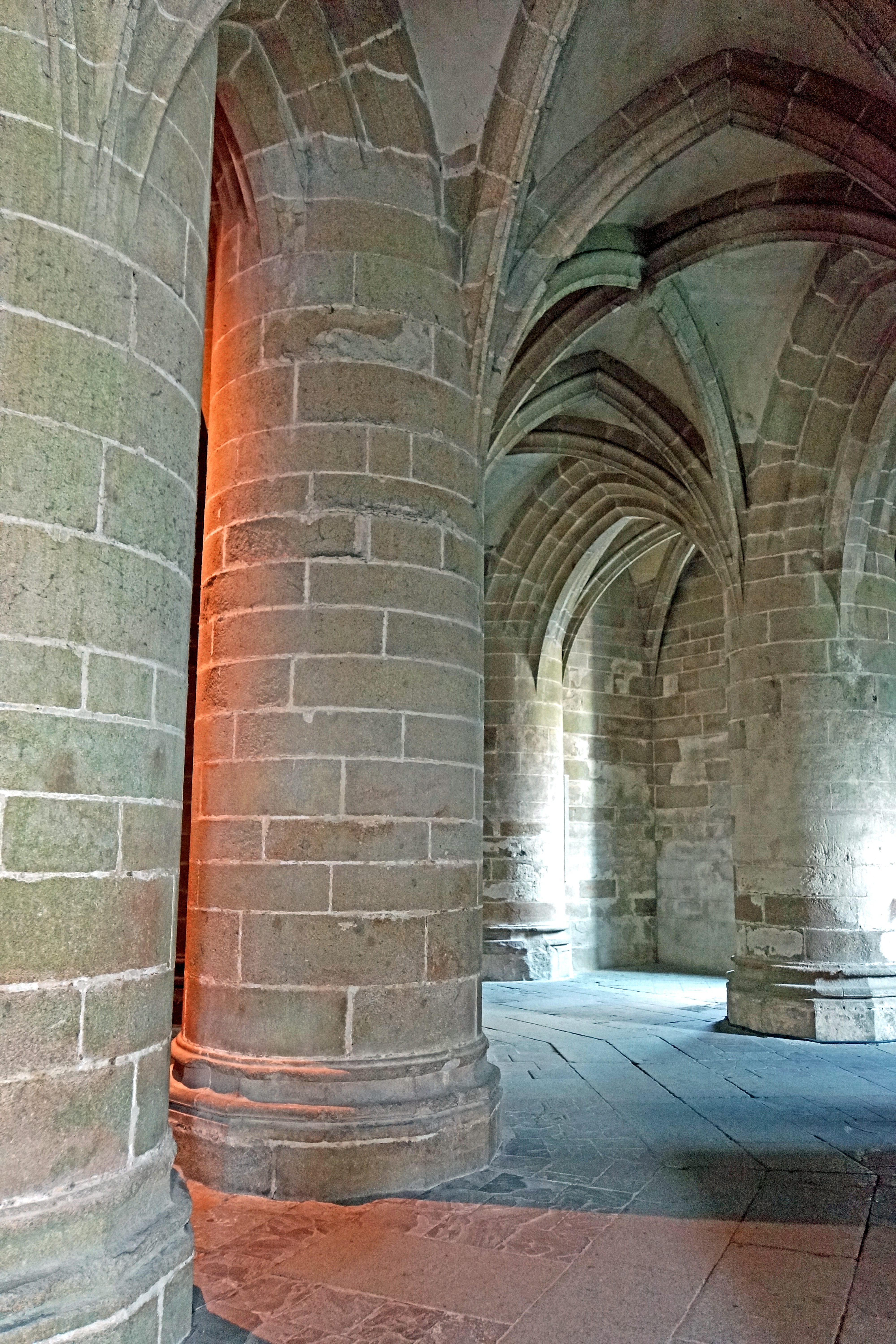
Cripta dels grans pilars: nervis, amb perfil prismàtic, animen les voltes.
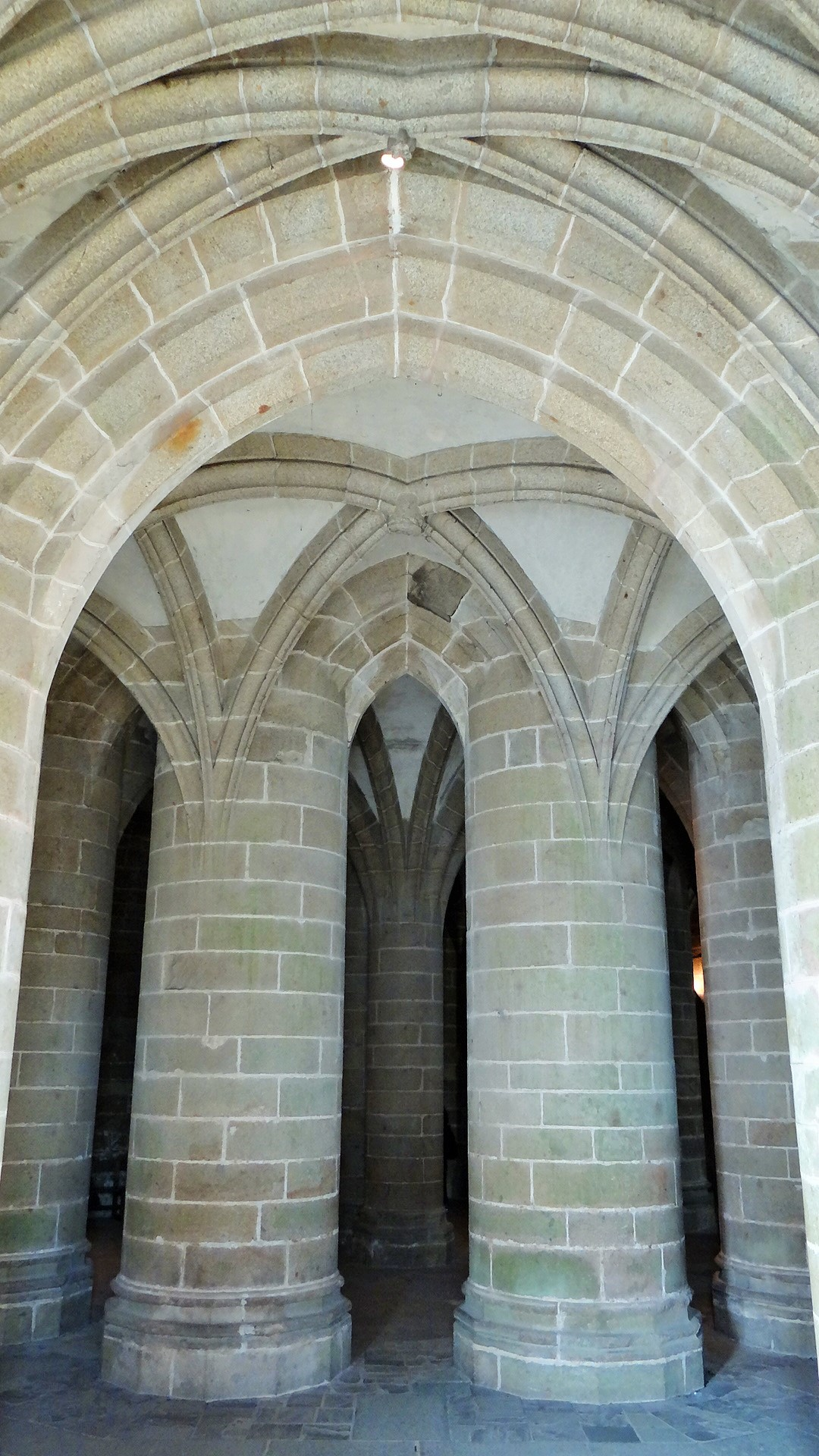
Una de les dues columnes centrals anomenades palmeres
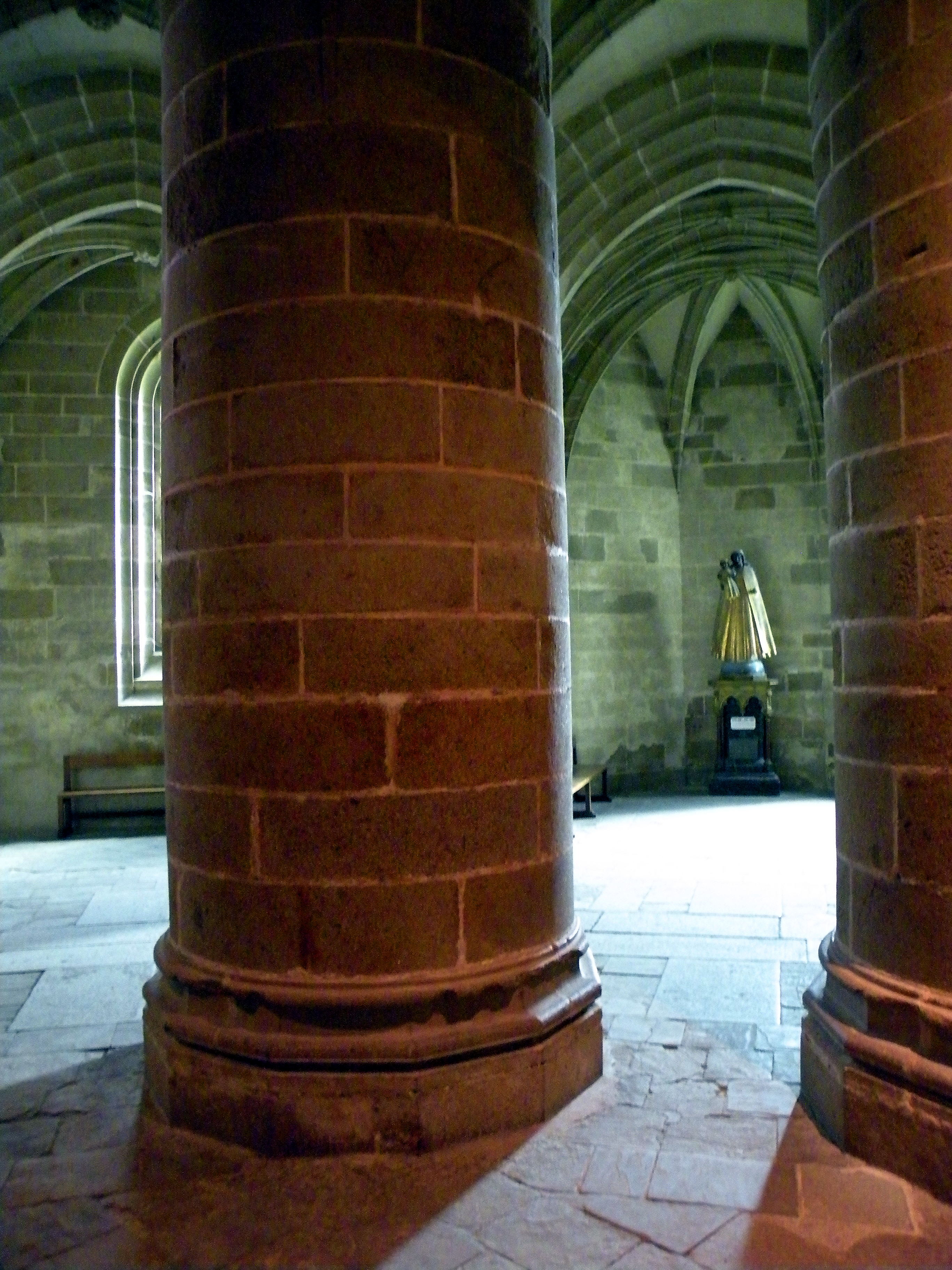
Estàtua de la verge negra[62] que respon a una lògica de la recàrrega sacra reproduint al Mont una pràctica de culte adscrita a la catedral de Chartres

##### Subestructures del transsepte
El transsepte compta amb el suport de dues criptes abovedades, anomenades "Capella dels Trenta Ciris" al nord i "Capella Saint-Martin" al sud, només incloses en el circuit de gira habitual. De 1031 a 1048, els abats Almod, Theodoric i Suppo, successors d' Hildebert II, completaren aquestes criptes laterals.
La capella Saint-Martin es compon d'una nau quadrada coberta amb volta de canó de 9m d'amplada, reforçada en el seu centre per un arc doble, i rematada cap a l'est amb un absis en volta de quadrant 'esfera que dona suport a l'absidiol del transsepte de l'església alta. La seva decoració pintada es perdé, la caiguda de guix deixa ara visible en les empremtes de la volta, molt clar, la perxa de fusta que es va utilitzar per construir. Aquest és un dels pocs llocs de l'abadia per arribar a nosaltres, ja que va ser quan es va completar al voltant de 1050, la cripta no necessitava ser restaurada malgrat els seus variats usos al llarg dels segles (molí a cavall, cisterna).
El plànol de la capella dels Trenta Ciris és similar al de la capella Saint-Martin. Es troba abovedada amb arestes i conserva importants vestigis de murals. Una restauració ha permès reconstruir un model de fals aparell, molt comú en l'edat mitjana, decorat amb un fris de fullatge. Una missa durant la qual es cremaven 30 ciris se celebra tots els dies després Prima, d'aquí el nom de la capella.

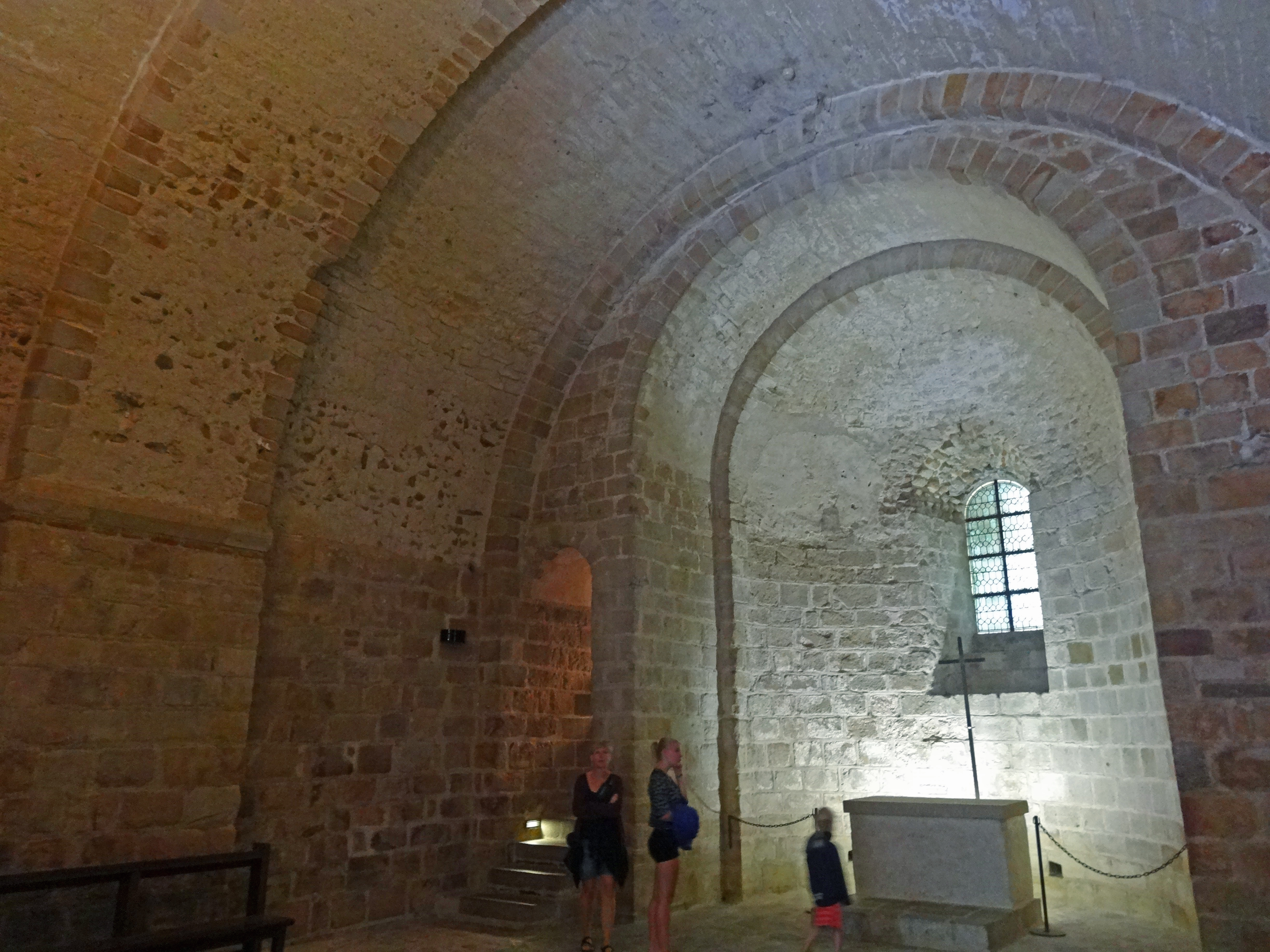
Cripta Sant Martí, sota el transsept meridional..
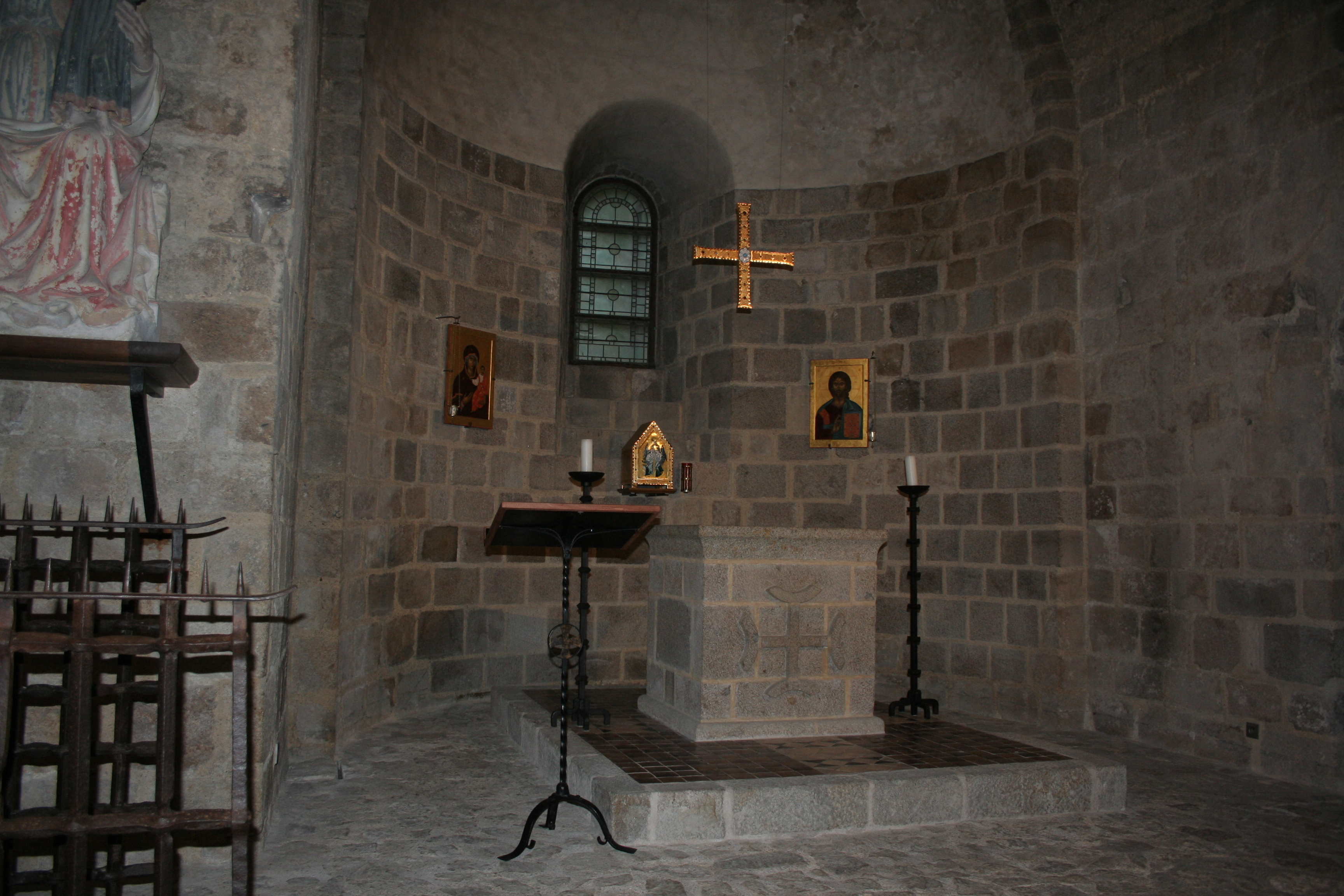
Nostra Senyora de les Trenta Espelmes
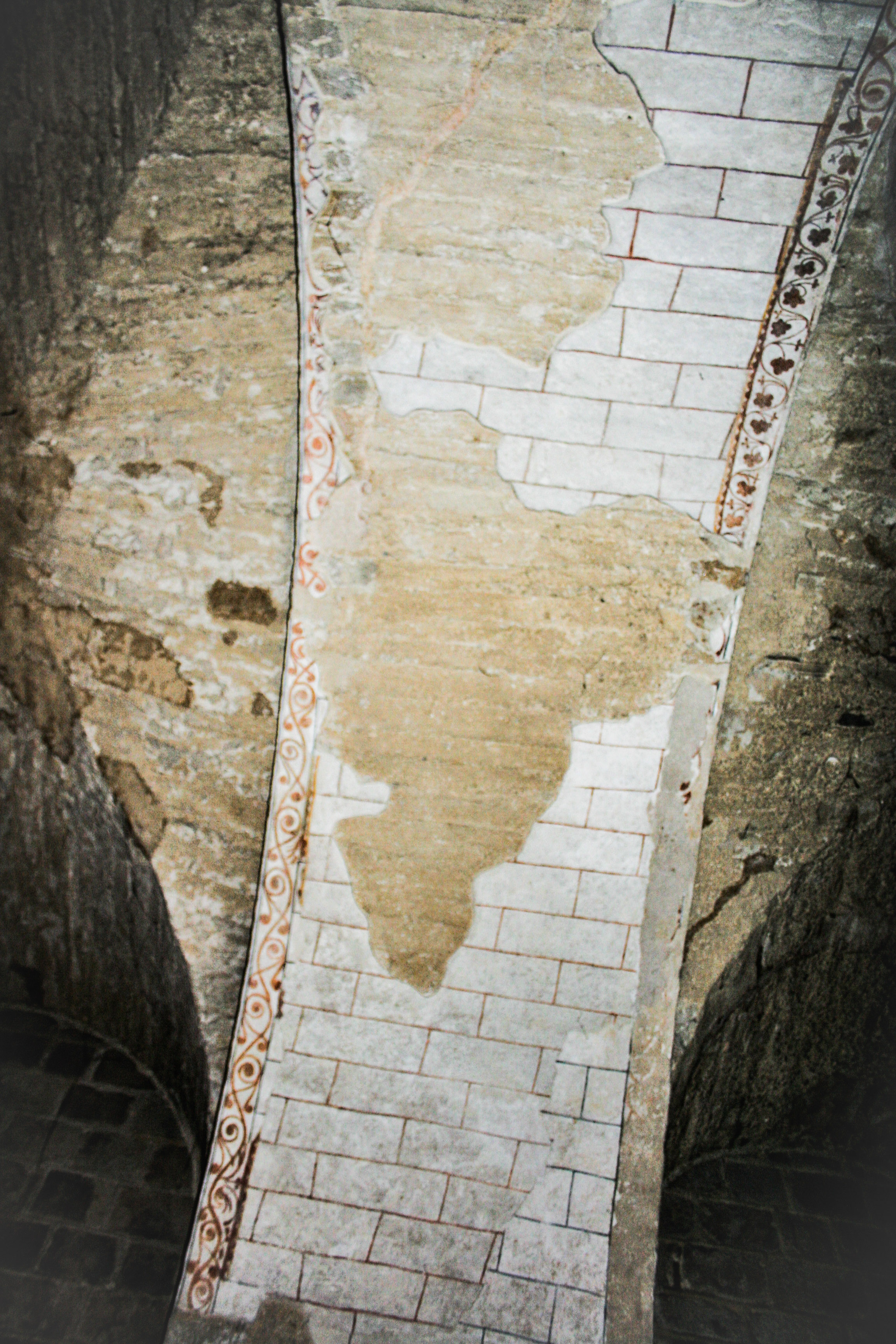
Decoració en dispositiu fals

#### Edifici de Roger II, al nord de la nau
Al nord de la nau hi ha un edifici abadia romànic de finals del segle Xi, inclosa la sala de dalt (o galeria o cripta) al nord, el passeig dels monjos i un antic dormitori.

##### La sala de l'Aquiló

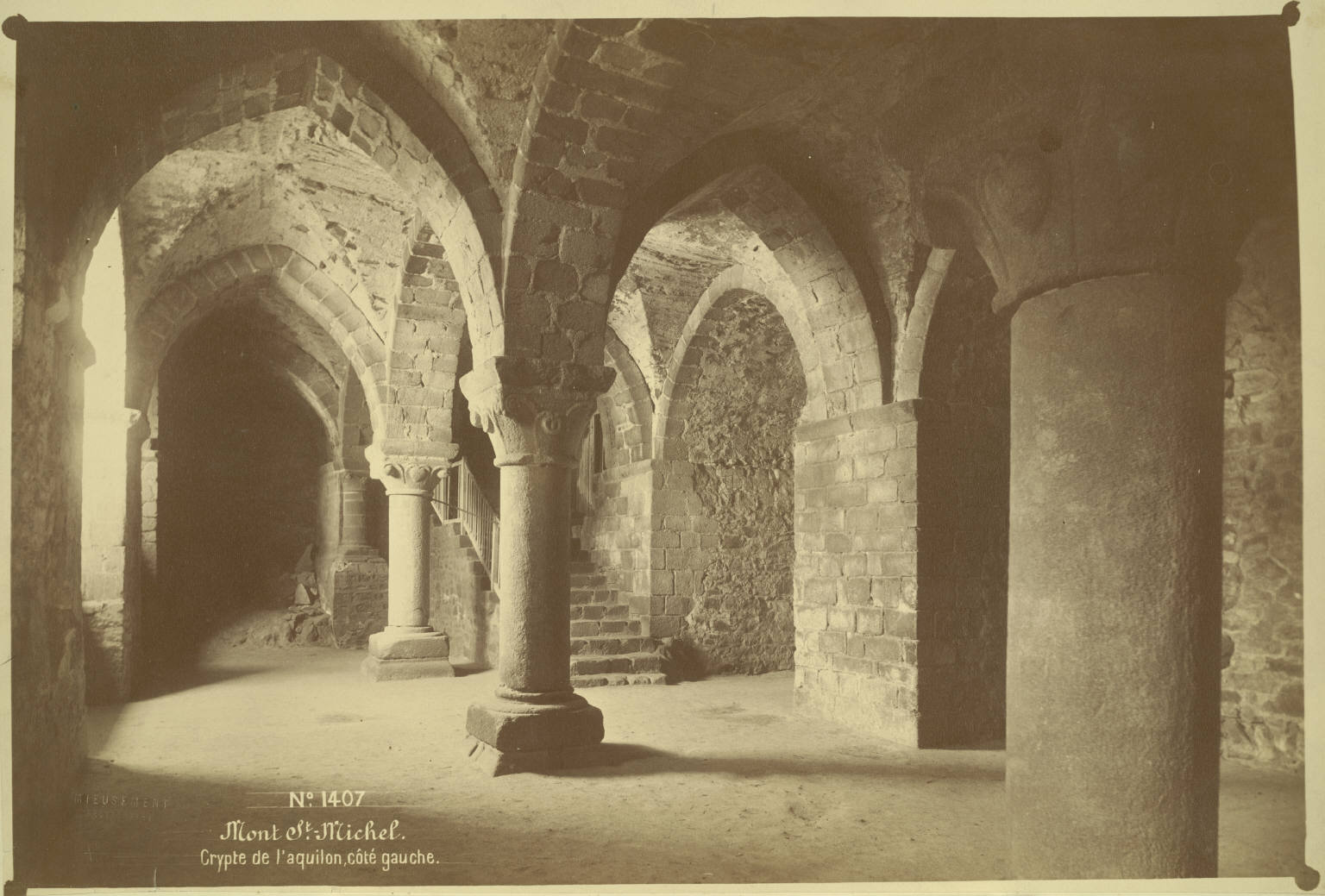
Sala de l'Aquiló

La sala de l'Aquiló del nord és l'antiga capellania romànica, reconstruïda i modernitzada després de la caiguda del mur nord de la nau en 1103. Situada just sota el passeig marítim, és la base per a tot l'edifici. Està organitzada en dos trams de voltes de creueria sobre arcs dobles traçats en arcs ogivals (en un patró inaugurat feia pocs anys a Cluny III), recolzat per tres pilars axials corresponents a les de la passarel·la:40, 44

##### El passeig dels monjos

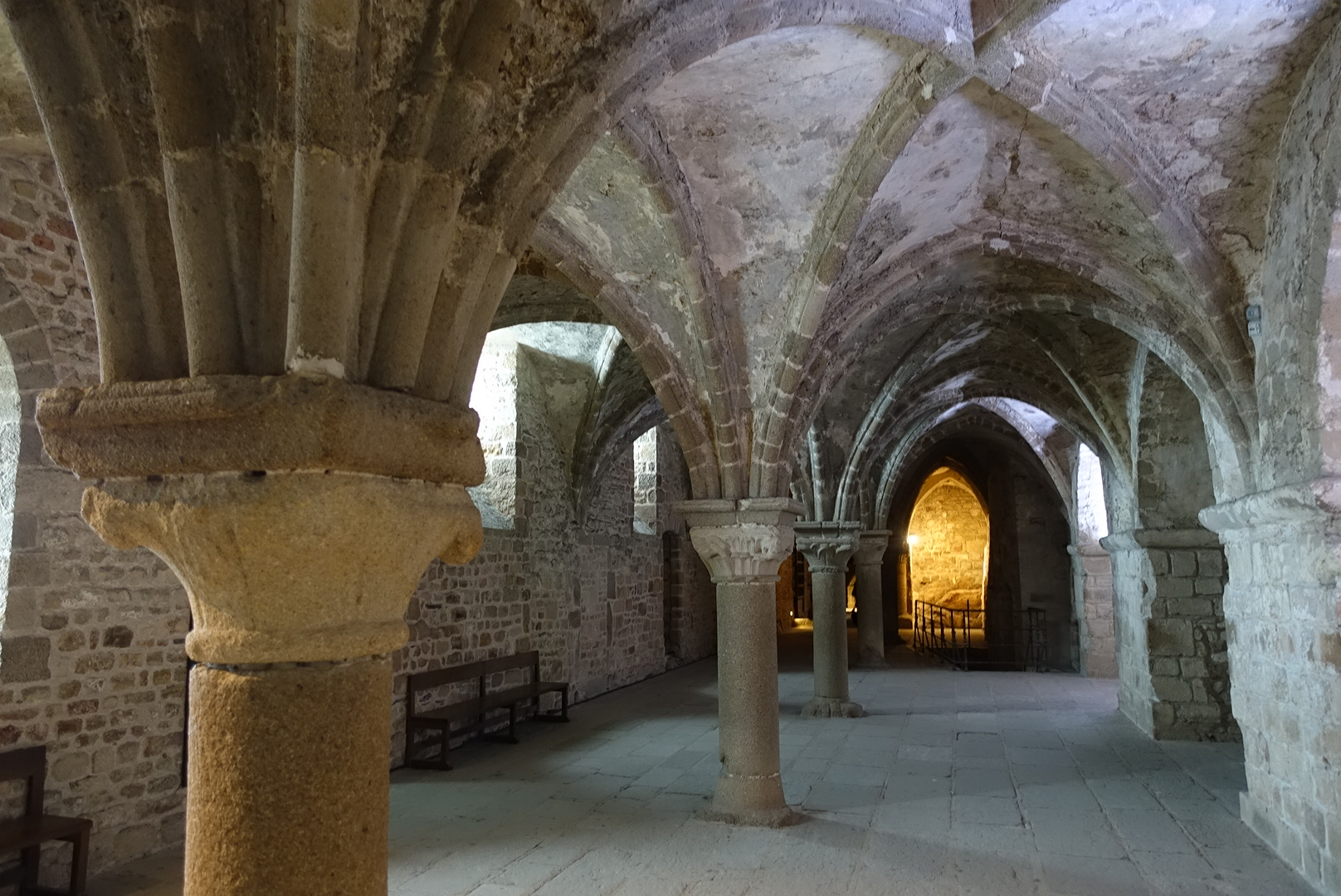
El passeig i la seva prolongació cap a l'est.

Just per sobre d'una sala corresponent al pla de l'anterior, a tres pilars, que s'estén per un passadís que descansa directament sobre la roca i suportat per dos pilars. Aquest corredor ofereix accés a la "masmorra del diable," una habitació d'un pilar molt voltat i la capella de les Trenta Espelmes al mateix nivell i al nord, la Sala dels Cavallers, que es troba per sota.
El destí d'aquesta sala de "passeig" és incert: antic refectori, sala capitular o, segons Corroyer, un antic claustre :41.

##### El dormitori
El nivell superior va ser ocupat per l'antic dormitori, una sala longitudinal coberta de trama de barril amb panells capsulats, de la que només la part de l'est es conserva:41.

### Els edificis de Robert de Torigni
L'abat Robert de Torigni va construir a l'oest i sud-oest un conjunt d'edificis amb nova abadia casa, una officialité, una nova hostatgeria, una infermeria i la capella de Sant Esteve (1154-1164). També va remodelar les rutes de comunicació que servien a Notre-Dame-sous-Terre, per evitar el contacte excessiu entre pelegrins i monjos de l'abadia.
També hi ha una gàbia d'esquirol utilitzada per al torn, instal·lada el 1819, durant la conversió del lloc en presó, per subministrar als convictes. Els detinguts, caminant a l'interior de la roda, proporcionaven la rotació i la maniobra.

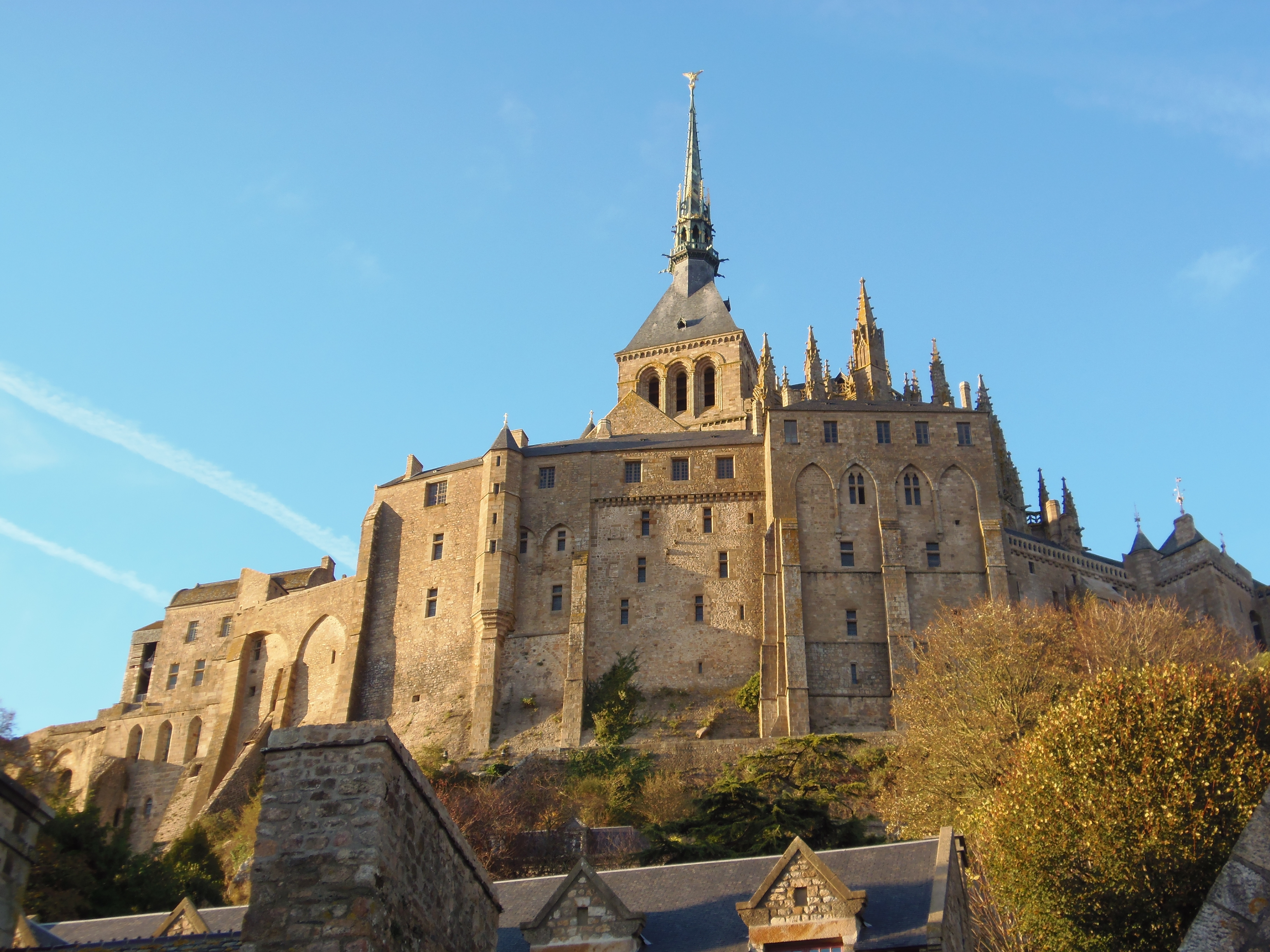
Cambres de l'abat, amb, en particular, les bases anellades col·locades entre els contraforts que demostren una preocupació decorativa
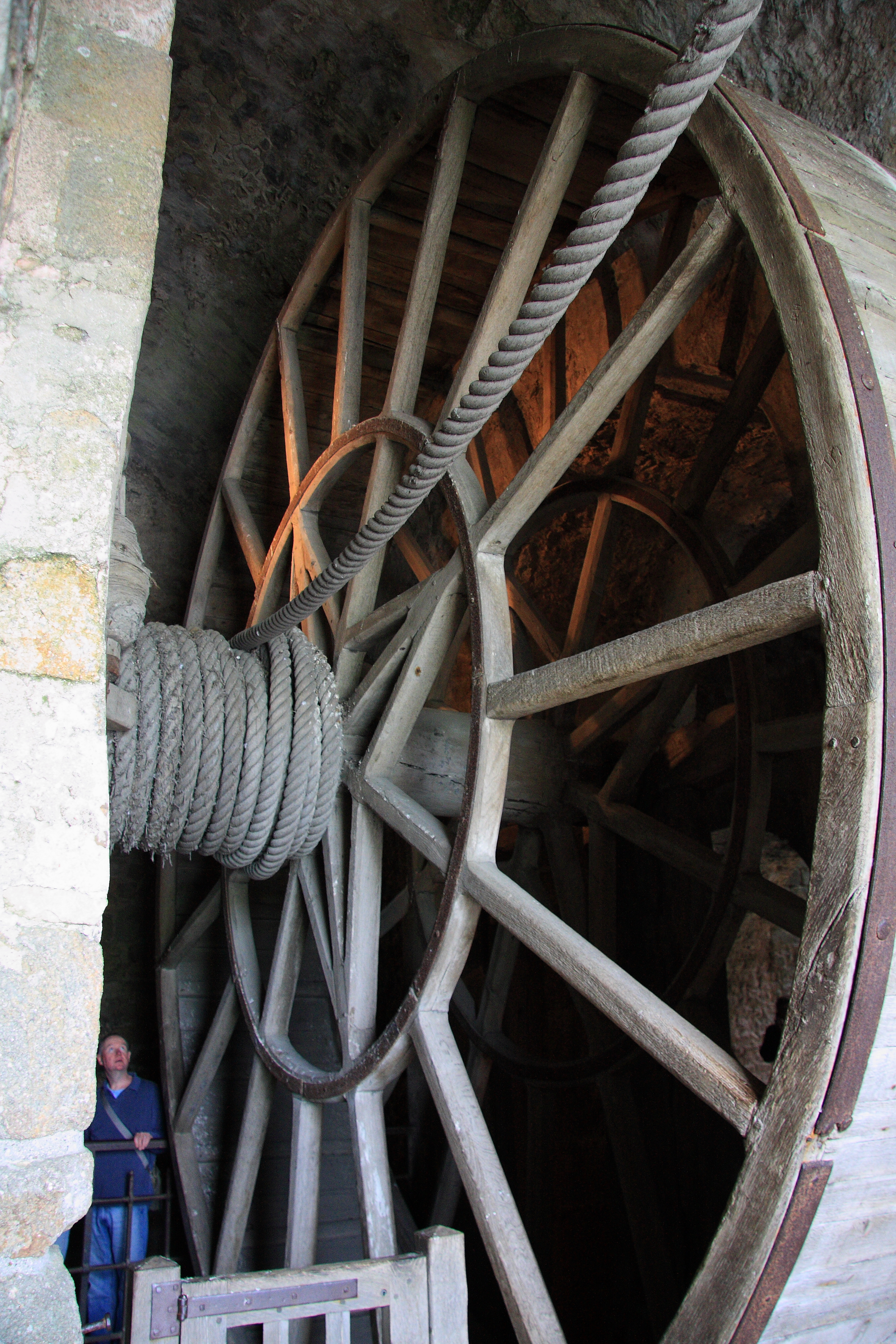
Gàbia d'esquirol
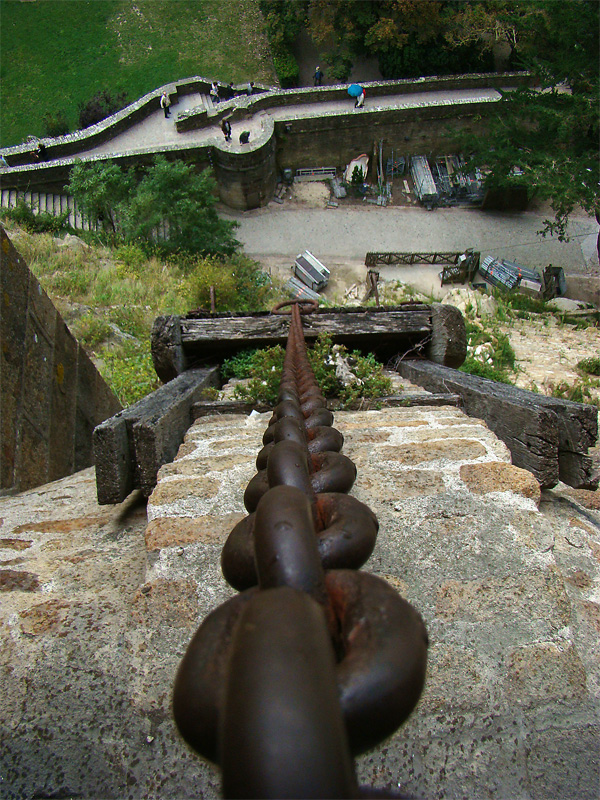
Vista exterior del torn
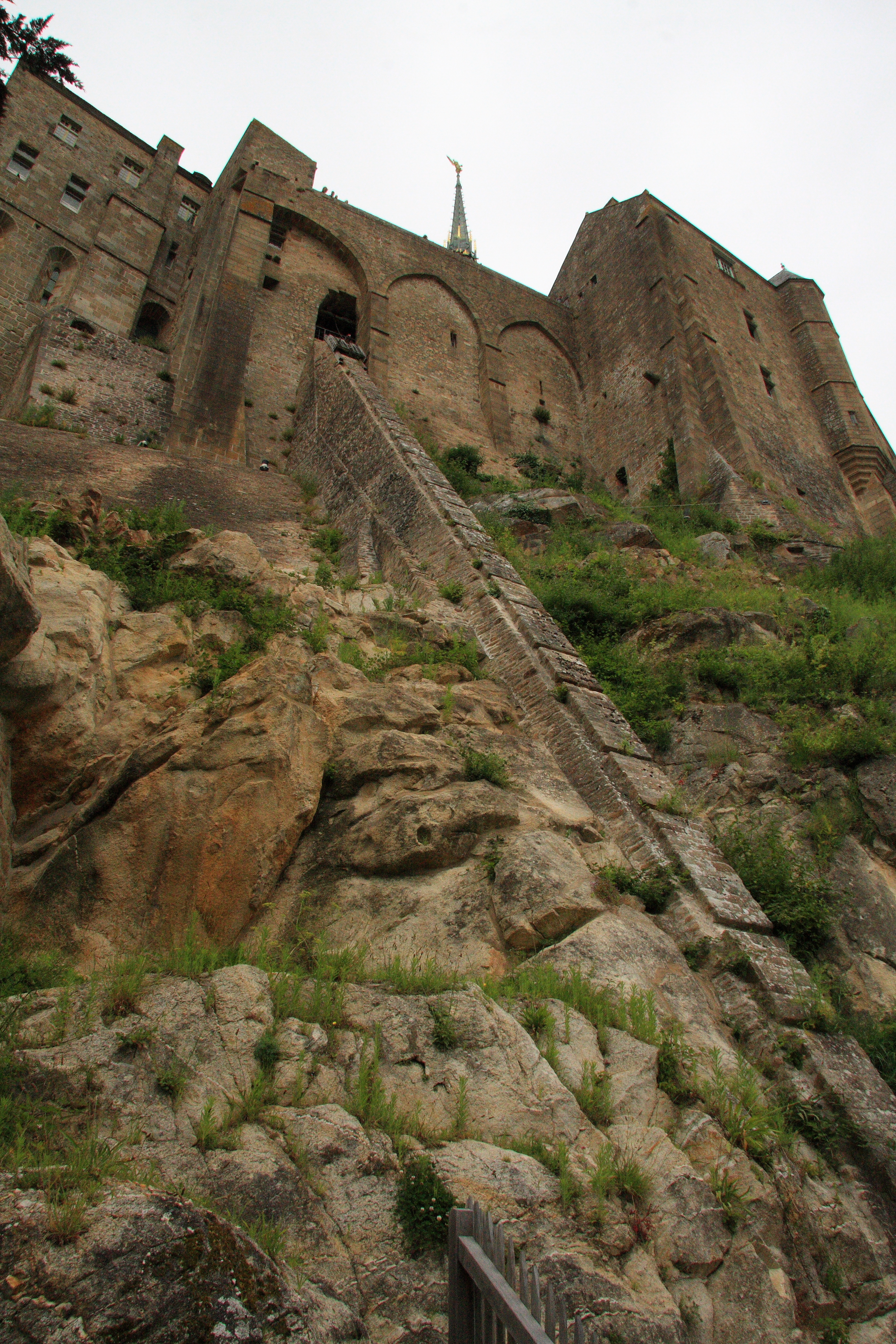
Rampa d'arrossegament

A les ruïnes de la infermeria, que es va esfondrar en 1811, es manté per sobre de la porta dels tres morts de l'encontre dels tres vius i els tres morts, mural de representació que mostra tres joves cavallers aturats inicialment en un cementiri per tres persones que els recordem la brevetat de la vida i la importància de la salvació de les seves ànimes.

### La Meravella i els edificis monàstics
L'abadia del Mont Saint-Michel es compon essencialment de dues parts ben diferenciades: l'abadia romànica, on vivien i els monjos i, a la cara nord, la Meravella, una col·lecció excepcional d'arquitectura gòtica elevada en tres nivells, gràcies als donatius de Felip August, de 1211 a 1228:46.

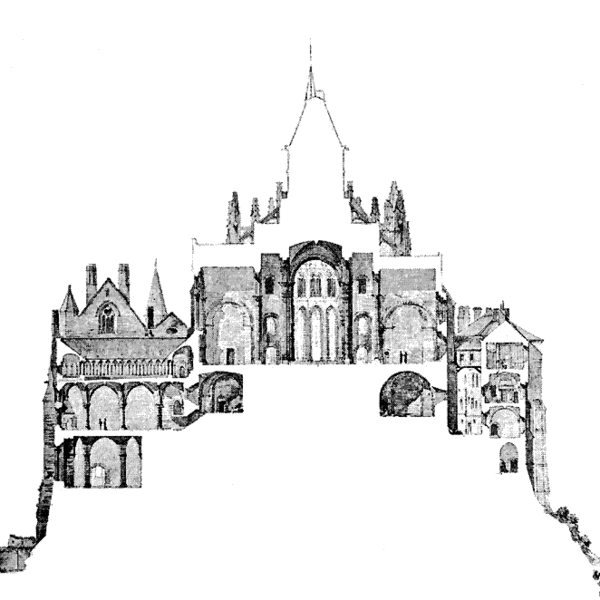
Copa de l'abadia; la Meravella es troba a l'esquerra, al nord, davant del mar.

La construcció de la Meravella, que es troba just al nord de l'església abacial, inclou, de dalt a baix: el claustre i el refectori; la sala de treball (coneguda com la Sala dels Cavallers) i la Sala d'Actes; el celler i la capellania, tot en un perfecte exemple d'integració funcional. El conjunt, recolzat sobre el pendent de la roca, consta de dos cossos d'edificis de tres pisos.
A la planta baixa, el celler serveix com a contraatac. A continuació, cada pis té habitacions cada vegada més lleugeres a mesura que arriben al cim; quinze poderosos contraforts, situats a l'exterior, suporten tot el conjunt. Les restriccions topogràfiques van tenir un paper important en la construcció de la Meravella.
Raoul des îles construí per sobre de la capellania, l'habitació dels hostes (1215-1217), el refectori (1217-1220); llavors, per sobre del celler, la sala dels Cavallers (1220-1225) i, finalment, el claustre (1225-1228).
La Meravella està organitzada en dues parts: la part oriental i la part occidental.

#### La Meravella: part est
La part oriental va ser la primera en ser completada, del 1211 al 1218. Comprèn, des de baix, tres salons: la capellania, construïda sota Roger II, després la sala dels Hostes i el refectori, realitzat per Raoul des îles, de 1217 a 1220.

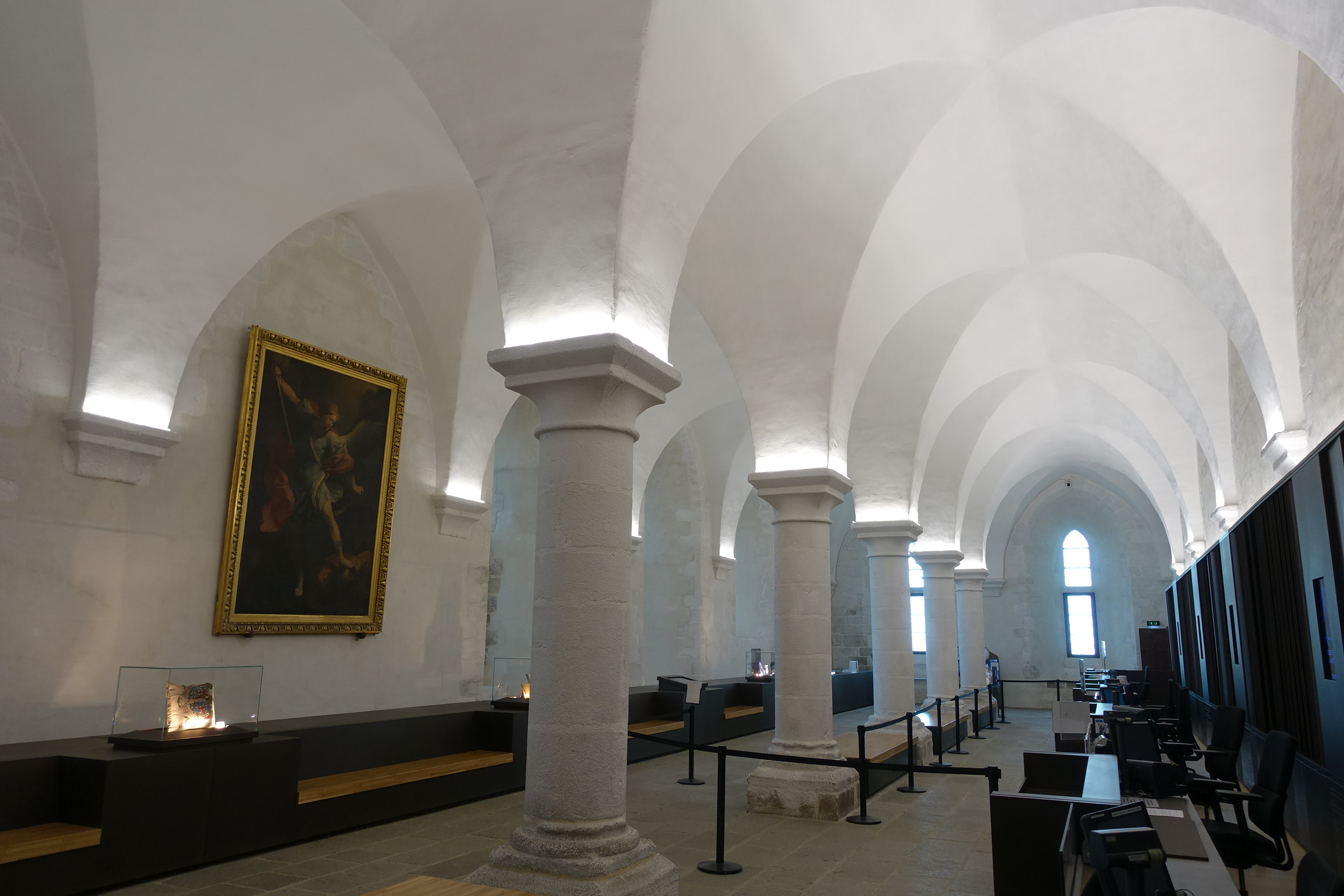
Capellania, actuant com taquilla.

##### La capellania
La capellanía va ser, probablement, la primera realització de la Meravella, construïda sota l'abat Roger II a partir de 1211. És una habitació llarga molt funcional, construïda per suportar el pes dels pisos superiors, que consta d'una sèrie de sis grans columnes rodones i llises amb capitells molt simples, que separen dues naus amb vores de volta. Aquí s'acollia els pelegrins més pobres.:47.
Avui en dia, la capellanía ha recuperat el seu paper de benvinguda als visitants: aquí es troba la taquilla.

##### La sala dels Hostes (1215-1217)
La sala dels Hostes és una sala amb creuers d'ogives, dues naus separades per sis columnes, reprenent d'aquesta manera la provisió de capellania, col·locada just a sota. Però si el pla és el mateix, la realització d'aquesta és luxosa, ben ventilada, amb contraforts interiors (ocults per mitges columnes de canalé i compromesos) que puntuen cadascun parets laterals badia amb altes finestres fetes a la banda nord de dos bífores dividits per un mainell horitzontal i disposats sota els arcs de descàrrega.
Aquesta habitació principesca està pensada clarament per a la recepció de convidats distingits, que han trobat el luxe de les latrines penjants, així com una xemeneia doble i monumental, per escalfar-los i restaurar-los. També cal imaginar els vitralls, les pintures, les taules esmaltades que ara falten. Les columnes esveltes, esveltes i llises estan coronades per capitells elegants amb una decoració vegetal, que recolza les fines creus de les ogives:23-47-48.

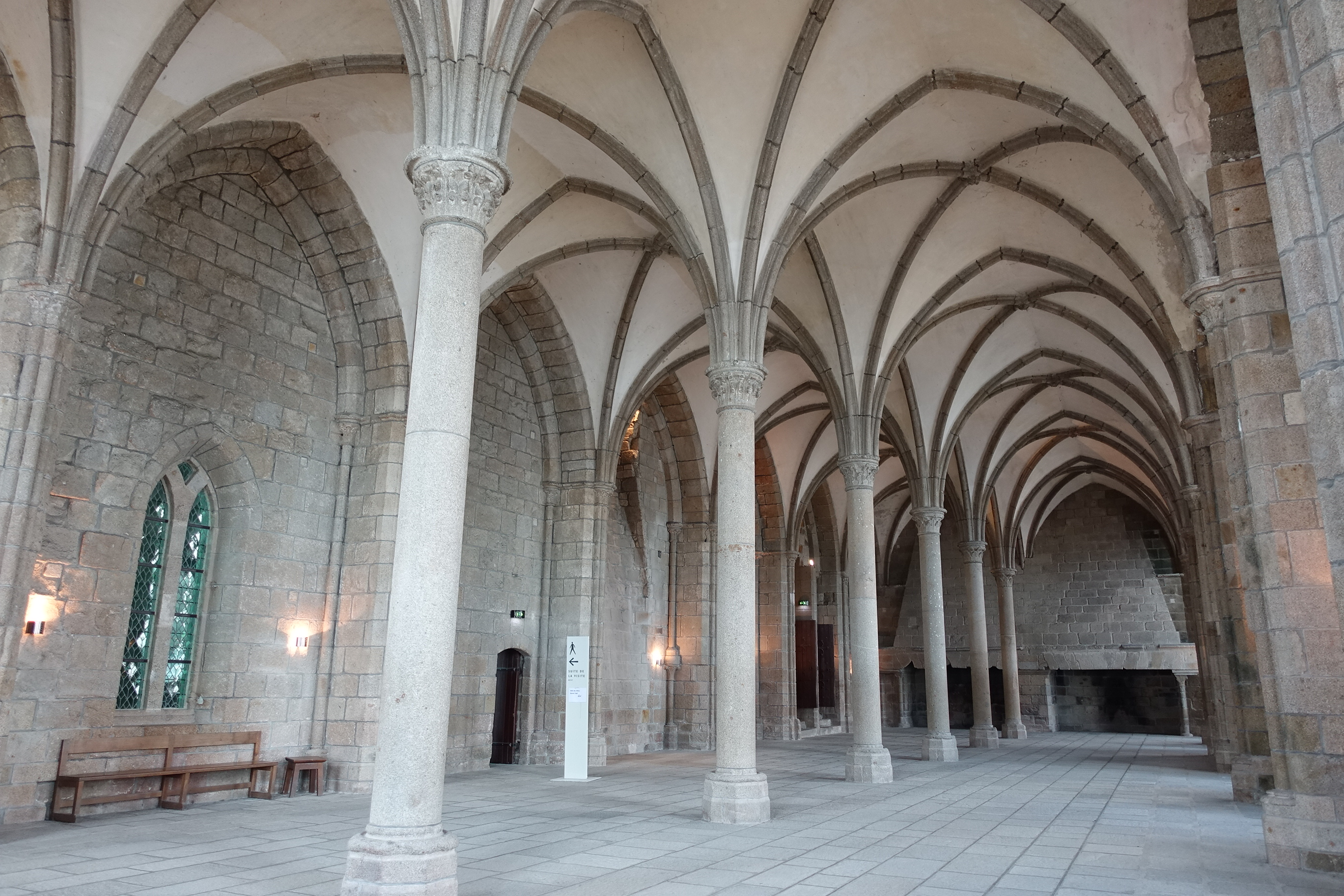
Sala dels Hostes, d'est a oest.
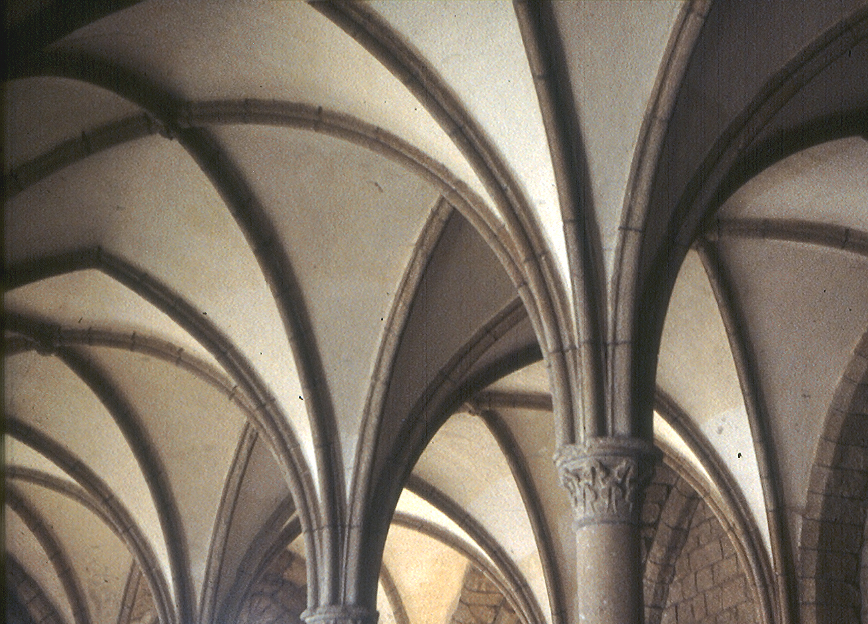
Voltes del Saló dels Hostes
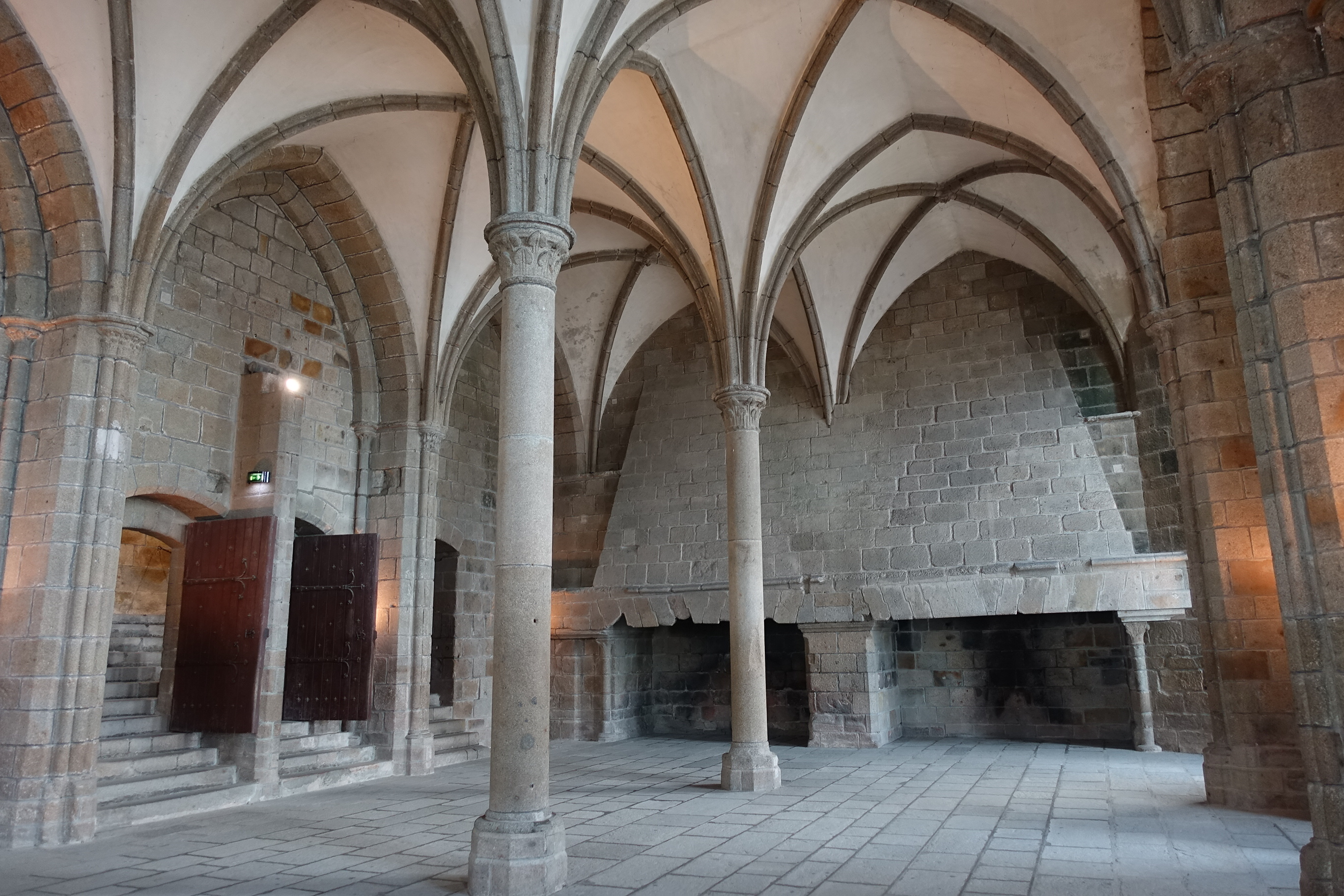
Llar de foc doble a la Sala dels Hostes

##### El refectori (1217-1220)

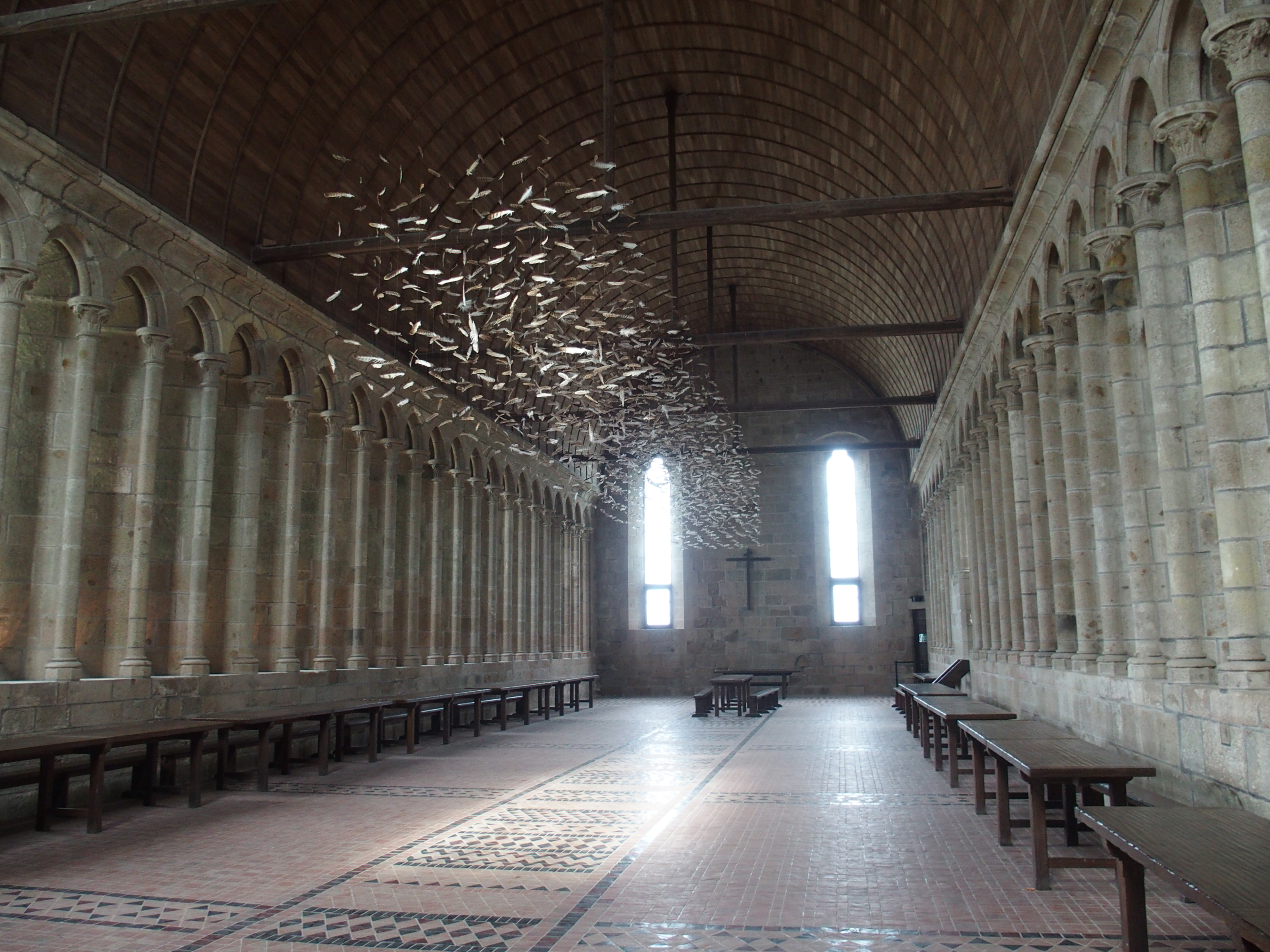
Refectori dels monjos el revestiment de la qual es recolza sobre una banda, perfilada d'una part plana, i unes motllures gran entre dues xarxes.

El refectori dels monjos ocupa el tercer i últim nivell d'aquesta part oriental de la Meravella. L'habitació està tancada en un sol volum per dues parets paral·leles l'eix longitudinal arquejada en bressol, encara que res ho assenyala, porta l'ull cap al lloc de l'abat. L'arquitecte podria debilitar les parets obrint massa àmplies badies, donat l'abast del bressol, també va optar per trencar les parets de pes lleuger de cinquanta-nou columnes que participen en les bateries reforçades per un plànol del terreny romboidal. Les piles enquadrades a la paret nord tenen altes i estretes finestres en acordió, la qual cosa contribueix a l'esplendor de la façana nord de la Meravella, "la més bella paret al món," segons els ulls de Victor Hugo. Les columnes estan proveïdes de capitells amb croxets a les escombraries arrodonides i coronats d'un tallat, també rodó, que es reflecteix en una rutina de degoteig característic de l'àbac gòtic normand. La substitució d'aquestes parets per elements de reforç va demostrar una sorprenent modernitat i "prefigura una mica els principis fonamentals de l'arquitectura metàl·lica.
Un curiós efecte òptic confia al visitant que travessa el llindar de la porta: des de l'entrada, les parets laterals semblen plenes mentre la llum entra. En perspectiva, les finestres se superposen, però a mesura que l'observador avança a la sala, s'obren una darrere l'altre, després darrere d'ell, a prop, formant una mena de cec que es difon a l'habitació. tota la sala una llum indirecta, suau i homogènia.
Al mig de la paret sud, construïda entre dues arcades cobertes de voltes d'ogives s'eleva un púlpit en el qual el lector, un monjo designat per torn, psalmodiava textos piadosos i edificants. A la cantonada sud-oest d'aquest mateix mur hi ha l'ascensor, des d'on baixen els plats de l'antiga cuina de la comunitat, cinquanta metres més amunt.
Aquest conjunt únic està cobert per un panell de connexions que revela el marc, de tant en tant, només uns quants sortejos i punxons. El sostre de l'edifici està fet d'esquist local:48-49-50.
En la dècada de 1960, a partir de models antics es va fer un paviment de terracota vidriada i els mobles.

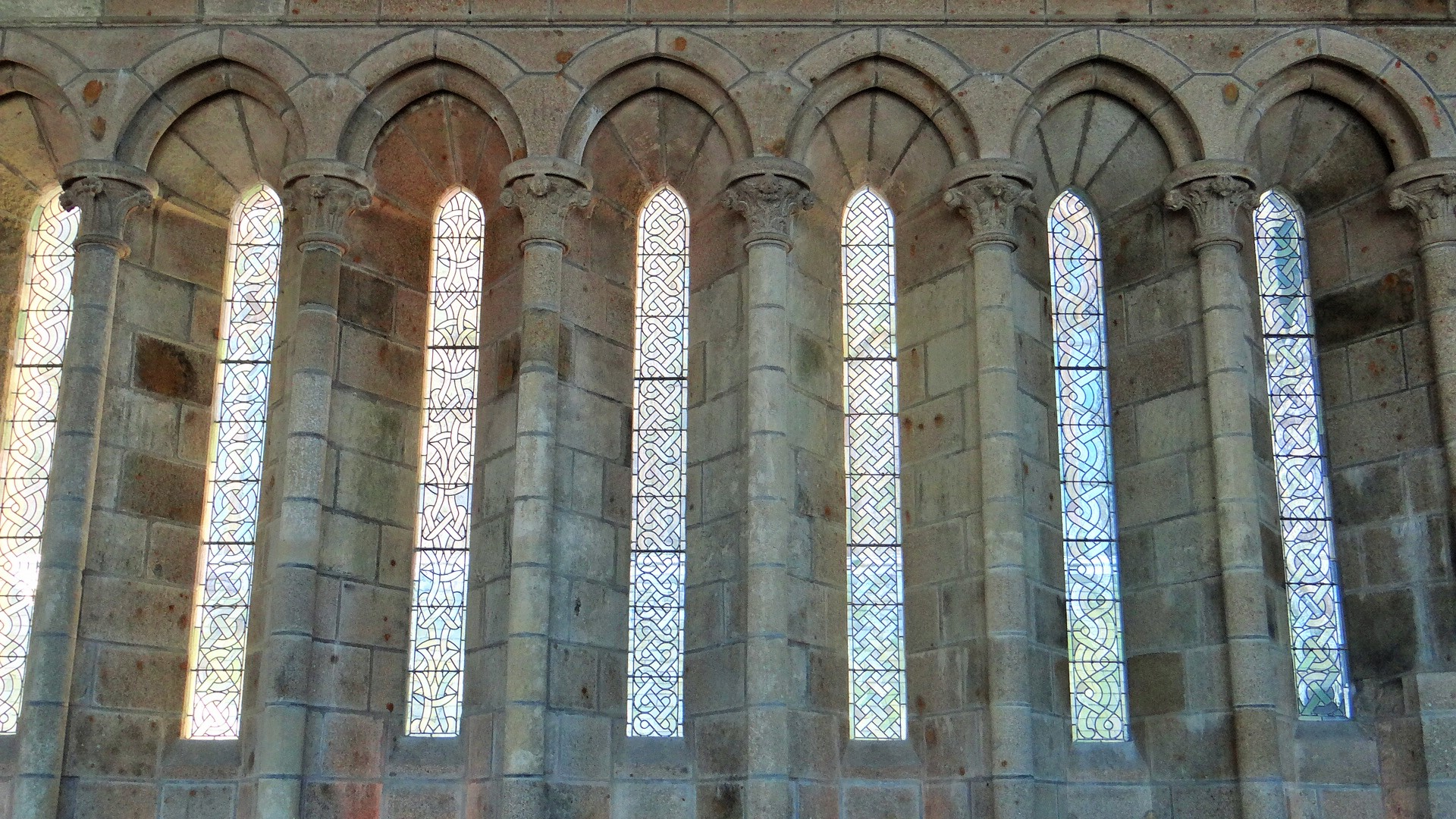
Detall de finestres, coronades d'arcs coberts per voltes d'ogives.
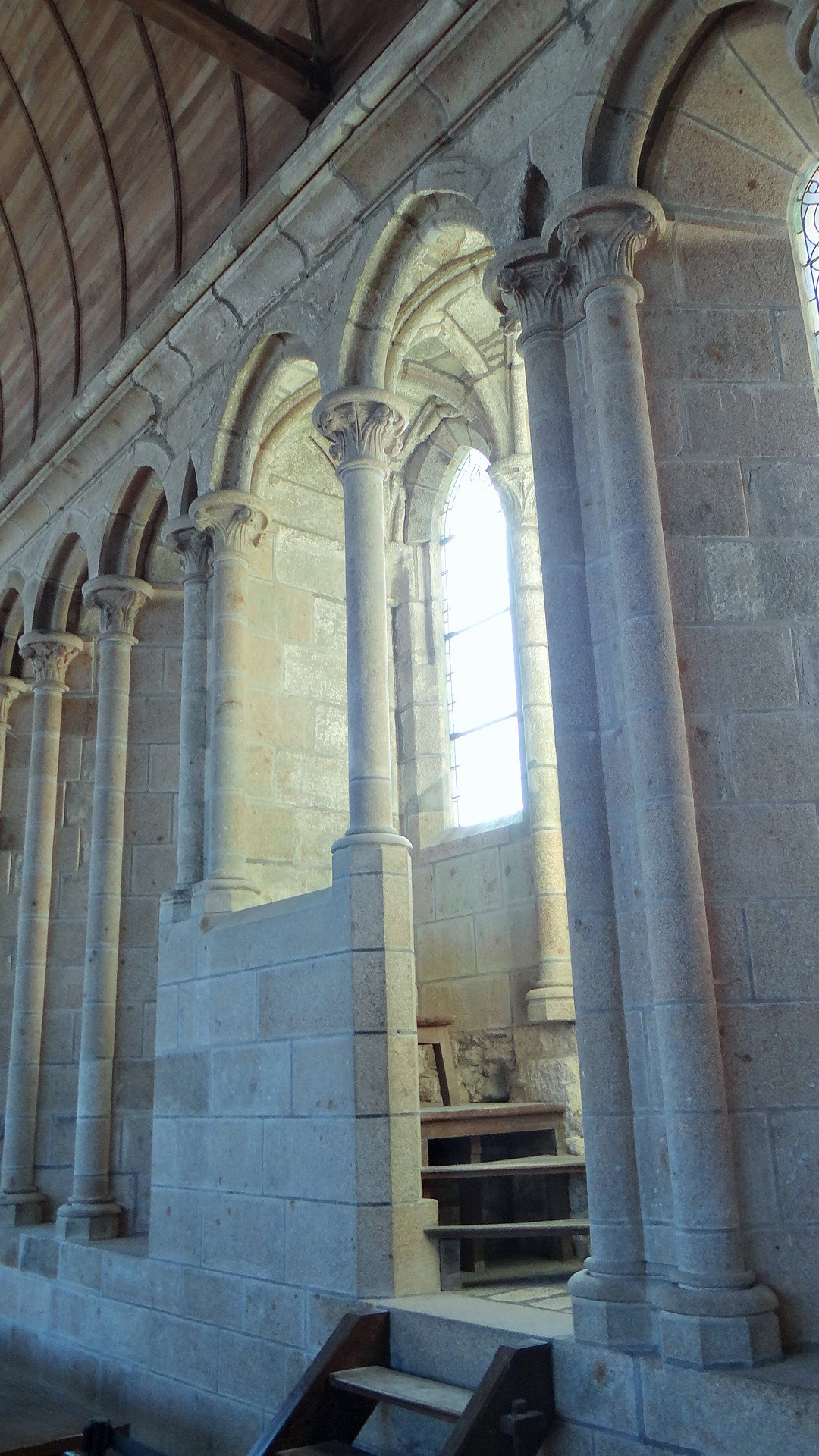
L'escala que condueix al púlpit emmarcada per dues columnes bessones deixant una superfície plana entre elles.[Note 13]
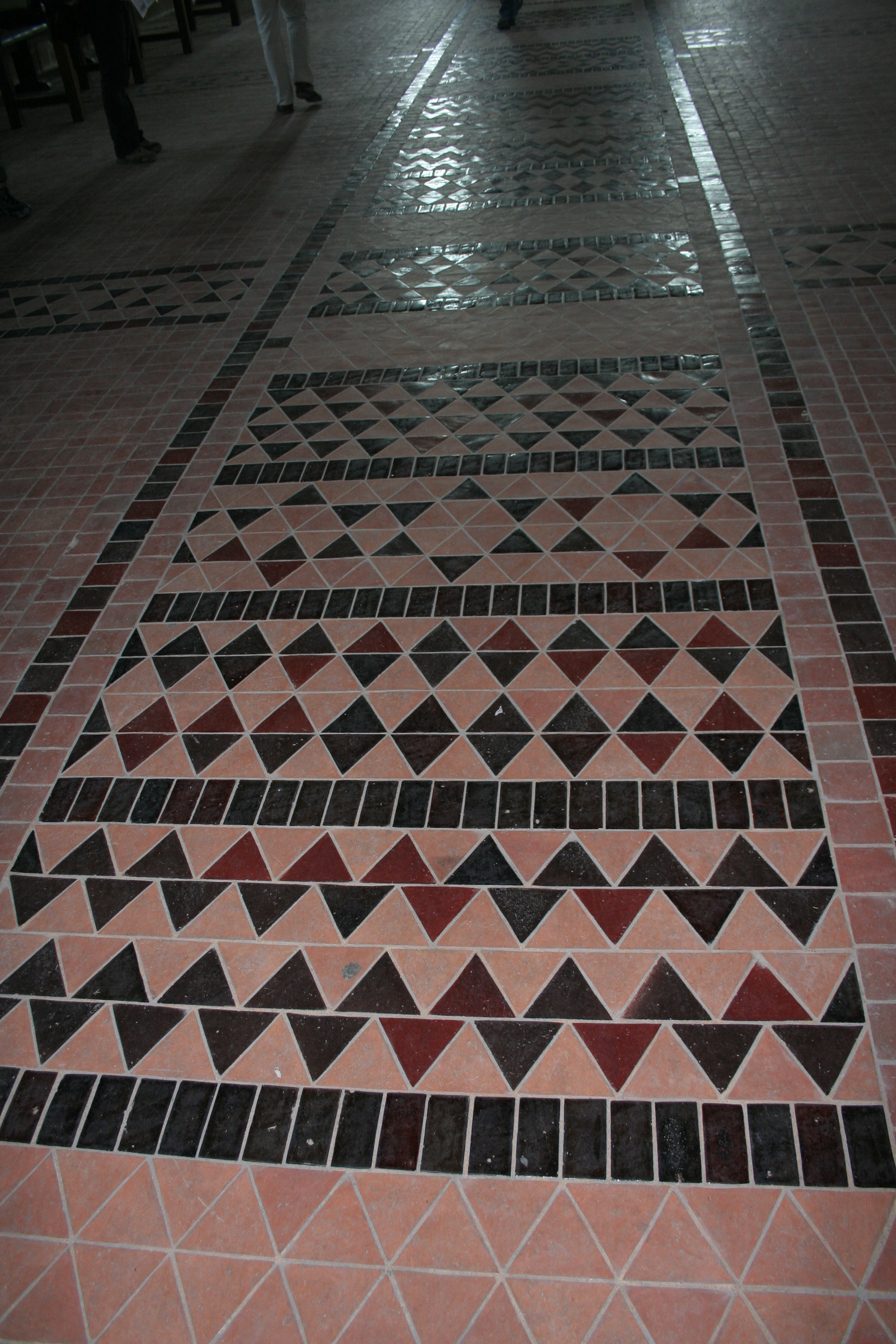
Paviment de terracota..
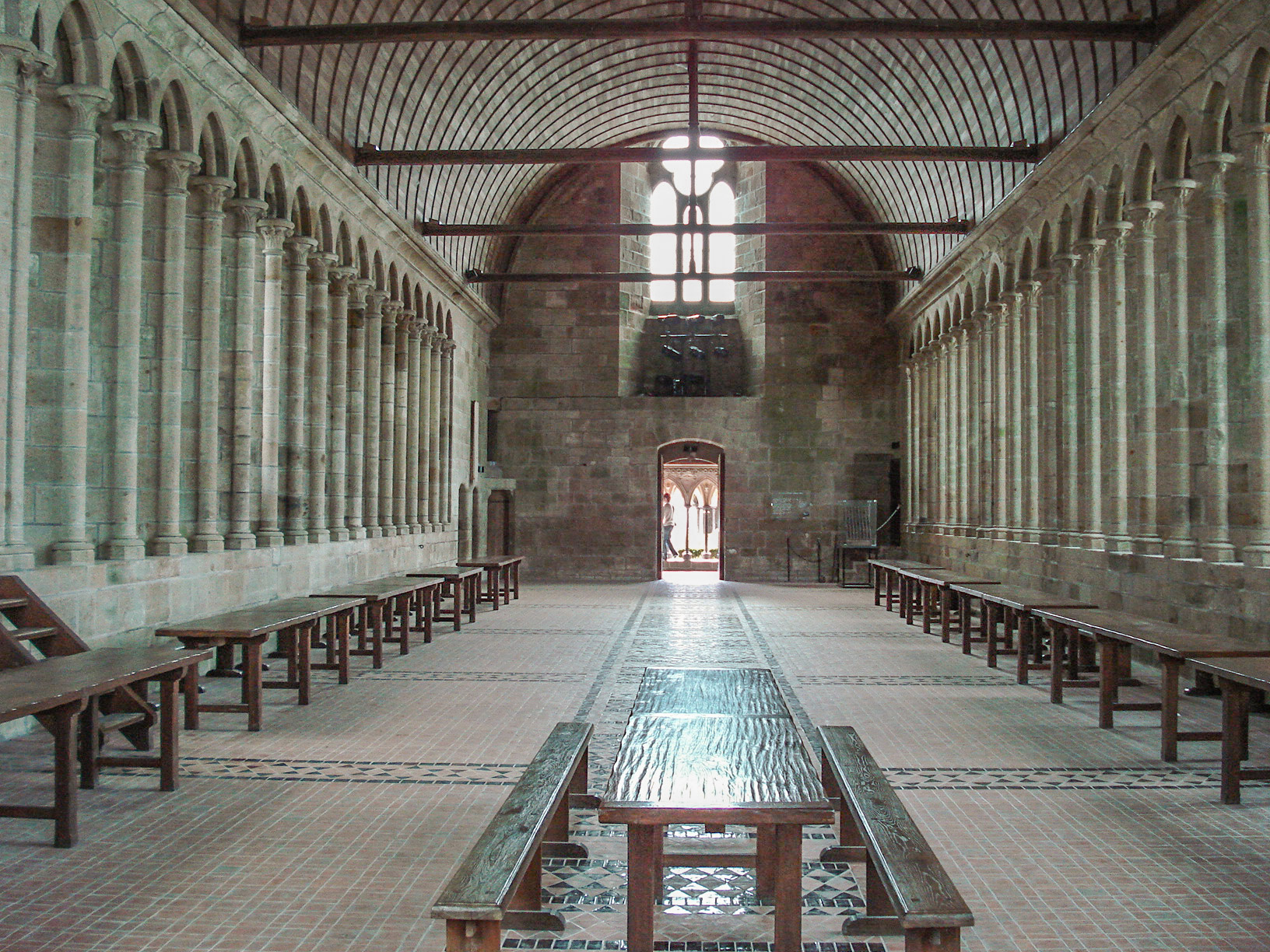
La finestra dividida en tres formes coronades per un gran òcul lobulat, extradossat arc apuntat molt obtús, és característic del gòtic Baixa Normandia.
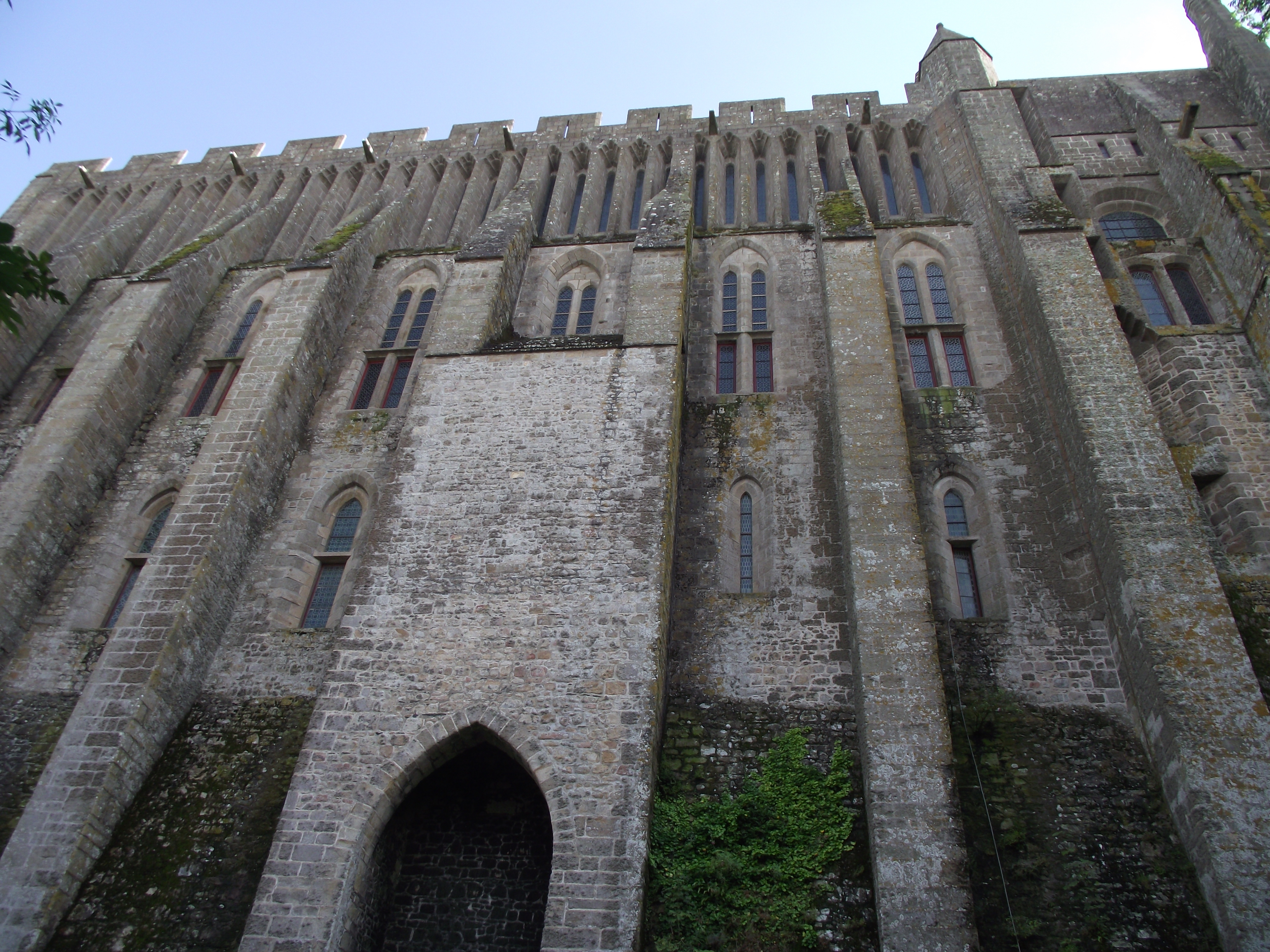
Cada compartiment de la sala de menjador en el tercer nivell es cobreix amb pedres de càrrega de la pila donant un aspecte finestres multilobulades.[Note 14] L'encofrat de la vareta central es va utilitzar com a desguàs de letrina .

#### La Meravella: part oest
La part occidental, erigida set anys més tard, també comprèn, des de baix cap amunt, en tres nivells: el celler, el Saló dels Cavallers i el claustre.

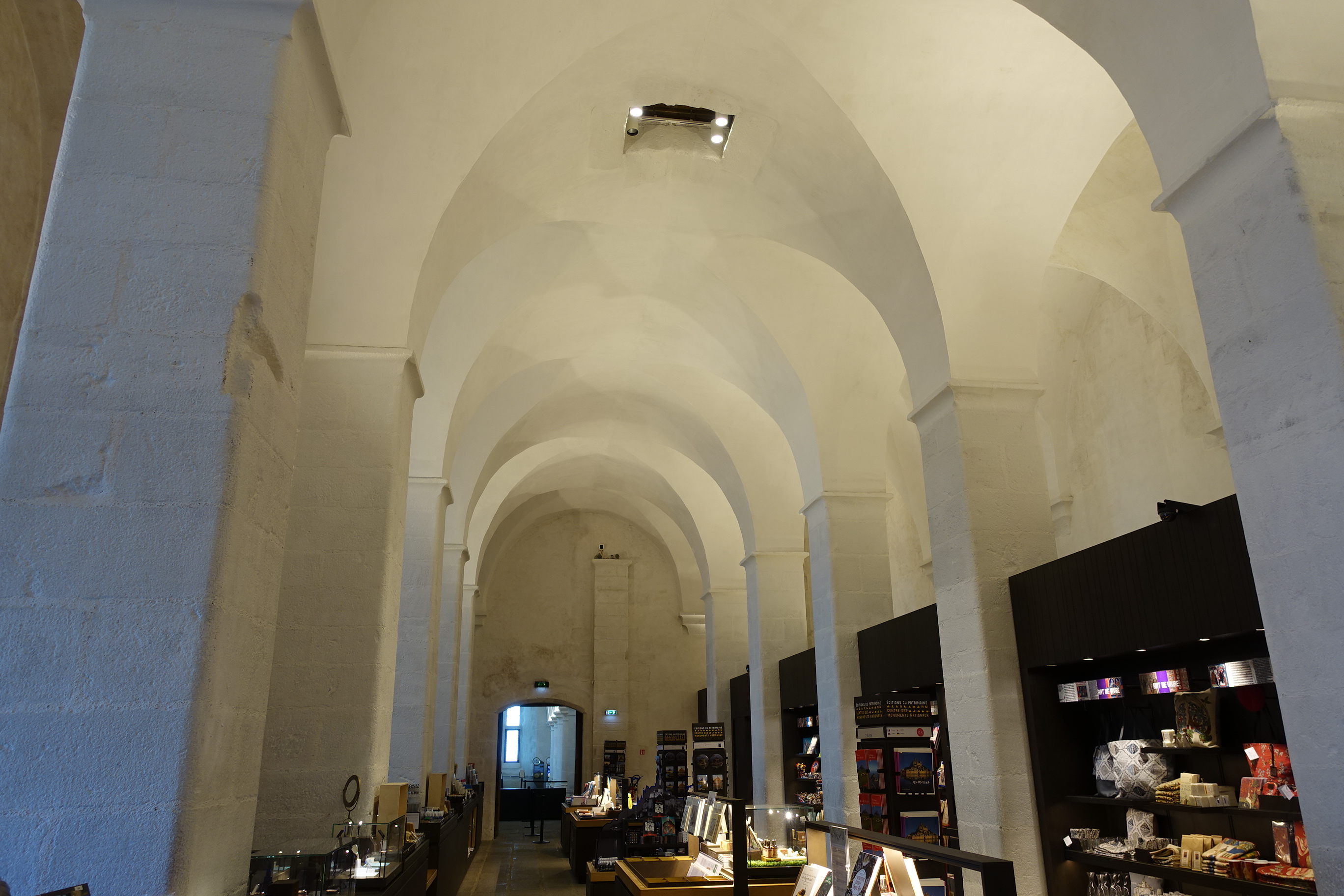
El celler, utilitzat com a botiga.

##### El celler
El celler era una habitació gran, fresca i poc il·luminada, amb la doble funció de conservar els aliments i donar suport a l'estructura superior pesant. Els pilars de maçoneria quadrada i de directriu (arc)directriu estan instal·lats per servir com a substrat a les columnes del Saló dels Cavallers, situada just a sobre. Aquests pilars separen el celler en tres naus, cobertes amb senzills arcs:50-51.

##### La sala dita dels Cavallers oScriptorium(1220-1225)
Aquesta sala era l'scriptorium, on els monjos passaven la major part del temps copiant i il·luminant manuscrits preciosos. Després de la creació de l'ordre dels cavallers de Saint-Michel de Lluís XI, va prendre el nom d'habitació dels Cavallers. Tanmateix, no sembla que s'hagi utilitzat per a altres fins que el monàstic.
L'arquitectura i la decoració d'un estil típicament normand és reconeïxibles pel disseny accentuat de les capçaleres, així com pel perfil sobresortint de les motllures. Els capitells de granit són, malgrat la duresa d'aquesta pedra, finament tallades. Les dues grans xemeneies escalfaven l'habitació adequadament; la llum necessària per al treball dels monjos provenia dels grans finestrals disposats a les parets nord i oest.

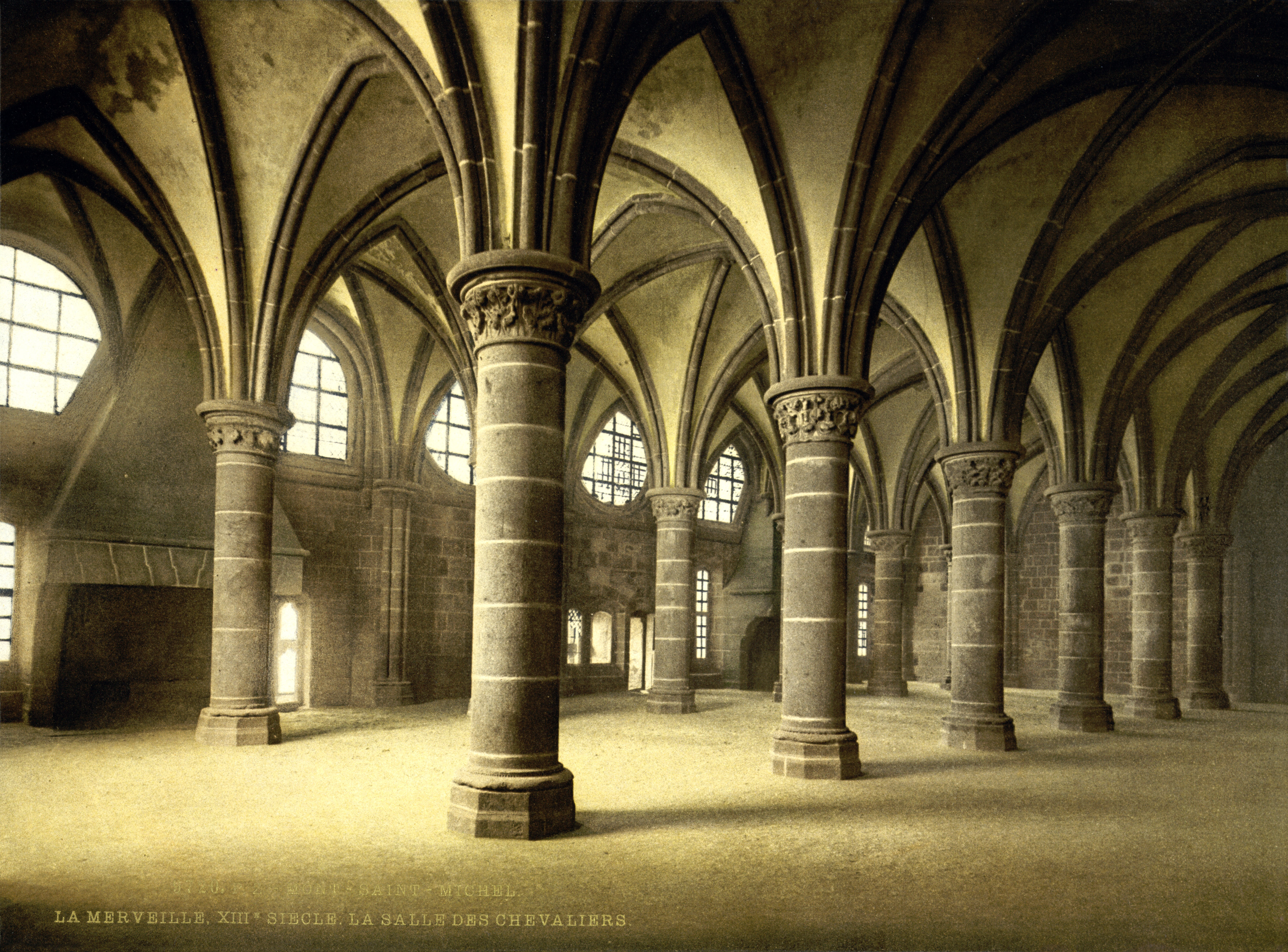
Sala dels Cavallers
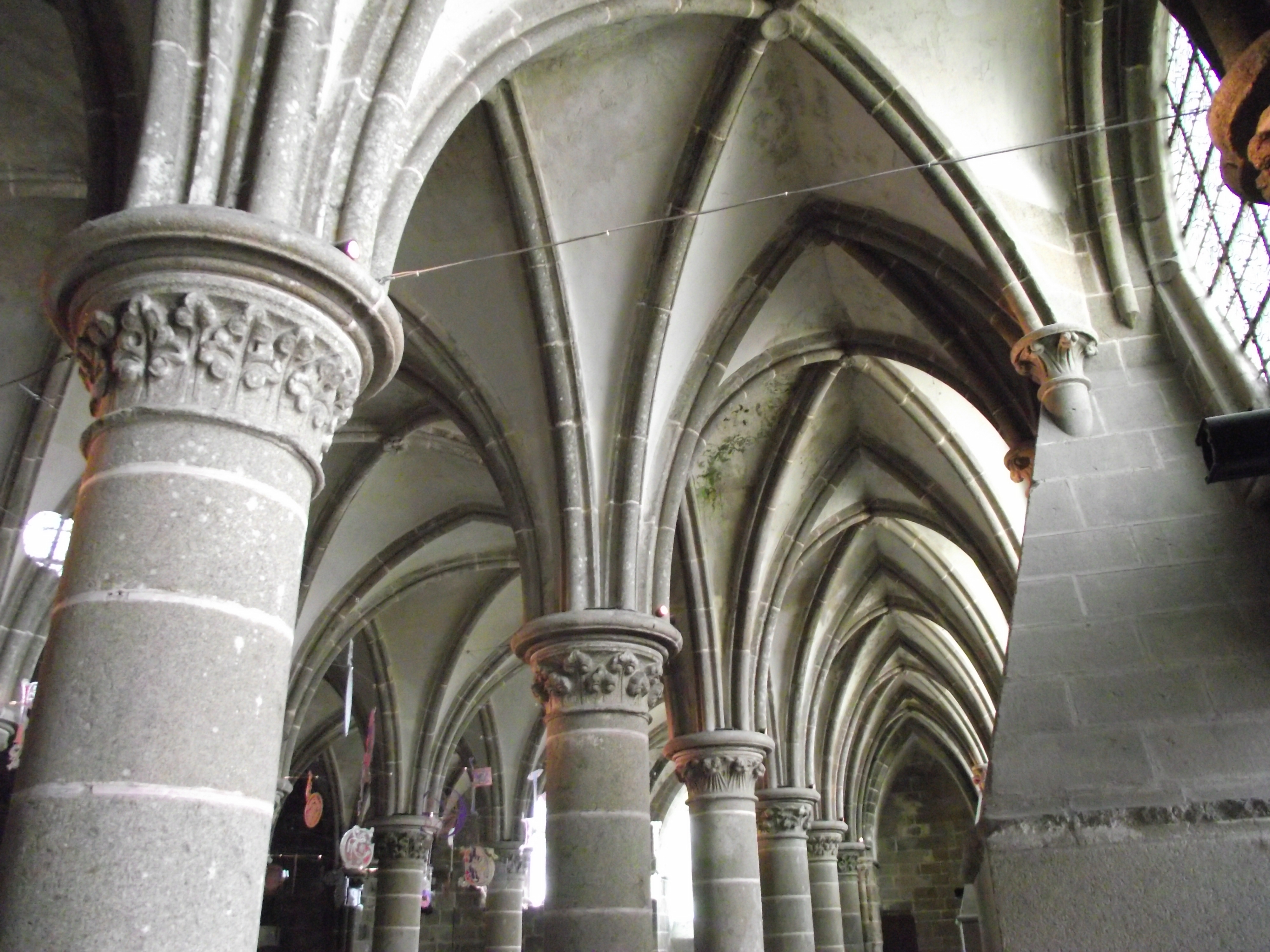
Sala dels Cavallers

##### El claustre (1225-1228)
L'arquitecte va voler donar al claustre l'extensió més gran possible, construí un quadrilàter irregular que envolta la galeria sud de la creu nord de l'Església. Però el claustre no es troba, com és habitual, al centre del monestir ocupat per l'església. No es comunica amb tots els seus components com és el cas en altres llocs, la major part del temps. La seva funció és, per tant, purament espiritual: la de portar el monjo a la meditació. Les millors escultures (arcades, llambordes, exuberants i variades decoracions florals) es troben en una fina pedra calcària, la pedra de Caen.
Tres arcs a la galeria de l'oest són sorprenentment oberts al mar i al buit. Aquestes tres obertures van constituir l'entrada de la sala capitular que mai no es va construir. Les columnes disposades en files escalonades van ser fets originalment de pedra calcària tellerina importada d'Anglaterra, però van ser restaurats en el conglomerat de Lucerna.
A la galeria sud, una porta es comunica amb l'església i les reixetes d'aire il·luminen el Masmorra del Diable i la Capella de Trent-Cierges. Dues badies d'arcades geminades, que donen suport a la passarel·la que domina el claustre, enquadra el lavabo en dos bancs i on les mans de rentat abans d'entrar al refectori.
La galeria té dues portes que s'obre a les cuines i el refectori. A la galeria nord, les masmorres van ser construïdes a l'àtic al segle xix per tancar als presoners recalcitrants, especialment els presos polítics a 1830 o 1848 com Martin Bernard o Blanqui.
El claustre alberga un jardí medieval recreat el 1966 pel germà Bruno de Senneville, monjo benedictí afeccionat a la botànica. Està centrat en un patró rectangular de boix vorejat per tretze arbustos rosats. Els quadrats de plantes medicinals, herbes i flors simbolitzen les necessitats diàries dels monjos a l'edat mitjana. Els angles estan marcats per cineraris marítims. En els patrons de boix de centre, eren monstres, dimonis significava que enmig de tota meravella el mal encara està present

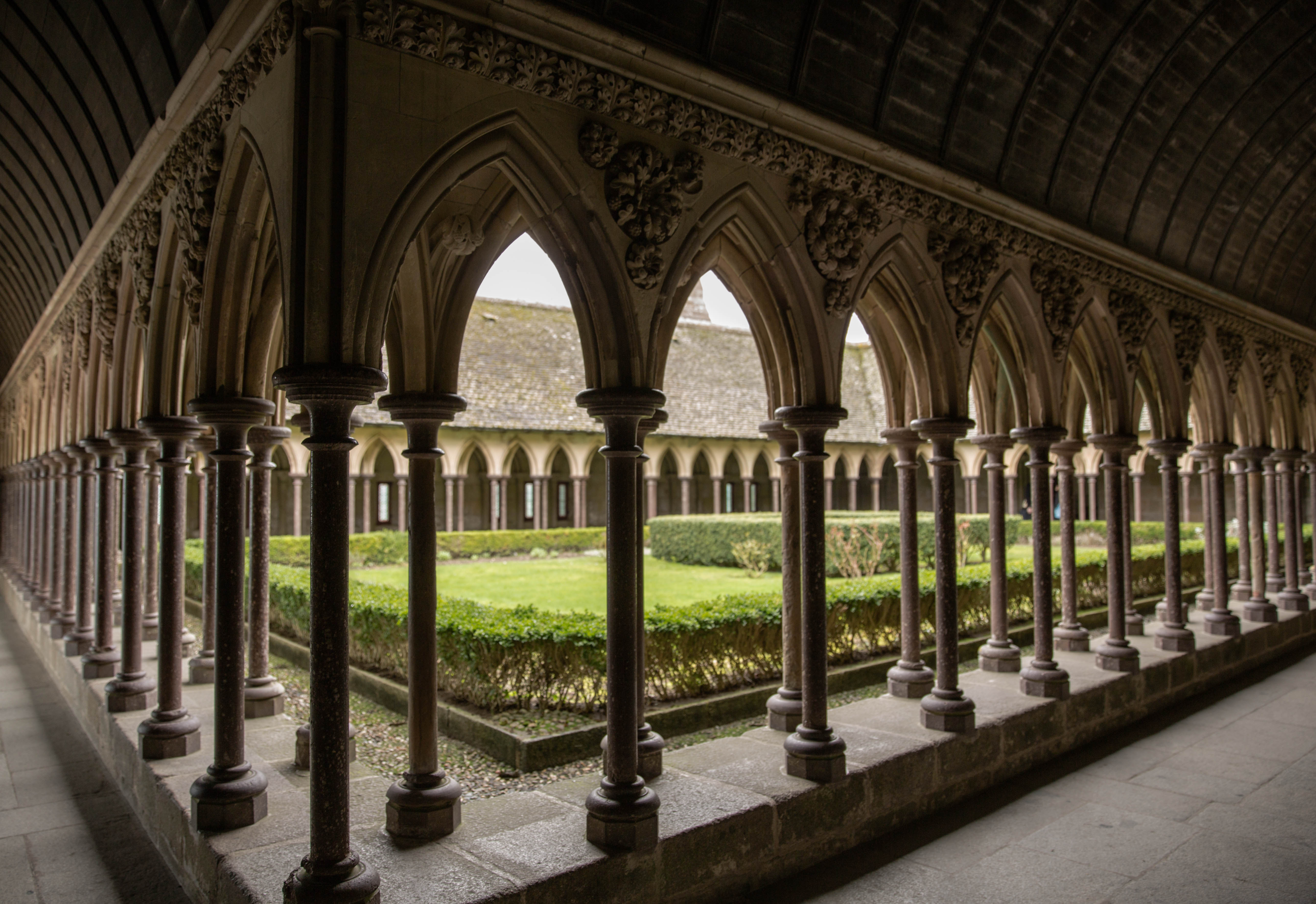
El claustre
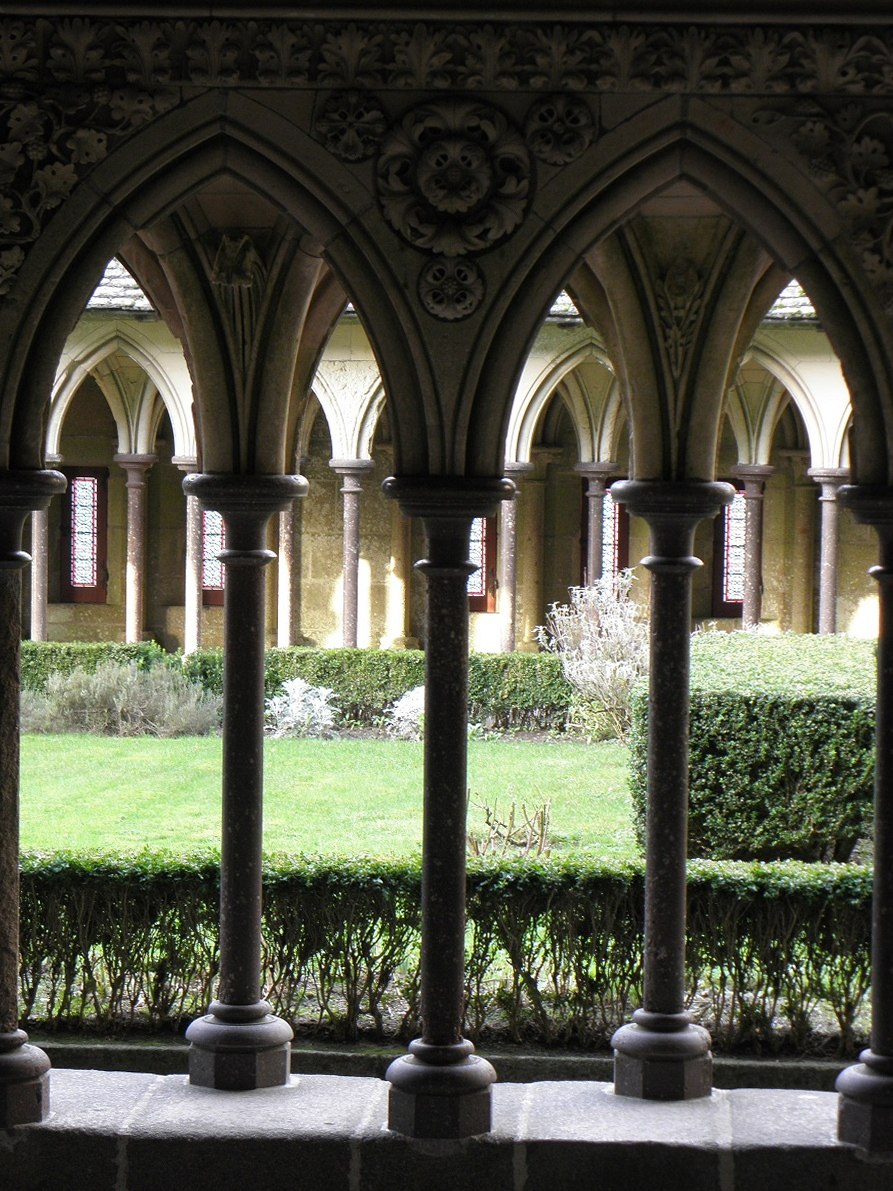
El claustre
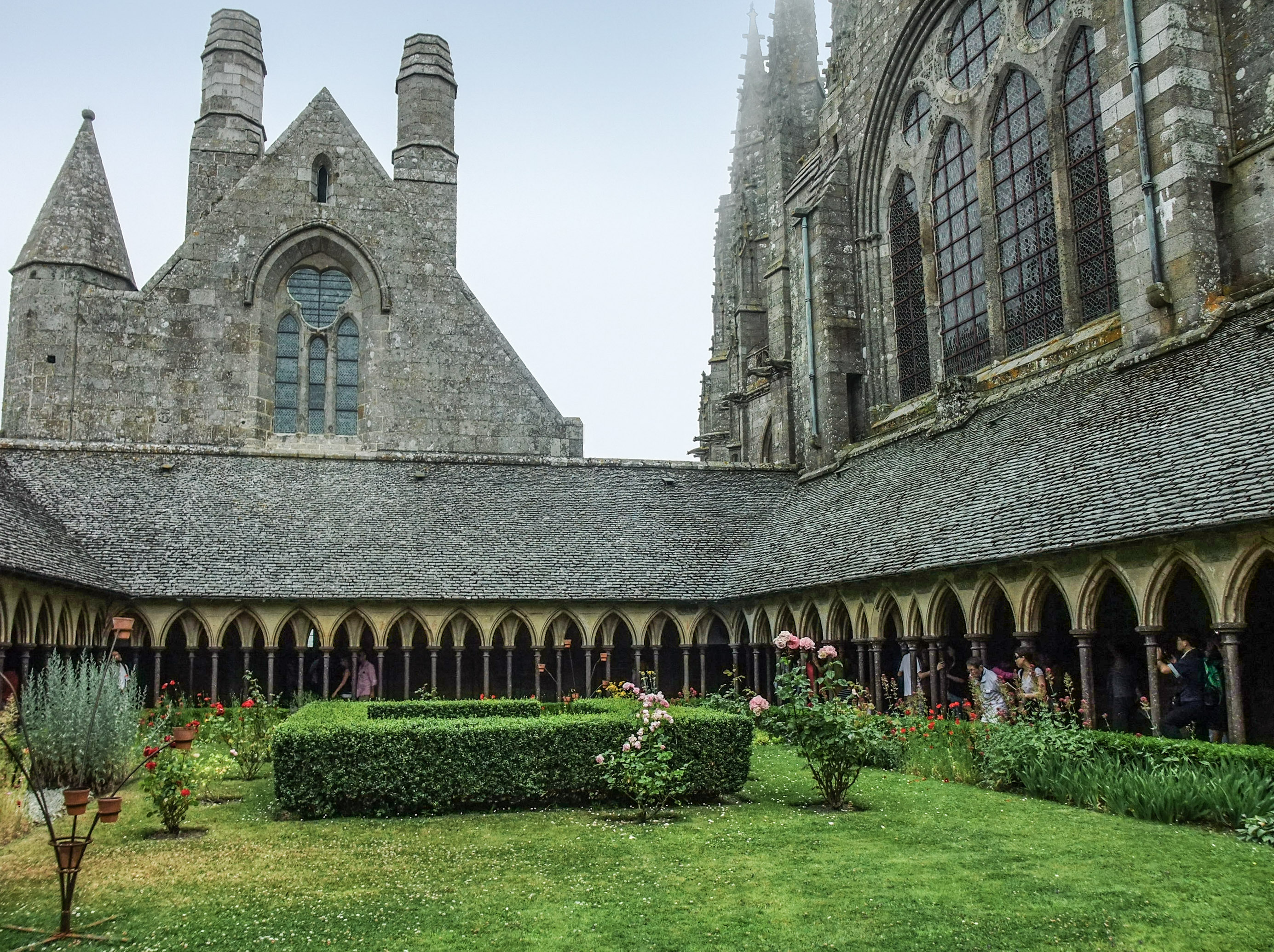
El claustre

Falta, per tant, mai construït, una ala oest, reduïda a un terraplè sòlid que hauria d'haver portat, igual que les altres dues franges, a tres nivells: a continuació, un tribunal; anterior, una infermeria; finalment, a la part superior, la sala capitular comunicava amb el claustre:46.

### L'anomenada Sala Belle Chaise i els edificis del sud-est
De la mateixa manera, els edificis de la Belle Chaise i els allotjaments de l'abat integren les funcions administratives de l'abadia amb les funcions de culte. L'abat Richard Turstin s'erigí, a l'est, la Sala dels Guàrdies (que es troba després de l'entrada de l'abadia) i una nova Oficialitat, on es converteix en la justícia de l'abadia (1257).
Al voltant de 1393, es van construir les dues torres del Châtelet, després la torre de Perrine i una Bailliverie. Tot es completarà, a iniciativa de l'abat Pierre Le Roy, per una llar personal que completarà les fortificacions de l'abadia.

## Gestió i administració
El monument està administrat pel Centre de Monuments Nacionals.

### Assistència
L'assistència del lloc i de l'abadia es concentra en el temps. És més forta durant el període d'estiu i alguns caps de setmana de primavera que concentren un terç dels visitants al Mont-Saint-Michel, amb una mitjana diària aproximada de 12.000 visitants i pics que superen els 16.000 visitants diaris, amb un flux de visitants cada cop menys dens com l'ascens a l'abadia. "En un dia entre les 11h i les 16h la densitat dels visitants al lloc és el més gran".
D'acord amb la DGCIS, l'abadia del Mont Saint-Michel va ser el 13è lloc cultural més visitat de França el 2010.
Mentre que l'abadia va veure la seva assistència a augmentar de manera constant des del començament del segle xxi, que va patir una caiguda en l'assistència dels anys 2010 (1,33 milions d'ingressos pagats en 2011, menys d'un milió de 2013). L'abadia pateix efecte de les noves condicions de la cobertura de la península i la mala reputació del Sant-Michel de Mont lloc que ofereix alts preus dels beneficis poc apreciats. El 2014, l'abadia ha encallat aquest desenvolupament donant la benvinguda als visitants (1.223.257 663,209 560,048 francesos i estrangers, el 35% dels japonesos), un augment del 3,3% respecte l'any anterior.